# ギリシャの歴史
本項では先史時代から近現代に至るギリシャの歴史（ギリシャのれきし）について述べる。
現代のギリシャの版図は第二次世界大戦後に形成されたものであるが、この範囲は古代ギリシャの版図とほぼ一致している。ただし、中核部分が過去と一致するといえども、ギリシャの歴史を記述するに当たり、ギリシャ文明による影響は、ギリシャから東方はアフガニスタンのヒンドゥークシュ山脈、南方はエジプトのクシュにまで及び、その範囲はとても大きい。

## ギリシャ人の概念
ギリシャ人と言ってもこの範囲は幅広く存在する。古代ギリシャでは自らを『ヘレネス』と自称し、それ以外の異民族を『バルバロイ』と呼称した。また、ギリシャの時代区分として『ヘレニズム時代』が存在するが、この語源『ヘレニゼイン』には『ギリシャ語を話す』という意味があり、ギリシャ人の基本概念は一般的に『ギリシャ語を話す人々』を指しているが、母語がギリシャ語であるかどうか、母語がギリシャ語でも血統はどうか、また、母語としていても方言等の派生言語系統を含めてどこまでがギリシャ語であるか、という問題が存在する。ただし、古代ギリシャにおいてはギリシャ語はあくまでも認定要件の一つに過ぎず、祭儀や慣習の共有が重視されていた。 この意識は前6世紀に至って形成が開始され、前5世紀のペルシア戦争の影響で確立されたという研究が近年出されている。
また、ギリシャ語を母語とすることよりも重視された例として1923年のローザンヌ条約で決定された、ギリシャとトルコの間で行われた住民交換の例が存在しており、この際、ギリシャ人の基本概念とされたのは『宗教』であり、トルコのギリシャ正教徒がギリシャへ送られる事となった。また、ギリシャ国内にも中世以降、アルバニア人が流入、現在も固有の言葉・生活を維持しながら暮らし、彼らはギリシャ語を話すこともできる上に外見では見分けがつかなくなってはいるが、民族系統としてはアルバニア人であり、なおかつギリシャ国民である。
このように、ギリシャ人を定義付けるのはかなり困難であるが、彼らがギリシャ人であるという基本概念はミケーネ文明以来、その文化の中核を担ってきた人々がギリシャ人の子孫であるという意識を持っていたということが存在する。古代ギリシャの人々は各地に殖民を行い、他の人々（例としてフェニキア人）などと交流してきたが、この中でギリシャ人という意識が芽生えたことにより、ギリシャ人のアイデンティティが形成され、ローマ帝国やオスマン帝国占領下においても『我々はギリシャ人』という民族意識が保たれ、現在のギリシャ人へと繋がっている。

## ギリシャ史の枠組み
ギリシャ史は現在でも枠組みが確定しておらず、古代ギリシャを中心として流動的である。以下は『ギリシアを知る事典』を元に区分化したものである。古代ギリシャにおいてはさらに細分化された区分が存在するがここでは扱わない。
| 時代区分 | 大まか区分                        | 細かい区分     | 凡その年代                               | 状況                                                      |
| -------- | --------------------------------- | -------------- | ---------------------------------------- | --------------------------------------------------------- |
| 先史時代 | 石器時代                          | 旧石器時代     | 紀元前30–40万年前 –紀元前1万3千年前      |                                                           |
| 先史時代 | 石器時代                          | 中石器時代     | 紀元前1万3千年前 –紀元前8000–7000年頃    |                                                           |
| 先史時代 | 石器時代                          | 新石器時代     | 紀元前8000–7000年前 –紀元前6000–5800年頃 | 農村への定住の始まり                                      |
| 先史時代 | 青銅器時代                        | 初期青銅器時代 | 紀元前6000年頃 –紀元前3200–3000年頃      |                                                           |
| 先史時代 | 青銅器時代                        | 中青銅器時代   | 紀元前2000年頃 –紀元前1650年頃           | ミノア文明                                                |
| 先史時代 | 青銅器時代                        | 後期青銅器時代 | 紀元前1650年頃 –紀元前1200年頃           | ミケーネ文明                                              |
| 先史時代 | 暗黒時代 （初期鉄器時代）         |                | 紀元前1200–1000年頃 –紀元前800年頃       | 幾何学文様期と呼ばれる時代を含む                          |
| 古代     | 前古典時代                        |                | 紀元前800年頃 –紀元前500年末頃           | ポリスの成立                                              |
| 古代     | 古典時代                          |                | 紀元前500年末頃 –紀元前350年頃           | ペルシア戦争、ペロポネソス戦争                            |
| 古代     | ヘレニズム時代                    |                | 紀元前350年頃 –紀元前30年                | アレクサンダー大王による王国から ローマ帝国による占領まで |
| 古代     | ローマ時代                        |                | 紀元前30年–330年                         | ローマ帝国統治下                                          |
| 中世     | ビザンツ時代                      |                | 330年–1453年                             | ビザンツ（ギリシャ）帝国                                  |
| 近世     | オスマン時代                      |                | 1453年–1830年                            | オスマン帝国統治下                                        |
| 近代     | 第一共和政                        |                | 1830年–1832年                            | ギリシャ独立戦争後、王国成立まで                          |
| 近代     | ギリシャ王国                      |                | 1832年–1924年                            | 列強三国（イギリス・フランス・ロシア） らの決定による     |
| 近代     | 第二共和政                        |                | 1924年–1935年                            | 希土戦争以降                                              |
| 近代     | ギリシャ王国 （八月四日体制）     |                | 1935年–1941年                            | イオアニス・メタクサスによる独裁制                        |
| 近代     | 枢軸国占領時代 （ギリシャ国）     |                | 1941年–1944年                            | ドイツ・イタリア・ブルガリアによる 三分割占領             |
| 現代     | ギリシャ王国 （第二次世界大戦後） |                | 1944年–1974年                            | 1967年–1974年の軍事独裁政権を含む                         |
| 現代     | ギリシャ共和国（現在）            |                | 1974年–                                  | 軍事独裁政権終了後から現在に至る                          |

次項では主に上記の表に従い、記述する。

## ギリシャの歴史

### 先史時代
先史時代は歴史学上、史料が存在せず遺跡の発掘を基礎として研究されている時代のことである。この時代のギリシャにおいても他の例と違うことなく、旧石器時代、中石器時代、新石器時代、青銅器時代と大きく分けられており、ユーラシア大陸西部で確立された規範的年代区分とほぼ同様である。

### 石器時代

#### 旧石器時代
今から2万年前、世界は最終氷期に当たっており、ギリシャもその例外ではなく、氷期後期に海面が下がり（一部では20m下がったという）ギリシャも現在の山がちな地形と違い、ステップ平原が広がっていた。現在のエーゲ海に浮かぶ島々も当時は山々であり、ローマ時代におおよそ現在の海岸線と化した。
ただし、ギリシャにおいて最初の人類が登場するのはその氷期の遥か前であり、ギリシャ北部のハルキディキ半島のペトラロナ洞窟においてギリシャ最古の化石人類であるペトラロナ人が発見されており、彼らはホモ・エレクトゥスとネアンデルタール人の形質的な特徴を持つ事からおよそ20万年から40万年前にはギリシャにおいて人類の活動が始まったと推測されているが、生活の痕跡が増加するのは約15万年前の中期旧石器時代である。
この時代の地中海世界に見られるムスティエ文化のフリント製剥片石器がエペイロス、テッサリア、クレタ島などで見られるが、これを使用した人類は3万年前までに新人が取って代わることとなった。しかし、この時代の遺跡は海岸線の上昇により、水没したと考えられているが、メテオラのセオペトラ洞窟やアルゴリス半島のフランクティなどに存在する。

#### 中石器時代
氷期が終了したことにより海面が上昇、草原が森林と化していった頃、中石器時代が始まりを告げる。この時代には弓矢やカヌーなどが開発され、技術革新が進み生活基盤が広がった時代であった。この時代にギリシャの人々は海上へ進出しており、フランクティ洞窟では黒曜石とマグロの骨が発見されているが、黒曜石はミロス島でしか産出されず、またマグロは現在も地中海における代表的な魚であり、これらの遺物からギリシャの人々が海へ進出していたことの証明となる。また、スポラデス諸島のユウラ島にあるキクロパス洞窟でもこの時代に対応する箇所では数多くの魚骨、骨製の釣り針など漁業を営んだことがうかがえる。
また、シリアやヨルダンなどでは1万年以上前から野生穀物の採取などが開始され、それが発展し定住型の穀物の栽培、家畜の飼育が行われていたが、ギリシャにおいても西アジアの影響を受け、農耕牧畜が導入されたと考えられている。

#### 新石器時代
ギリシャの新石器時代は初期（前7000年 – 前5800年）、中期（前5800年 – 前5300年）、後期（前5300年 – 前4500年）、末期（前4500年–前3200年）の4つに細かく分けられているが、これは過去には土器の文様などを基準にした相対編年で判断されていたものが、放射性炭素年代測定法による絶対年代が加えられたため、生じたものである。つまり初期新石器時代の土器は半球状の椀、中期新石器時代（プロト・セスクロ文化、セスクロ文化）には地域ごとに様々な形が現れるようになり、後期新石器時代（ディミニ文化）には文様が複雑化した彩文土器などそれぞれを分ける指標となっている。
中でもY染色体ハプログループE-V13を担い手とするカルディウム土器はギリシャ、アルバニアを拠点に地中海沿岸に広がった。
西アジアより農業が伝播したことにより、ギリシャでの定住型農耕生活を中心とした経済が確立された。この時代の遺遺跡はテッサリアやマケドニアの平野部を中心としたペロポネソス半島、ギリシャ中部、エーゲ海島嶼部などで広範囲に及んでいた。この時代、ギリシャ人はエンマーコムギ（英: Emmer wheat）やアインコルン小麦（英: Einkorn wheat）、二条大麦（英: two-rowed barley）を栽培し、また家畜（山羊、羊、豚、牛、犬）も飼育していた。特に山羊と羊は中石器時代以前に野生種の存在が確認されていないため、この時代に栽培種の穀物類と共に西より伝播してきたことが確実視されている。
この農耕をもたらしたのはハプログループG2a (Y染色体)である。
初期においては北ギリシャやブルガリアなどでは農耕を伴う集落遺跡が見られるが、南部ではさほど見られず、キクラデス諸島では黒曜石が採取されているにもかかわらず、中期新石器時代まで集落数があまり見られない。これは農耕が豊かな水と肥沃な土壌がある地域において初期段階に導入されたと考えられ、テッサリアやマケドニアなどの水が豊富な地域の小高い丘（マグーラ）に集落跡が多く見られる。その後、キクラデスでは二条大麦よりも生産性の高い六条大麦（英: six-row barley）が栽培されるにいたり、新石器時代が伝播したと考えられている。
また、豊穣を願うための女性型土偶なども作られており、農耕を中心に生活を営んでいたことが考えられるが、墓に副葬されることが無く、多くが住居跡で破損した状態で発見されていることから日常生活における祭儀に使用されたと想像されている。また、これらの像は大理石で制作されることもあった。
この時代の後半に至ると村落の周りに柵や堀を構築することが行われており、ヴォロス近郊のセスクロ遺跡やディミニ遺跡では邸宅跡がある丘を中心に円状に家屋が配置されており、ここから階層化が進んでいることを示しているとされている。特にディミニでは後のミケーネ時代の独特の構造（メガロン形式）を先取りしている。また、柵や周壁、堀の存在は集落間で戦争が行われたことを示唆していると考えられている。
金属については後期新石器時代から末期新石器時代にブルガリア方面から銅の冶金術が伝播したと考えられている。
ただし、末期新石器時代から初期青銅器時代へ素直に移行したとは考えられておらず、平野部などにおける集落跡が一度、減少を見せ、再び洞窟を住居として使用することが現れている。ただし、これをもって断絶と判断するのではなく、この点に関しては現在も研究が続いている。

### 青銅器時代
青銅器時代については、土器を基準として、ギリシャ本土、クレタ島、キクラデス諸島という地域ごとの三時期区分による編年が確立されている。

#### 初期青銅器時代

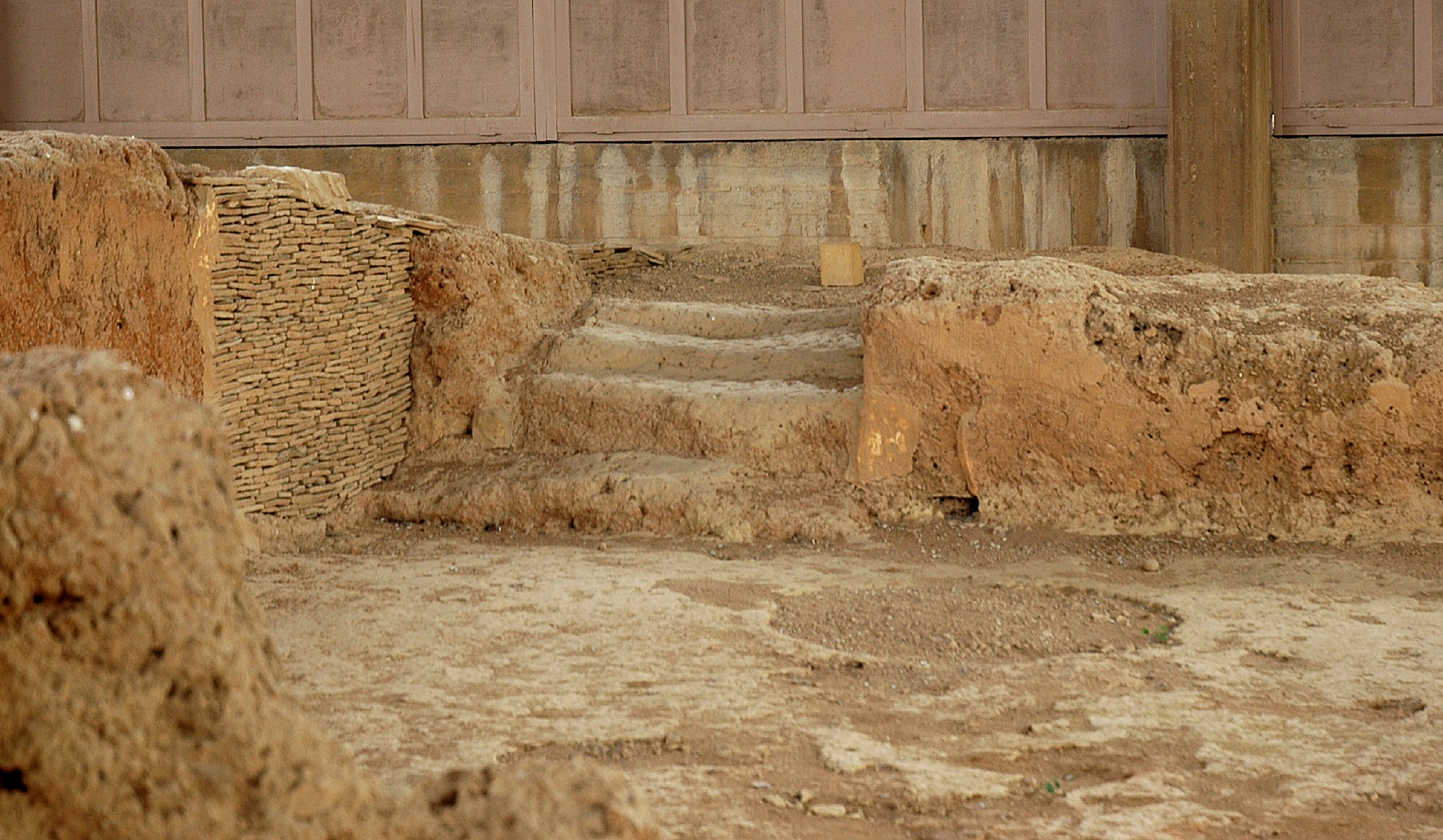
レルナの瓦屋根の館

この時代、新石器時代に銅が伝わっているにもかかわらず、初期の段階では青銅が一般的に使われた形跡はない。しかし、この時代に『ギリシャ』らしさが生まれた時代とされ、新石器時代までは西アジアやバルカン半島の他の文化と密接な関係をもっており、地形的な意味での違いでしかなかったが、この時代に至り独特な土器を特徴とする文化（初期ヘラディックII）が誕生、これまでにない大規模な建築物（レルナの瓦屋根の館）も生まれ、社会の階層化がかなり進んでいたと考えられている。
この時代まで、文化の中心地は主にギリシャ北部であったが、この頃からギリシャ南部へ移行する。この時代からマケドニア王国が隆盛を迎えるまでこの地域がギリシャ史の中核を成すのであるが、これは栽培物にオリーブ、ブドウが導入されたことが考えられている。また、オリーブから取れるオリーブ油、ブドウから取れるブドウ酒は交易品としても高い価値があり、ギリシャが広い範囲で交流を展開する手段と化した。この時代の集落は海岸に集中しており、これまでの『蓄える戦略』が『交易する戦略』へ移行したことが考えられる。
シロス島、パロス島、ナクソス島などエーゲ海中央の島々では、ケロス＝シロス文化と呼ばれる文化が発達しており、大理石を用いた石偶も生まれているこの文化の成立にはそれぞれ異なる天然資源を持つエーゲ海の島々の間で交易が行われていたことが考えられている。また、この時代の後半にはアナトリア（現在のトルコ）と強い関係を持つカストリ・グループという文化集団も現れ、トロイアＩＩ市との共通する文化が見られる。過去にはこのカストリ・グループの人々がアナトリアから侵入してエーゲ海の初期青銅器文化を滅亡させたと考えられていたが、シロス島ハランドリアニ遺跡の墓域状況から敵対していたのではなく、交流していたことが想像されている。
ギリシャ本土ではウアフィルニスと呼ばれる釉を使用した土器を指標として文化（初期ヘラデックＩＩ、もしくはコラクウ文化）が広がっており、特徴的な土器も存在する。また、集落跡も大規模なものが見られ、ギリシャにおける最初の都市化が行われた時代と考えられており、集落跡からは印章や封泥が出土、集落中心部の大規模な建物を中心に経済活動が行われたことが推測されている。
また、ギリシャ本土とエーゲ海の島々では文化交流が行われていた跡が見られるが、クレタ島のみは独自の歩みを営んでいたとされ、この時代の後半（初期ヘラディックII末からIII末まで）にギリシャ本土やエーゲ海に存在した村落を襲った破壊をクレタ島は逃れていることからそう考えられている。
上記の破壊活動は前2200年頃に行われたと考えられ、焼失した建物も見られ、レルナの「瓦屋根の館」は焼け跡が見られ、その崩壊した地層の上では原ミニュアス土器や彩文土器を伴う新たな文化が確認されており、この時点で現代に繋がる『ギリシャ人』がギリシャに到達したという考えが現在、有力視されているが、一部地域では土器の出土後の焼失が確認されており、この考えの確定を困難にしている現状が存在する。

#### 中青銅器時代

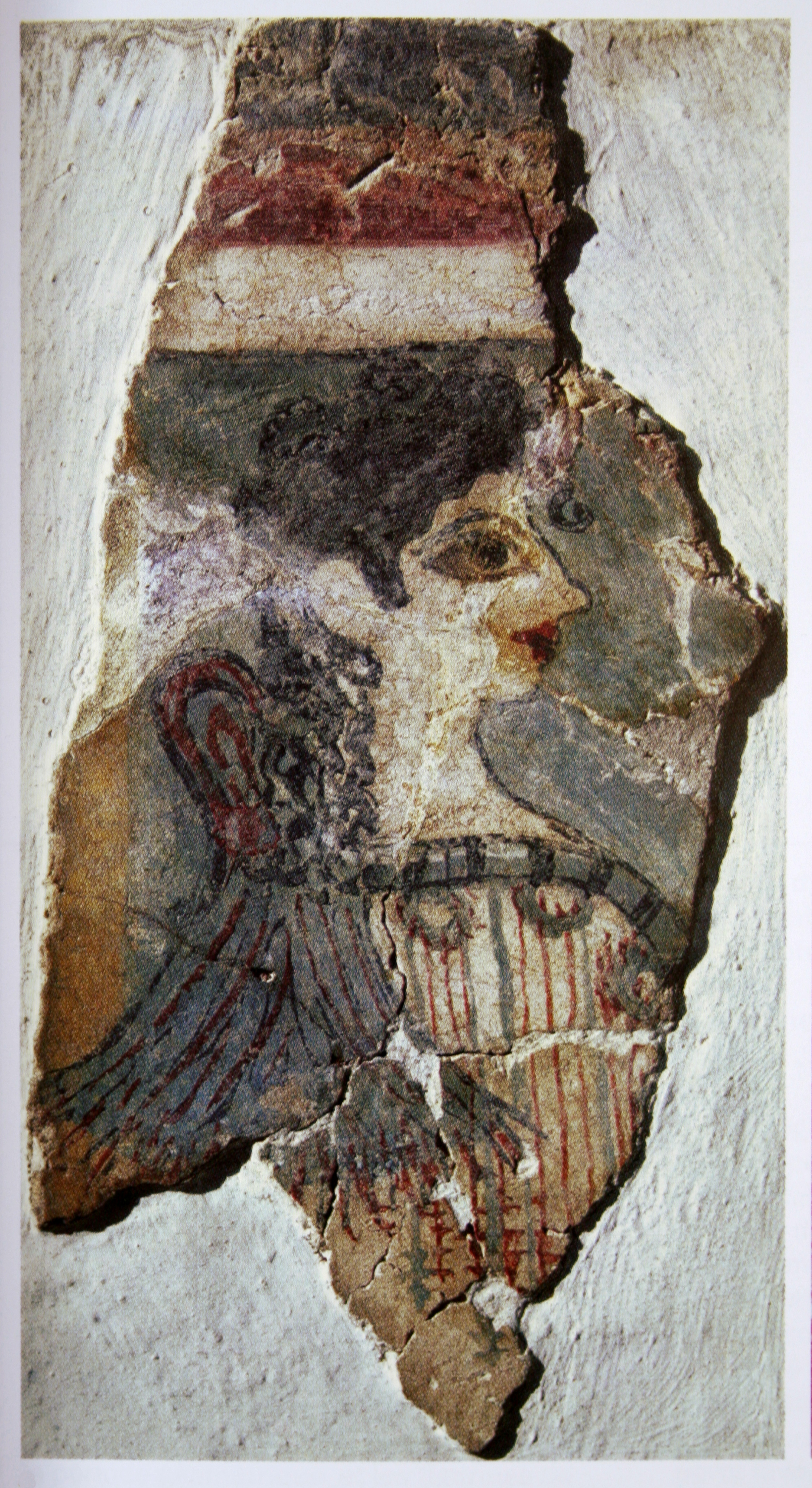
クノッソス宮殿に描かれた絵

ギリシャを襲った災厄の後、ギリシャ本土やエーゲ海では初期青銅器時代からの文化伝統が断ち切られており、災厄に襲われなかったクレタ島ではその継続が見られるなど、明暗がはっきりとしている。ギリシャ本土においては集落が激減、文化的後退を見せたと考えられており、大規模な建築物が見られなくなっている。また、この時代には灰色磨研土器「ミュニアス土器」や、中期青銅器時代の幕開けとなる「鈍彩土器」らがあるが、いずれも前後の時代と比べると創意が乏しい。このことから、古代ギリシャ語を話す民族がギリシャに至り、定住したと考えられる。
一方、クレタ島では大規模な建築物としてクノッソス宮殿が生まれ、また「カマレス土器」のような鮮やかな彩色がされた土器や優れた工芸品が生まれており、クレタ島を除くエーゲ海の島々を文化圏に取り込んでいた。宮殿は中青銅器時代後期に起きた地震により、被害を受けたが規模を拡大して再建されている。

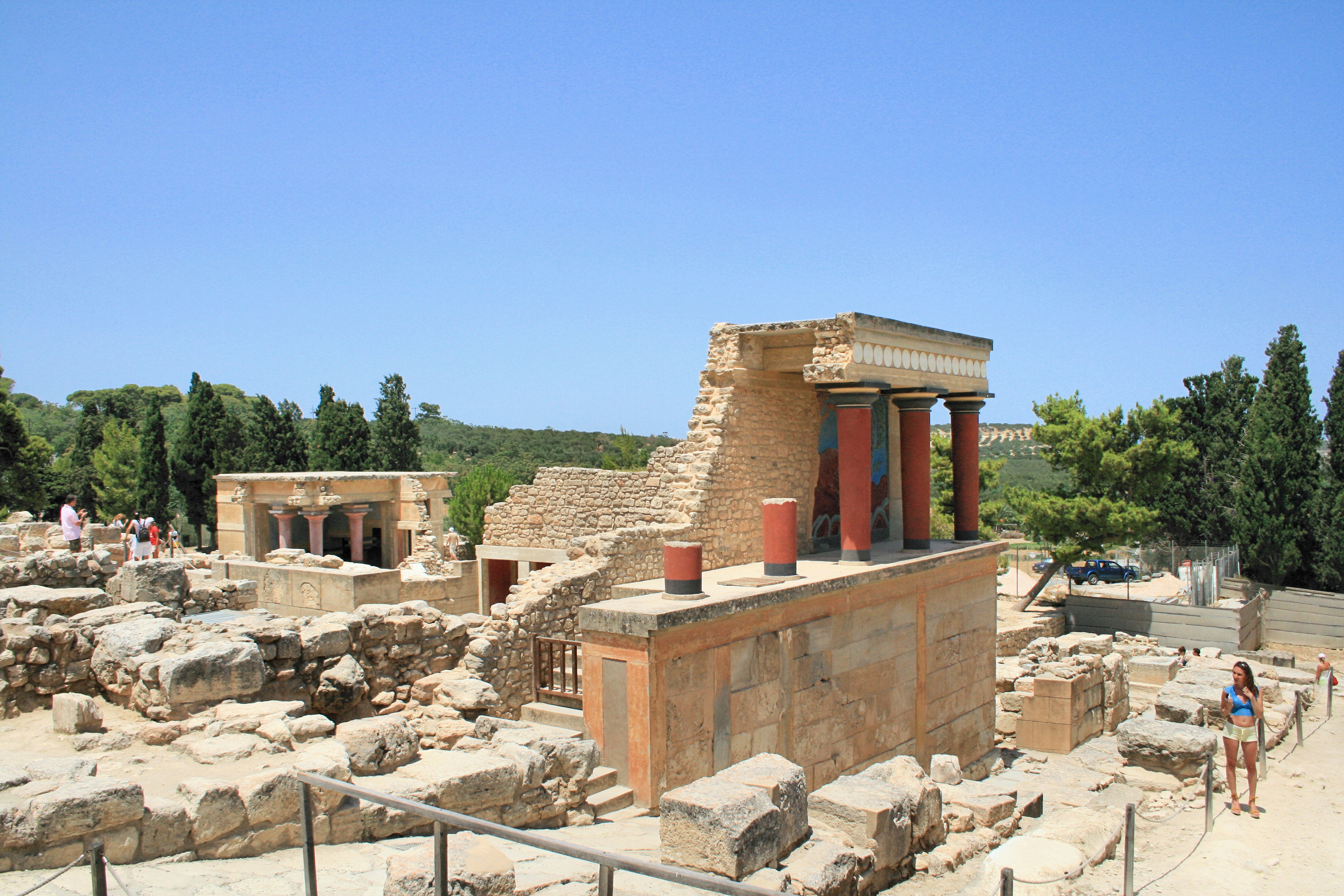
クノッソス宮殿

クレタ島における初期段階（第一宮殿時代、もしくは古宮殿時代、旧宮殿時代とも）についてははっきりした部分も少ないが、発見されて以来、研究が進んでいるクノッソス宮殿を元とすれば、この宮殿は巨大な力を持った権力者によって建設されたと想像されてはいる。しかし、その開放性や前1780年頃に発生した地震・天災より破壊されたがすぐに再建されていること、城壁が存在しないことから、住民らの合意で建設されたと想像されている。このミノア文明におけるクノッソス宮殿を中心とした他の宮殿において、巨大な貯蔵庫が構築されており、再分配システムの中心を成していたと考えられている。この再分配システムは通常、首長制の中で見られるものであり、定住型農耕社会と国家との間に現れるものであることから、ミノア文明では強力な王権が存在したのではなく、首長制社会の典型例として考えられている。

#### ミノア文明

クレタ島

ミノア文明における再分配システムでは物資の管理を行うために「線文字A」と呼ばれる文字体系が確立された。また、このシステムにより、各種の精巧な工芸品が生まれており、土器もこれまでのカマレス土器に変わって美しいものが生まれ始めた。前1700年から前1500年頃にミノア文明は頂点を迎え、ケア島やミロス島、サントリーニ島などまでその文化圏が及んでいたと考えられ、特に前1628年のサントリーニ島の爆発により埋没したアクロティリはこの時代の情報を多く伝える貴重な存在と化している。

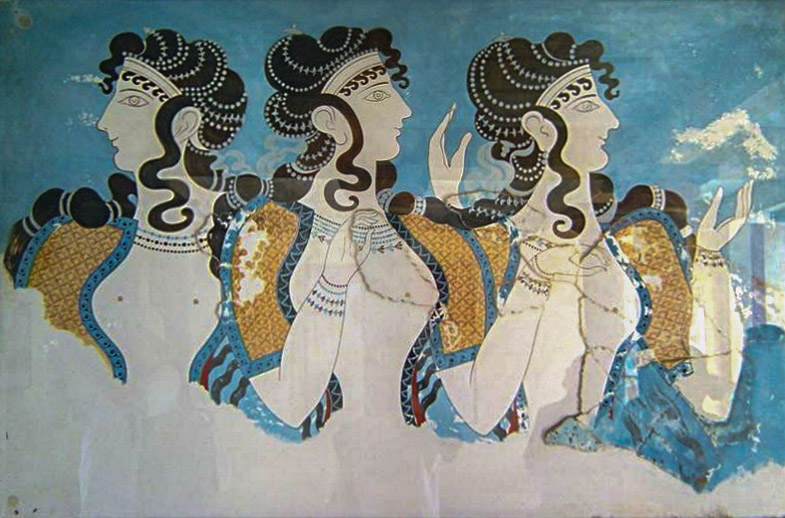
クノッソスのフレスコ画

また、このアクロティリには多くのフレスコ画が見つかっており、華やかなミノア文明を現在に伝え、その中でもナイル川を描いたと思われるフレスコ画も発見されており、ミノア文明がエジプトと交流していたことも想像されている。その証拠にエジプトにおいてもクレタ島を起源とする土器が発見されており、新王国時代の墓ではファラオに朝貢するクレタ人（ケフティウ）の絵も存在する。さらにユーフラテス河畔でも確認されており、ミノア文明の活動範囲がかなり広がっていたと考えられている。
さらに『フライパン』と呼ばれる鍋型の器や『キクラデスの偶像』と呼ばれる大理石の像があるが、これはオリエントにおける多産や豊穣を祈願したものでなく、白い大理石が磨き上げられたものでオリエント文明とは異質な独自の文化を持っていたことが考えられている。

#### 後期青銅器時代

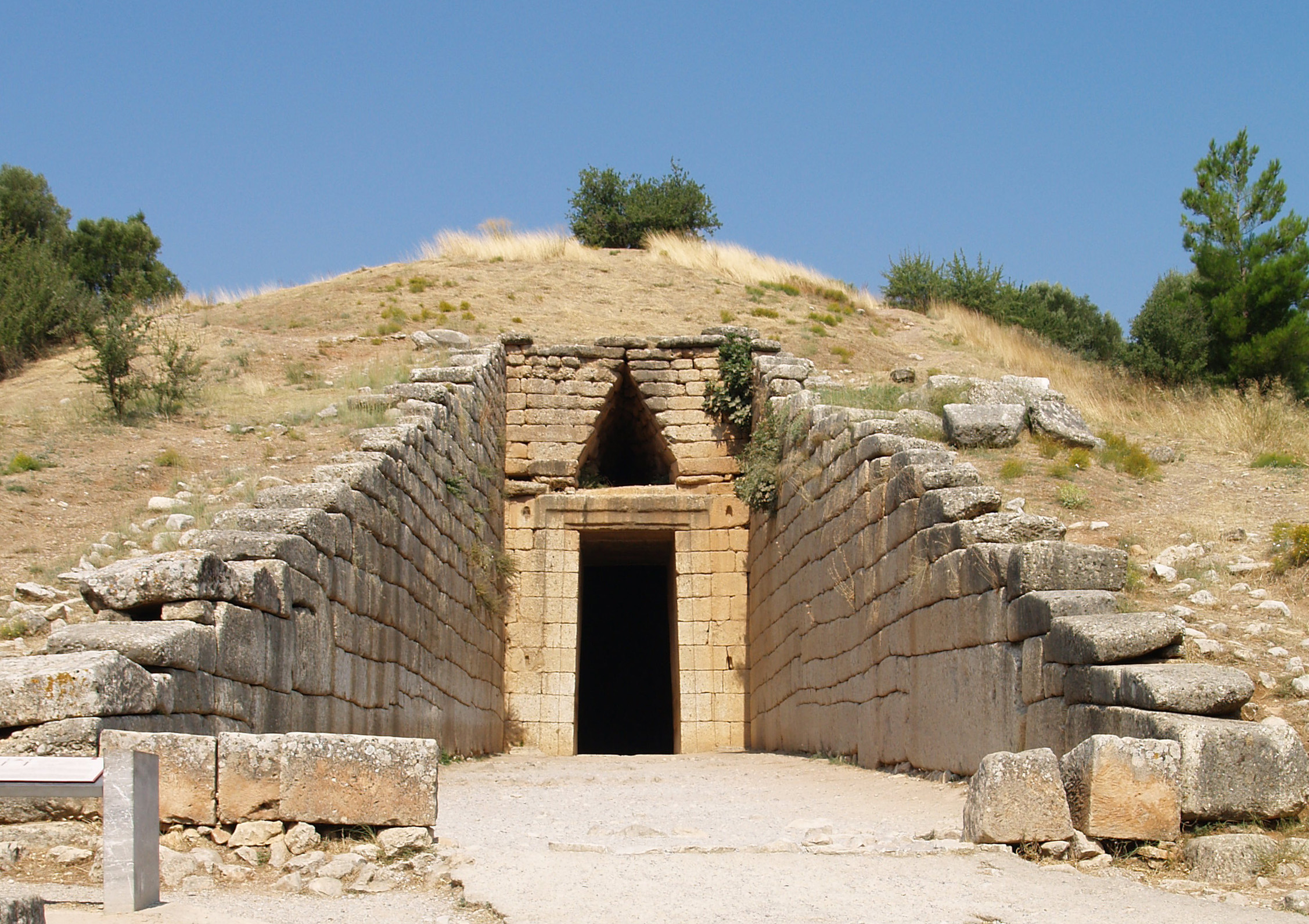
アトレウス王の墳墓

初期青銅器時代末に災厄を受け、文化的後退を見せたギリシャ本土においてはその痛手より立ち直るのにはかなりの時間を経たと考えられている。遺跡数の減少に伴い、副葬品も貧弱なことからギリシャ本土の文化が低迷したことが考えられるが、ドイツの考古学者ハインリヒ・シュリーマンがミケーネにおいて豪華な副葬品を納めた墓を発見したことにより、紀元前1650年頃、ミケーネ文明が始まりを告げたと考えられている。この時期、ペロポネス半島やギリシャ中部にもミケーネの影響を受けた大規模な集落が生まれ始めており、これらを総計してミケーネ文明と呼ばれているが、これはギリシャ系のアカイア人、イオニア人らが定住したことにより始まり、ミノア文明の影響を受けつつも独自の道を歩み、さらに文化の中に武器など武力の要素が強く見られることでその違いを見せている。また、ミケーネ文明ではミノア文明と違い、宮殿などよりも墓の造営に力が入れられており、前1500年頃、『トロス墓』と呼ばれる大規模な石造の墓の建設が開始されたと考えられている。
ミノア文明でのこの大規模な『トロス墓』の建設は前17世紀から前15世紀までに行われていたと考えられており、王国が構築されたことにより初期国家が形成されたと考えられている。さらに、ミノア文明以来続いている地中海東部との交流はヒッタイトやエジプト新王国などと引き続き行われていたと考えられており、アメンホテプ3世の葬祭殿にはクノッソスやミケーネの地名が刻まれ、ミケーネではアメンホテプ3世のカルトゥーシュを刻んだ象牙が発見されている。

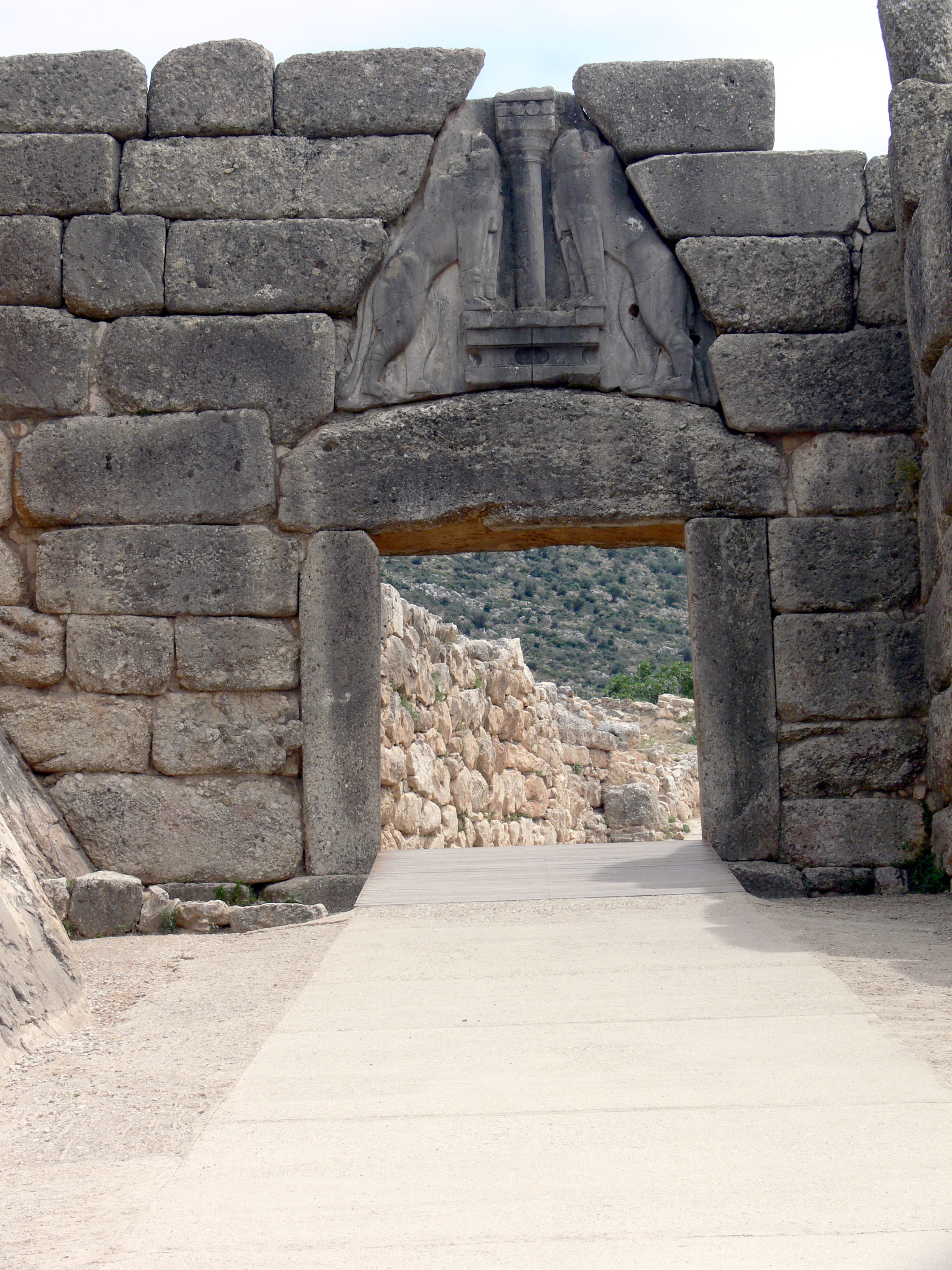
獅子の門

ミケーネにおける宮殿はクレタ島の開放的なものとは違い、「メガロン」と呼ばれる王の間を中心にしていることから、王への権力集中が進んでいたと考えられている。テッサリアのイオルコス、ギリシャ中部のオルコメノスやテーバイ、アテナイ、アルゴス平野のミケーネ、ティリンス、ミデアなどに小王国が存在していたと考えられ、その中でもペロポネス南西部のピュロス王国については研究が進んでいる。
特にこのピュロス王国ではアメリカ合衆国の学者カール・ブレーゲンが発掘した際に「線文字B」が描かれた粘土板を発見、後にイギリスのアーサー・エヴァンズがこれを解読することに成功することができた。この線文字Bの解読により、ミケーネ文明の人々がインド＝ヨーロッパ語族に属し、さらに王国における日常業務が明らかにされることとなった。
ピュロス王国には合計で16の行政区を持っており、それぞれに長が置かれ、それを王が統括したと考えられている。そして王の名称が「ワナックス」（線文字B: 𐀷𐀩𐀏 - wa-na-ka、アナックスとも）と呼ばれていたが、これは神に近い存在というニュアンスが含まれており、これは西アジアからの影響と考えられている。さらに粘土板には公有地や私有地が存在しており、外国から連れてこられた女奴隷が働き、ポセイドンやポトニア神へ祭祀を行っていたことが記載されている。これらのことが全てに当てはまるとは言えないが、当時の社会を表していると考えられている。
一方、それまで独自の発展を告げていたクレタ島は崩壊を遂げるが、これはミケーネ文明の人々による侵略が考えられている。このような侵略により、ミケーネ文明は後青銅器時代中頃から後半までに（後期ヘラディックIIIA期）までにギリシャ本土、クレタ島、エーゲ海を覆い尽くし、さらにはシチリアや、キプロスにまで及び、ヒッタイトやエジプト新王国と肩を並べる存在であった。
しかし前1200年のカタストロフと呼ばれる地中海東側全域で発生した気候変動によりミケーネ文明は崩壊したが、その文化要素は以後200年ほど続いた。この破局は過去にはドーリス人や「海の民」による侵略が考えられたが、現在ではこの説はあまり有力ではない。 前1200年のカタストロフの影響は地中海東部の全域においてヒッタイトの滅亡、エジプト新王国の衰退も見られることから、確実な原因を探るにはこれらの状況も視野にいれなければならない。

### 暗黒時代

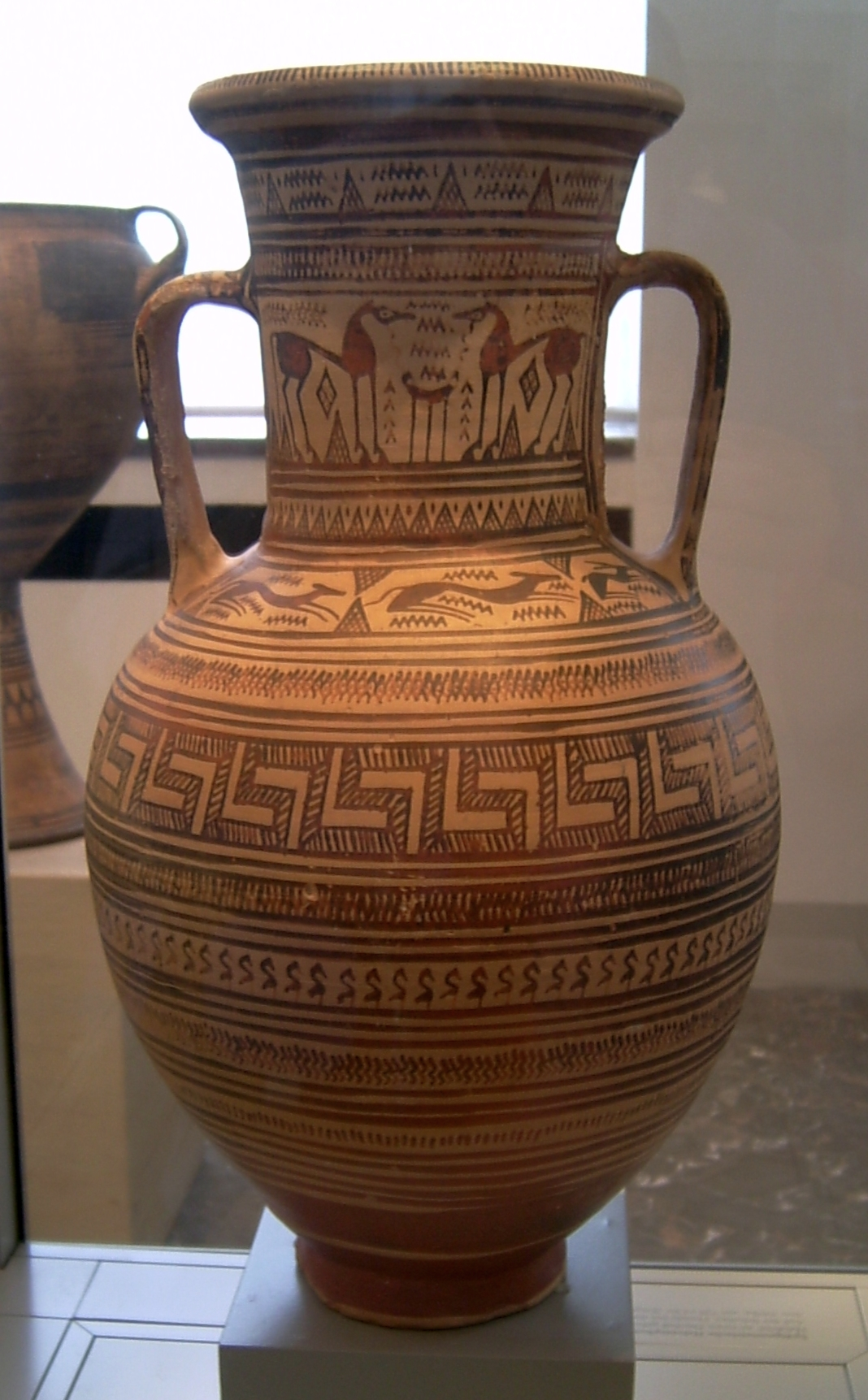
幾何学文様で描かれたアンフォラ （二つの把手を持つ壺）

ミケーネ文明の崩壊からポリスが形成されるまでの時代、ギリシャは謎に包まれており、文字史料も無く海外交流もあまり行われず、前後の時代と比較すると史料が乏しいため、「暗黒時代」と呼ばれている。これは新たにギリシャ人の一派、ドーリア人の侵入によりギリシャに混乱が生じたものであった。ただし、ミケーネ文明の要素が全て消えたわけではなく、紀元前900年頃には幾何学文様で描かれた高品質の土器が生まれるが、由縁はミケーネ文明の土器である。また、ミケーネの人々は混乱の続く土地を捨てて、各地へ移動したため、キプロスやパレスチナなどにその痕跡が見られる。しかし、前11世紀、ミケーネ文明はその痕跡を失い、まとまった資料もサラミス島やアテナイ周辺でしか発見されていないが、その少ない資料の中には中期青銅器時代に顕著であった特徴が見られ、これはミケーネ時代に追いやられていた人々による文化という意見と牧畜などを生業にしていた人々による文化という意見が対立を見せているが、この時代の人々は牧畜を中心とした移動生活を営んでいたと考えられている。
過去にはこの時代には大規模な建築物が建設されなかったと考えられていたが、1980年にレフカンディで発見された「ヘローン」（英雄廟）により、エウボイア島では少なくとも大規模な建築物が構築されていたと考えられており、人類学では「ビッグマン」と呼ばれる在地権力者の館と考えられ、一代限りではあるが権力者の存在も確認されている。ただし、この権力者は前時代の王などの代を連ねるものではなく、上記ヘローンは権力者の埋葬とともに破壊されている。

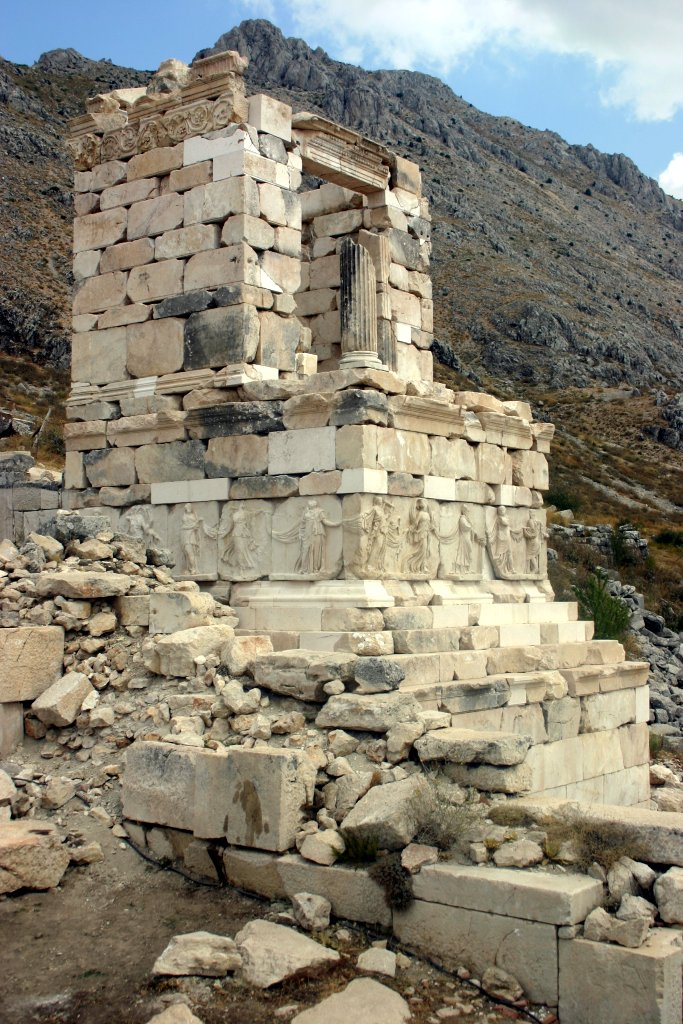
トルコ、サガラトスの『ヘローン』

その他の地域ではレフカンディの「ヘローン」のような大規模な墓は存在しないが、紀元前700年までは乏しかった副葬品もそれ以降は増加し、また、東方から運ばれてきた品が含まれており、再び東方との交流が盛んになったと考えられ、これは土器を飾る幾何学文様の中に大型の櫂船が描かれていることにより想像される。また、この時代のエウボイア系の杯（スキュフォス）はイタリアやレヴァント方面でも数多く出土しており、このことを強く支持することとなっている。
この時代に生まれた集落が後の時代に歴史的に重要な役割を果たすアテナイのような町が生まれている。この時代ポリスが生まれ始め、ミケーネ文明という垂直的な社会から市民を中心とした横の社会へと変化したものであったが、このミケーネ文明における社会形成の失敗がポリスを生んだと想像される。また、この時代、フェニキア人等、東方との交流が再開されたことにより「線文字B」より簡便な「アルファベット」が発明される。
この時期にはギリシャ人たちの関心が過去へ向かい、ミケーネ時代の墓への供物など過去の遺物へ祭祀を行っていたと考えられる。特に考古学的調査により、アテナイ、アルゴスなどの集落では墓の数が増加しており、人口の増加か埋葬の変化かどちらかの議論は続いているがまとまって墓を造成していることから地域における区域化が進んでいたと想像される。また、これを補強するものとして墓の副葬品が減少を見せているが、これは共同墓地に埋葬され、供物が聖域に奉納されることが上げられる。

## 有史時代

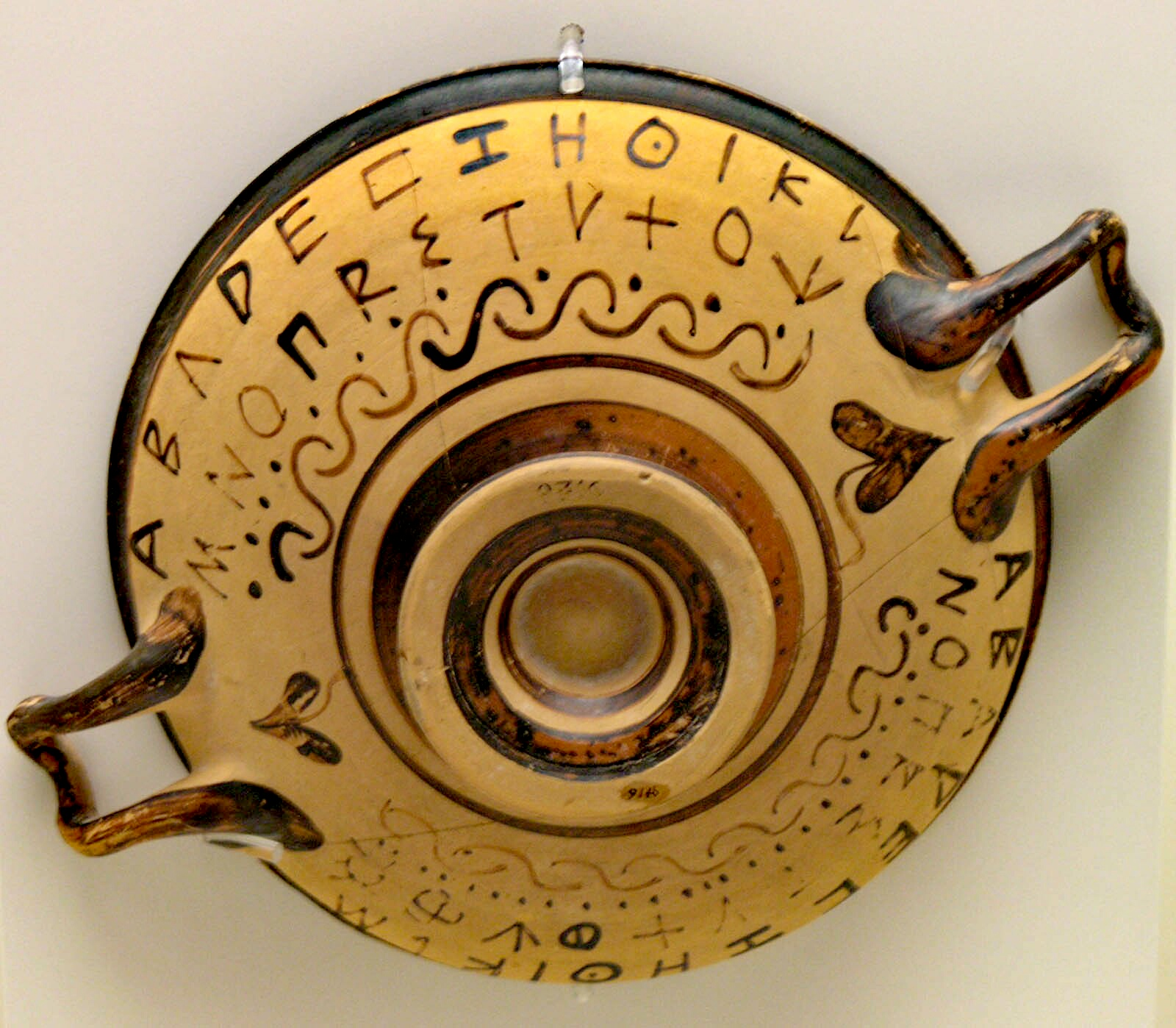
アルファベットの描かれたつぼ、アテネ国立考古学博物館所蔵

古典期は二つに分けられ、前古典期はギリシャの独自性が形成された時期であり、古典期はその独自性に磨きがかかった時期である。ただし、この境目については議論が存在しており、一概に決定されるものではない。以下は桜井万里子編『ギリシア史』に従った境界線を使用する点について注意されたい。

### 前古典時代
紀元前700年代に生まれたポリスは初期においては貴族が中心となって政治を行ったことが詩人ヘシオドスの『仕事と日』の中に記述されているが、農地を所有していたヘシオドスは賄賂を受け取って不正な判決を下す貴族たちに反論しており、さほど身分に大きな違いがなかったと考えられる。また、一部ポリスでは王政も存在したようだが、結局は貴族政に移行したと考えられている。これら未成熟なポリス社会において、一部の有力市民が権力を握ることがある。これを『僭主制』と呼び、独裁者として君臨することも生じた。この時代の代表的な僭主はコリントスのキュプセロスやアテナイのソロン、ペイシストラトスなどである。

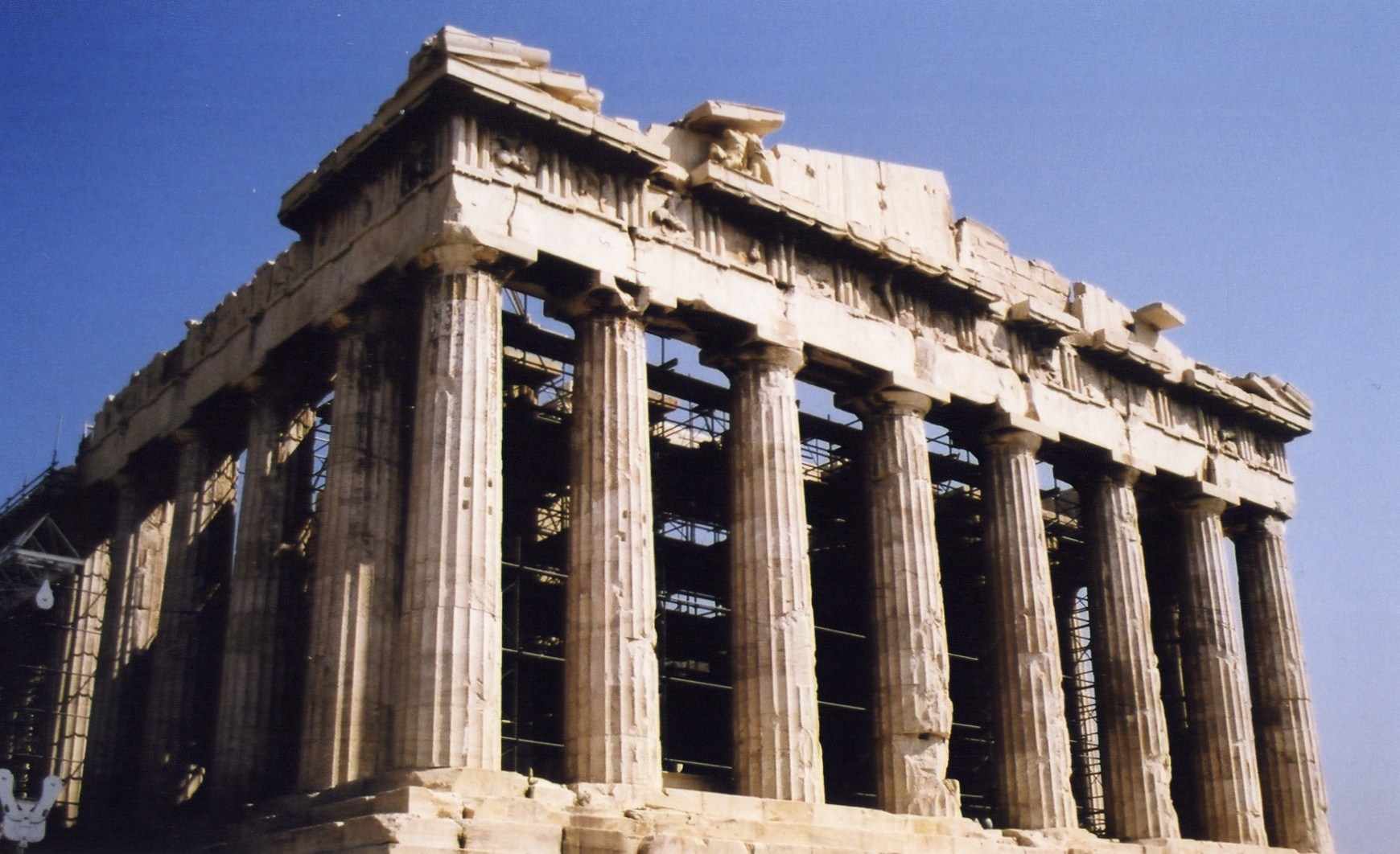
アテネのアクロポリス

ポリスでは市民の統合の象徴として大規模な建物を建築し始めるが、これまでの宮殿のような権力を誇示したものではなく、神殿のような市民らの加護を象徴するものであり、この時代以降、ポリスの中心に位置する神殿は都市国家の景観上での象徴となった。ただし、ポリスにおける市民とは男性に限られており、またその大半が農民であった。また、ポリス自体は1500近く形成されたと考えられているが、アテナイやスパルタのように市民が3万から4万に達したのは特別であり、通常は数千人規模であった。このポリスが統一されることは結局なく、その理由については現在も研究課題とされている。また、複数のポリスが統一というにはあまりにも緩やかな枠組みを形成した例もある。これは「エトノス」と呼ばれており、過去にエトノスがポリスへ発展したという説も存在したが、現在は否定されている。

#### ギリシャ文字の成立
この時期にフェニキア文字を借用したギリシャ文字が発明され、これ以降、文字で残された史料が生まれる。また、これまで口伝で伝えられてきたホメロスの叙情詩やヘシオドスの詩などが文字化されたが、それ以上に文字は政治を行うために利用され、クレタ島で発掘された石に刻まれた現存する最古の成文法である「前七世紀の法」が制定されたことも明らかである。このギリシャ文字の成立により、ホメーロス（ホメロス）の二大叙情詩『イリアス』と『オデュッセイア』が生まれたが、これはフェニキア人との接触によりギリシャ人としてのアイデンティティが必要になり、500年間伝聞されて来た『イリアス』『オデュッセイア』が固定化されたとされる。また、ギリシャ文字の導入が『イリアス』『オデュッセイア』の文字で固定するために発明されたという説も存在している。
この前七世紀の法には権力の集中が行われないようにするため、権力者が何度も同じ職に短期間で就くことを禁止しており、平民たちが政治に参加していたことがうかがえる。

#### 大植民時代

ギリシャ人の活動範囲

ギリシャ人はギリシャ外へ進出を始めており、地中海、黒海の至るところへ約200年にわたって入植、このことから「大殖民時代」とも呼ばれる。この殖民には領土を拡大するという目的だけでなく、ポリス社会において政争が発生した時に敗れ去った党派が殖民を行うといったように、ポリス内での争いを避ける役割も果たしていた。この殖民はシチリア、イタリア南部（マグナ・グラエキア）、リビア、フランス南部にまで至っており、ギリシャ人は地中海全体で活動していたと考えられる。しかし、これら広範囲にわたる殖民にもかかわらず、ギリシャ人たちは共通する文化を忘れることなく、ギリシャ人ら自身がもつ文化、民族意識の形成の契機となった。

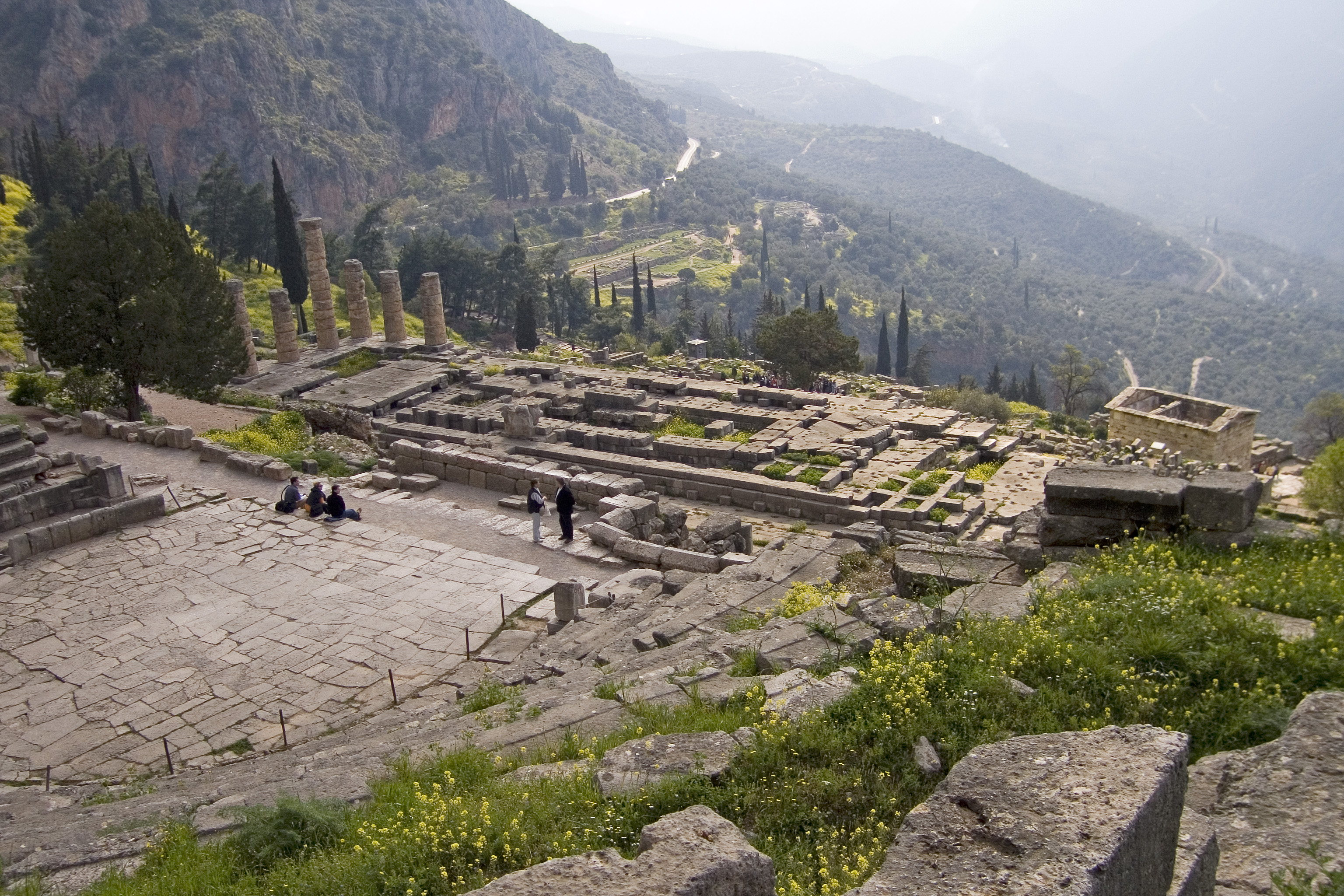
デルフォイのアポロン神殿跡

信仰についてはヘロドトスが述べるようにポリス固有の神（アテナイのアテーナー、サモスのヘーラー）を祭ったアクロポリスを中心にギリシャ全土で信仰される神（ゼウスなど）への信仰を共有しており、このギリシャ全土で信仰される神が祭られた箇所がオリュンピア、デルフォイ、ネメア、イストミアであった。なお、オリュンピアではゼウスが祭られており、紀元前776年頃、第1回オリュンピュアが開催され、紀元前7世紀頃までにはギリシャ世界の全てのポリスから参加者が集まるようになり、全ギリシャにおける聖域（パンヘレニック）の地位を確立させた。一方、デルフォイにはアポロンが祭られており、神託を伺うようになったのは前8世紀頃と推測されている。この神託はギリシャだけでなくリュディアやペルシアでも知られており、周辺に居住するアンフィクティオニア（隣保同盟）が管理していたことが紀元前5世紀の資料で明らかになっているが、このアンフィクティオニアにはテッサリア、フォキス、ロクリス、ボイオティアなどギリシャ北西部の人々やドーリス、イオニアの人々も参加、エトノスを形成していたとされる。
ポリスではアテナイ、スパルタが突出した存在であるが、これ以外のポリスでは文字資料も少なく、発掘活動を中心にその内容の研究が続いている。以下で一部ポリスについて解説する。

##### ギリシャ本土

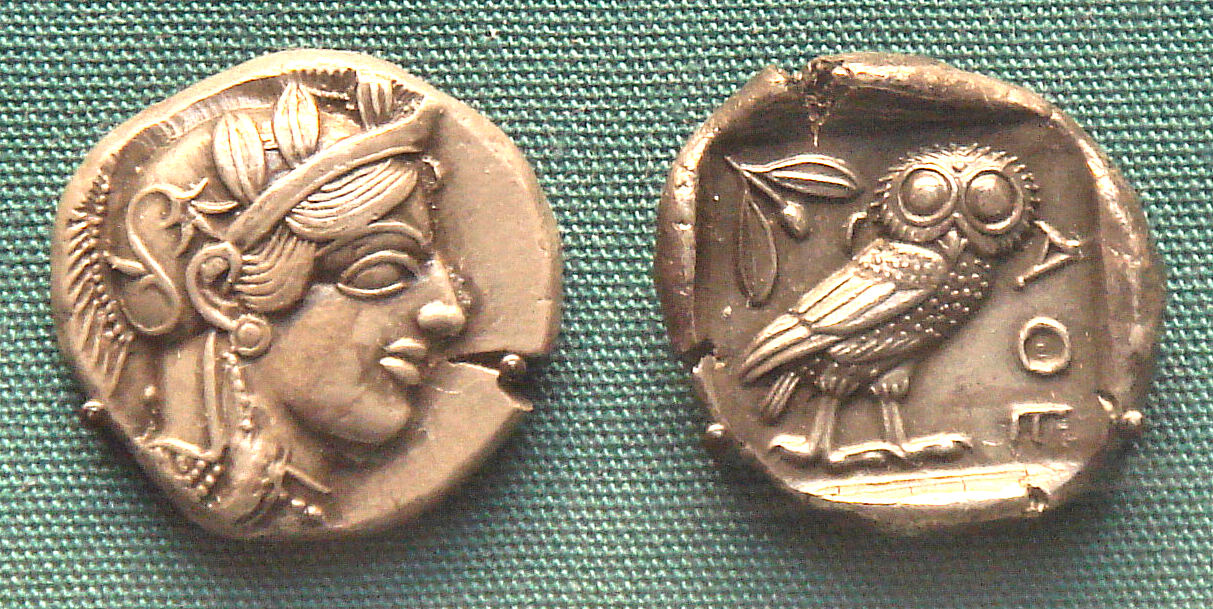
アテネの銀貨、表にアテナ、裏側にフクロウが描かれている。

ギリシャ本土中央部ではエウボイア島において最初のポリスが形成されたが、これはカルキス、エレトリアであった。この両ポリスは周辺のポリスを巻き込んでレラントス戦争を行ったが、これがギリシャ最初の国際的な陸戦であったと推測されている。また、アテナイ近郊のメガラも早い頃に形成されており、メガラは紀元前727年にシチリアにメガラ・ヒュウライアを、紀元前685年に黒海入り口にカルケドン、紀元前668年ごろにビザンティオン（現在のイスタンブール）らの殖民市を形成しており、紀元前7世紀にはテアゲネス（前640？–前620？）が僭主になり、アテナイの僭主を狙っていたキュロン（テアゲエスの娘婿）の支援を行っている。その後も、メガラはアテナイと抗争が続き、紀元前6世紀末、第一次神聖戦争（紀元前595年-紀元前585年）でアテナイが勝利するまで続けられた。その後、メガラは紀元前500年、スパルタの同盟国となった。また、アイギナ島のポリス、アイギナは商業ポリスとして繁栄しており、ギリシャにおいて初めて貨幣を発行したポリスであった。
キクラデス諸島ではナクソスが力をつけており、デロス島のアポロン神殿へも奉納を行い、アテナイのペイシストラトスが介入するまではナクソスがデロス島を支えており、介入の終了後、再びナクソスがキクラデス諸島における唯一の有力ポリスとして君臨し続けた。

##### アナトリア周辺
ドデカネス諸島最大の島、ロドス島（ロードス島）には紀元前10世紀頃にドーリス人がリンドス、イアリュソス、カメイロスのポリスを構築、さらにシチリア、リュキアに殖民市を形成していた。特にキオス島ではエウボイアからの植民者によるポリスが形成されており、このポリスはスパルタを除く最大の奴隷使用国であった。このキオスはリュディア、ペルシアと協定を一時、結んでおり、一時期、親ペルシアの僭主が統治していたが、イオニアの反乱で指導的役割を果たしている。また、サモス島にも同名のポリスが存在したが、このポリスの僭主ポリュクラテス（在位前550年頃–前522年）の頃に繁栄を迎え、詩人、芸術家らが集ったことがヘロドトスの『歴史』にも記述されており、その中に書かれる大神殿などはこの時代と推測されている。

##### ペロポネソス半島

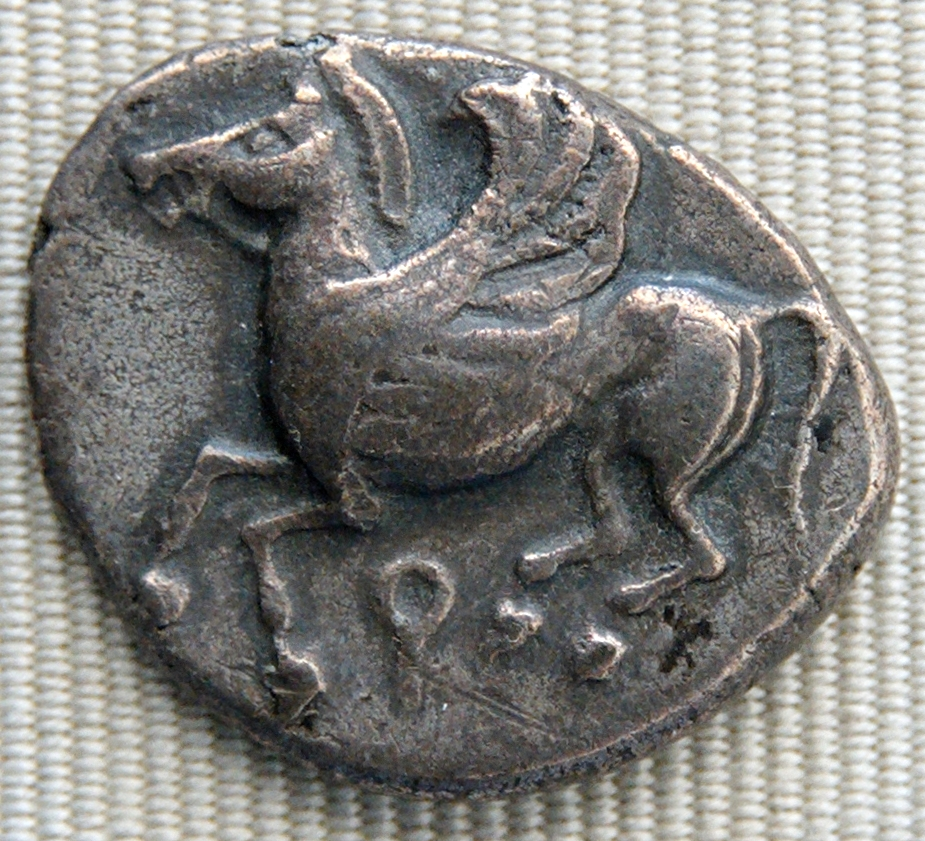
コリントスのコイン

メッセニアとスパルタ（ラケダイモーン）の間で第一次メッセニア戦争（紀元前743年–紀元前724年）、第二次メッセニア戦争（紀元前685年–紀元前668年）が起こった。
この地ではスパルタが最有力であったが、その他にアルゴス、コリントスが有力なポリスとして存在していた。コリントスは肥沃な土地に恵まれ、また、工芸品に力を入れており、コリントスの陶器は紀元前6世紀にアッティカ製が出てくるまではギリシャ全土で使用された。また、ドーリス式、コリントス式の建築様式の発祥地でもある。アルゴスは一時期、スパルタに勝利しギリシャ第一の強国となったが、これは重装歩兵による密集戦術によるものと考えられている。

##### ギリシャ北西部
この地ではテーバイが最有力であり、テーバイを中心として文化、方言、宗教などを同じくしたポリスでボイオティア連邦を形成していた。テッサリアでは気候や土地に恵まれ、豊かな農耕や牧畜なども行われており、マケドニア、トラキアでも同様な状態であった。テッサリアでは「テッサロイ」と自称する人々がギリシャ人と融合し、「テッサリア人」と化し、緩い連邦制であるエトノスを形成していた。マケドニアでは史料が少なく、研究が進んでいない。トラキアでは王国が成立していたと考えられている。エペイロスでは移動性の牧畜が行われており、マケドニアと似た歴史を辿っており『イリアス』におけるドドネ神域以外には文献が存在せず、古典期に至るまで後進地域であり、前5世紀に至ってエトノスが形成されるようになった。

##### クレタ
これまで独特の進化を続けていたクレタでは暗黒時代からの連続性が確認されており、前7世紀から前6世紀に至るまで神殿のような建築物が作られることが少なく、構造上も違いが多い。現在、クレタ島では前6世紀を通じて考古学的資料が少ないにも拘らず、碑文史料が減少しておらず、この点については現在の研究課題と化している。

#### 文化的側面
上記しているが、ギリシャ人たちは地中海世界の各地で活動していたが、この活動を通じてギリシャ人たちとしてのアイデンティティを確立していった。そしてオリンピュアやデルフォイのような聖地がその地位を確立していったのは、この時代であった。また、このアイデンティティ形成の中心となったのは『イリアス』、『オデュッセイア』であり、様々な詩人たちが登場している。美術、工芸の分野ではオリエントの強い影響を受けた後、ギリシャ独自の様式も確立しつつあり、彫刻では厳格様式が、陶器では黒絵陶器、赤絵式陶器などが生まれ始めた。

### 古典時代

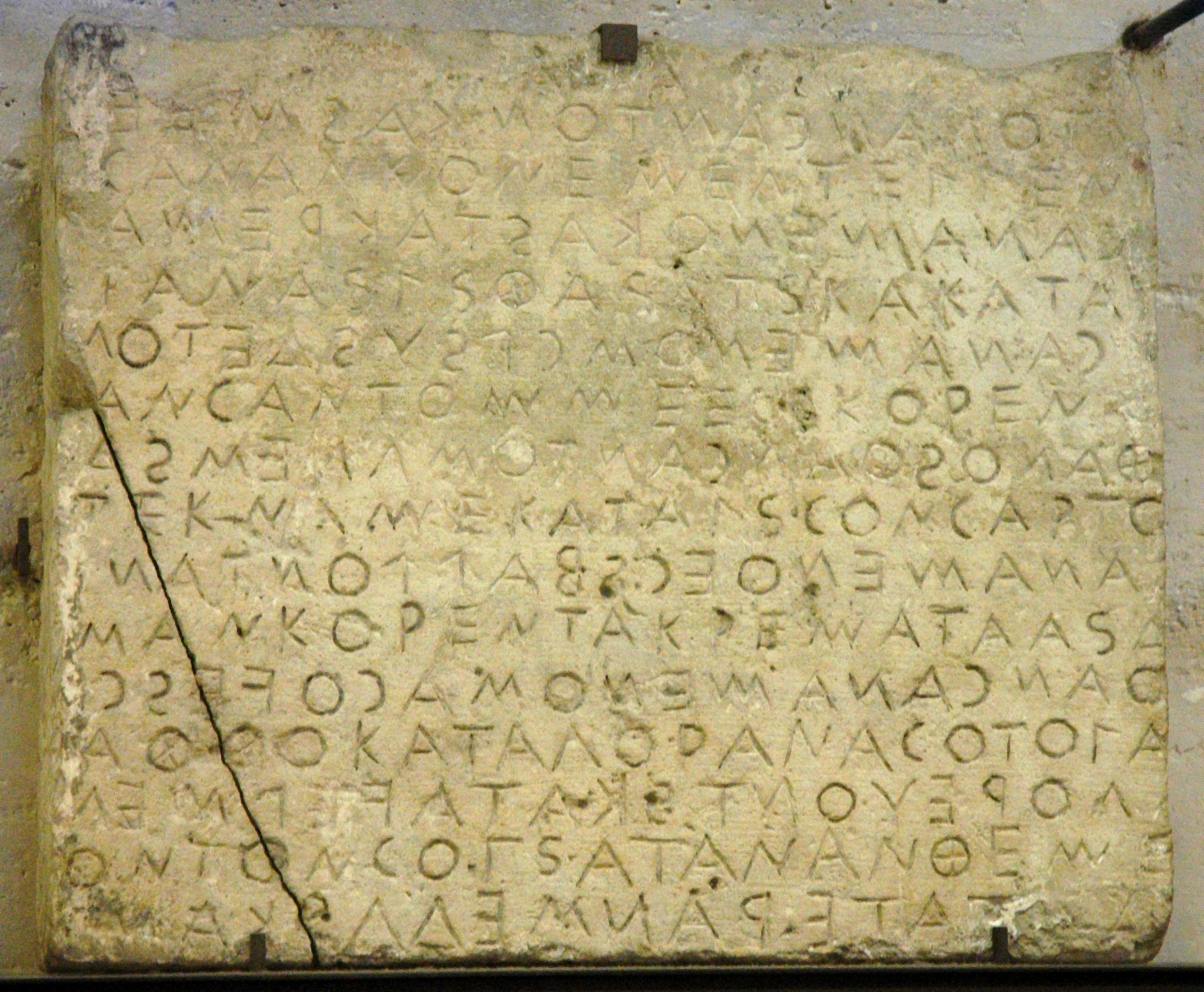
クレタ島ゴルチュンの石壁法

この時代は前古典期に形成されたポリスやエトノスを中心に全体的な統合に至ることはなかったが、ギリシャ人としてのアイデンティティを明確にして活動していく。そして古代ギリシャは頂点を迎え、この時期に生まれたギリシャ文化は後のヨーロッパ社会の基礎となり、現在でもその影響は残っている。この中で最も活躍したのはアテナイであるが、この時点で僭主政以来に芽生えた民主制の意識の覚醒が紀元前508年のクレイステネスの改革を呼び起こすこととなり、民主政の基礎を築いていた。その後も紀元前462年のエフィアルテスの改革で市民の行政参加が促進され、前5世紀中頃までには完全民主政（徹底民主政とも）が導入された。

#### ペルシア戦争

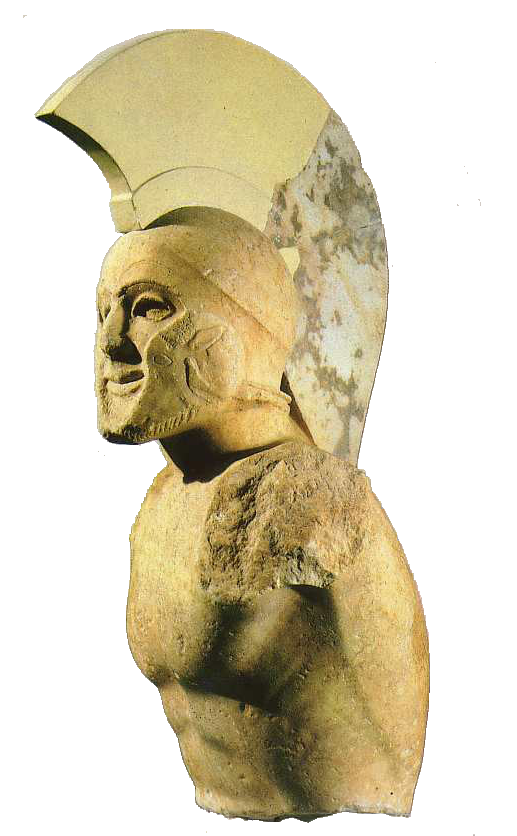
スパルタの戦士

一方、中東ではアケメネス朝ペルシアが隆盛を迎え、紀元前550年キュロス2世がメディア王国を滅ぼすと、紀元前547年にリュディア、紀元前539年に新バビロニアを征服、エーゲ海東部のイオニア地方のポリスを従属させ、カンビュセス2世がエジプトを併合して古代オリエント世界を統一していた。しかし紀元前498年の「イオニアの反乱」により、ペルシア王ダレイオス1世はギリシャのポリスがイオニア地方のポリスを支援していたとして紀元前490年、ギリシャへの遠征を開始した（ペルシア戦争）。これはマラトンの戦いにより、ギリシャ側の勝利に終わったが、ペルシアの野望は挫けることなく、紀元前480年に再度、遠征を行った。この時、ギリシャのポリスはコリントスで会合を開き、ここで初めてギリシャのほとんどのポリスが参加するヘラス同盟（コリントス同盟）が結ばれ、盟主の座にペロポネソス同盟の盟主、スパルタが座ることとなった。ギリシャ侵攻を開始したペルシア軍はテルモピュライの戦いでスパルタ軍を殲滅したが、アテナイ海軍を中心としたヘラス同盟軍にサラミスの海戦で破れ、さらに翌年のプラタイアの戦いでもヘラス同盟軍に敗退した。特にこのプラタイアの戦いで勝利を記念して作られた青銅製の柱は現在もイスタンブールに現存している。その後、ペルシア軍との小競り合いが小アジアで繰り返されたが、紀元前449年、「カリアスの和約」がペルシア、アテナイ間で結ばれ、ペルシア戦争は終焉を迎えた。

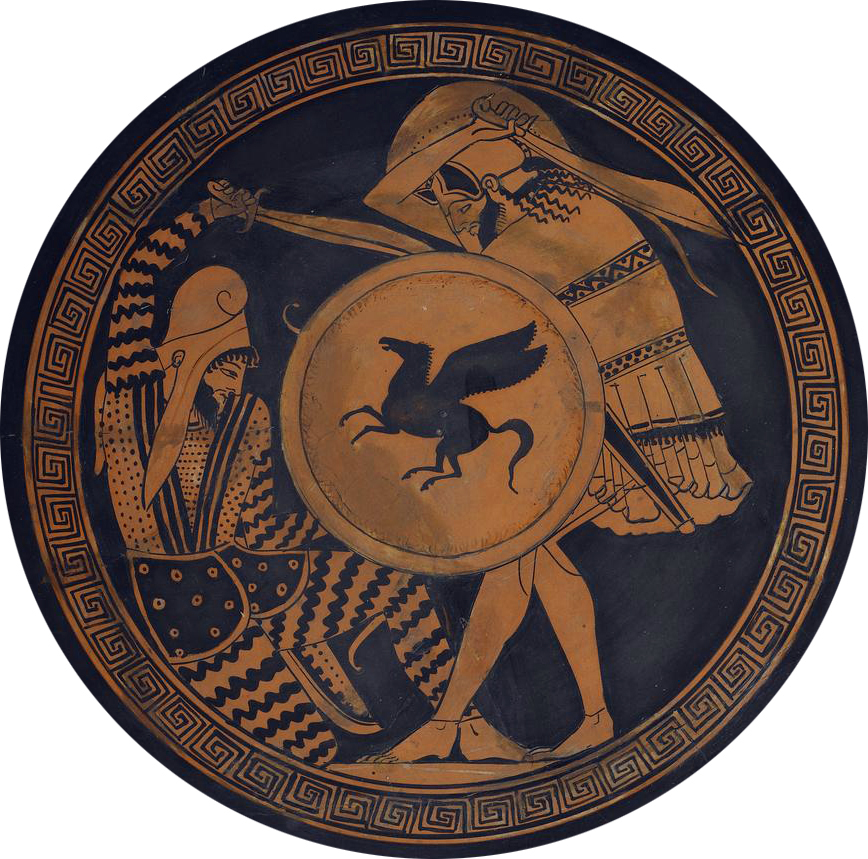
ペルシア戦争を描いたもの

#### 第一次ペロポネソス戦争
ペルシア戦争に勝利したデロス同盟の中で盟主スパルタよりもアテナイの活躍が目立ったため、デロス同盟の盟主となり、同盟国の多くから貢租を収めさせ、アテナイはやがてエーゲ海を制覇することとなる。また、この貢租を利用してアテナイは市民への分配を行い、アテナイでは民主制がさらに発展、この50年間を「ペンテコンタエティア」（古希: πεντηκονταετία、「50年」の意）とトゥキュディデスは呼んだ。こうしてギリシャ世界はアテナイを中心とするデロス同盟とスパルタを中心とするペロポネソス同盟の二つに分かれ、徐々にその対立を深めていくこととなった。
紀元前461年、コリントスとアテナイの関係が悪化して以来、両陣営の間では散発的な戦い（第一次ペロポネソス戦争）が発生しており、これは紀元前448年の第二次神聖戦争 などが行われたが、紀元前446年にアテナイとペロポネソス同盟が30年不戦条約を締結することによって終わりを告げた。

#### ペロポネソス戦争
デロス同盟への支配を強化したアテナイは徐々に巨大化していったが、スパルタ率いるペロポネソス同盟はこれを脅威と認め、紀元前431年にペロポネソス戦争（第二次ペロポネソス戦争とも）が勃発することとなった。戦いの前半戦はアテナイが有利に戦いを進め、紀元前421年に一度、「ニキアスの和約」が結ばれ戦いが終了した。しかし、アテナイがシケリア遠征を行なったことから紀元前415年、再び戦争が開始された。アテナイはデケレイアをスパルタ軍に押さえられたことにより、穀物の生産が不可能となり、また、港もスパルタ軍に押さえられたことにより紀元前404年、降伏し、ここにペロポネソス戦争は終わりを告げた。

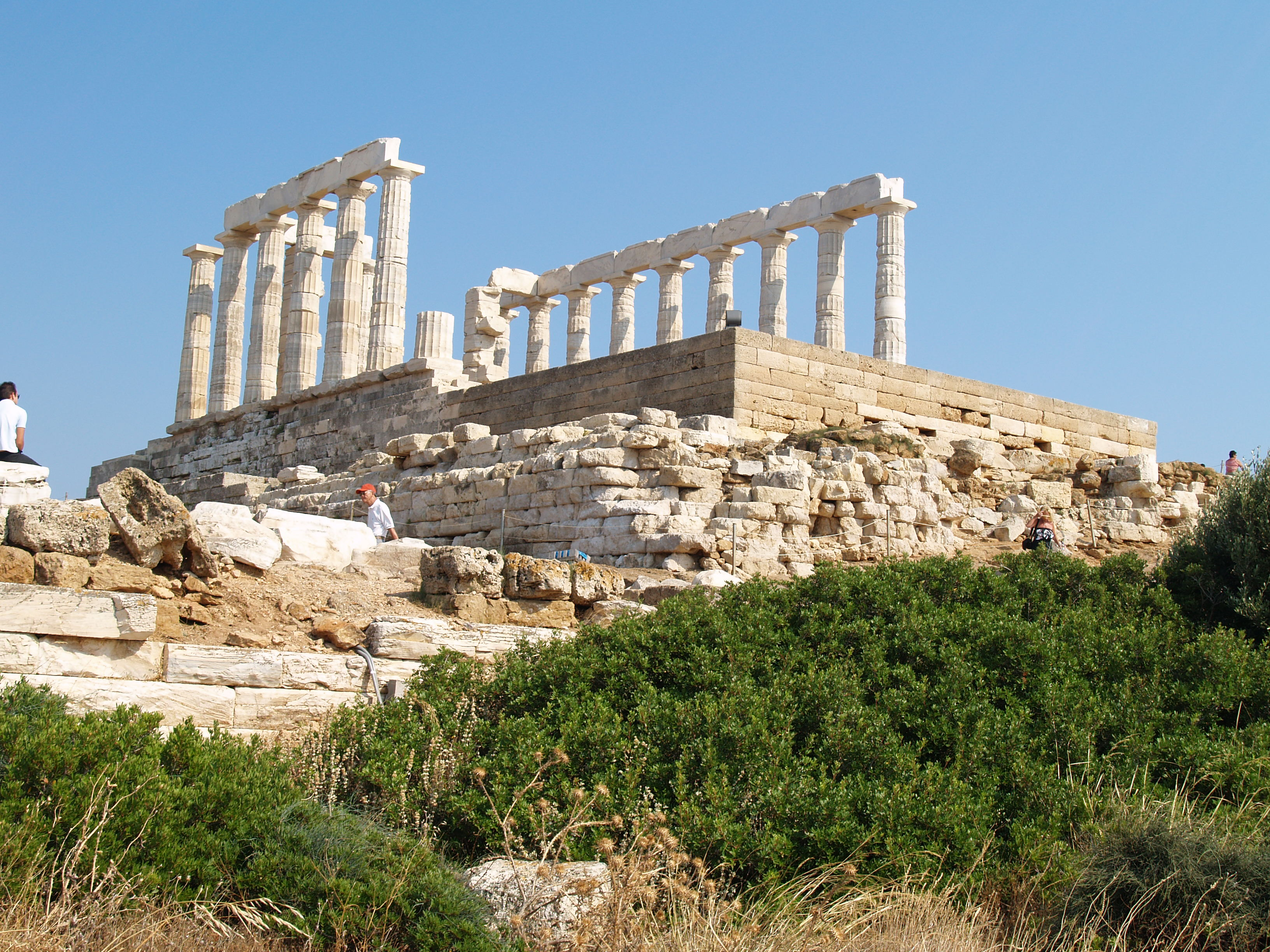
ペロポネソス戦争中、アテネが防衛を強化したポセイドン神殿

ペロポネソス戦争に勝利したスパルタはギリシャにおける最有力ポリスとなったが、スパルタはギリシャの覇権を得るために強引な政策を進め、これにコリントス、テーバイは反発していた。そして王が交代したペルシアはイオニア地方のポリスへの圧力を強めたため、スパルタはこれを打破するために遠征を開始したが、戦いは膠着状態に入り長引いていた。そのため、スパルタは再度、諸ポリスに遠征参加を呼びかけたが、コリントス、テーバイ、アテナイはこれに応じず、反対にペルシアから資金を受け取っていた。紀元前395年、コリントス、テーバイ、アテナイ、アルゴスはスパルタへの挙兵を開始、ここに「コリントス戦争」が開始された。結局、紀元前386年、ペルシア王の介入で休戦（アンタルキダスの和約）が結ばれたが、小アジアやキプロスのポリスはペルシアの支配するものとなった。
その後、テーバイはアルカディア連邦を結成、スパルタへの攻撃を開始、スパルタはリュクルゴス体制が限界を迎えており、これ以降衰退を見せペロポネソス同盟も解散することとなった。紀元前378年、アテナイは第二回海上同盟（デロス同盟を一度と数える）を結成、緩やかな団結を行い、紀元前375年、ナクソス沖の海戦でギリシャへの野望に燃えるペルシア軍を打ち破っていた。しかし、この勝利によりアテナイは再び支配強化に動き出したため、紀元前357年、「同盟市戦争 (紀元前357年–紀元前355年)」が勃発、テーバイとアテナイは激戦を開始することとなった。しかしこの戦いの間に「第三次神聖戦争」が勃発、ギリシャは混乱に見舞われることとなった。紀元前355年、第二次海上同盟の崩壊という形で同盟市戦争は終わりを告げたが、第三次神聖戦争は続いていた。この最中、紀元前356年アレクサンドロスが生まれた北のマケドニアがアンフィリポリスを占領、ギリシャへの侵食を開始した。

#### 古典期の文化
この時期に生まれた文化遺産は現在でも親しまれ、今なお大きな影響力を持っており、枚挙に暇が無い。パルテノン神殿もこの頃に建設されており、三大悲劇詩人と呼ばれるアイスキュロス、ソフォクレス、エウリピデス、喜劇詩人のアリストファネスなど著名な作家による悲劇、喜劇が演じられた。また、ヘロドトスの『歴史』はペルシア戦争を詳しく記述し、歴史叙述という新たな分野を開拓、トゥキュディデスもペロポネソス戦争を描いた。哲学の分野でもソクラテス、プラトン、アリストテレスらが生まれ、弁論の世界にもリュシアスやデモステネスらが生まれ弁論学が発達した。

### ヘレニズム時代

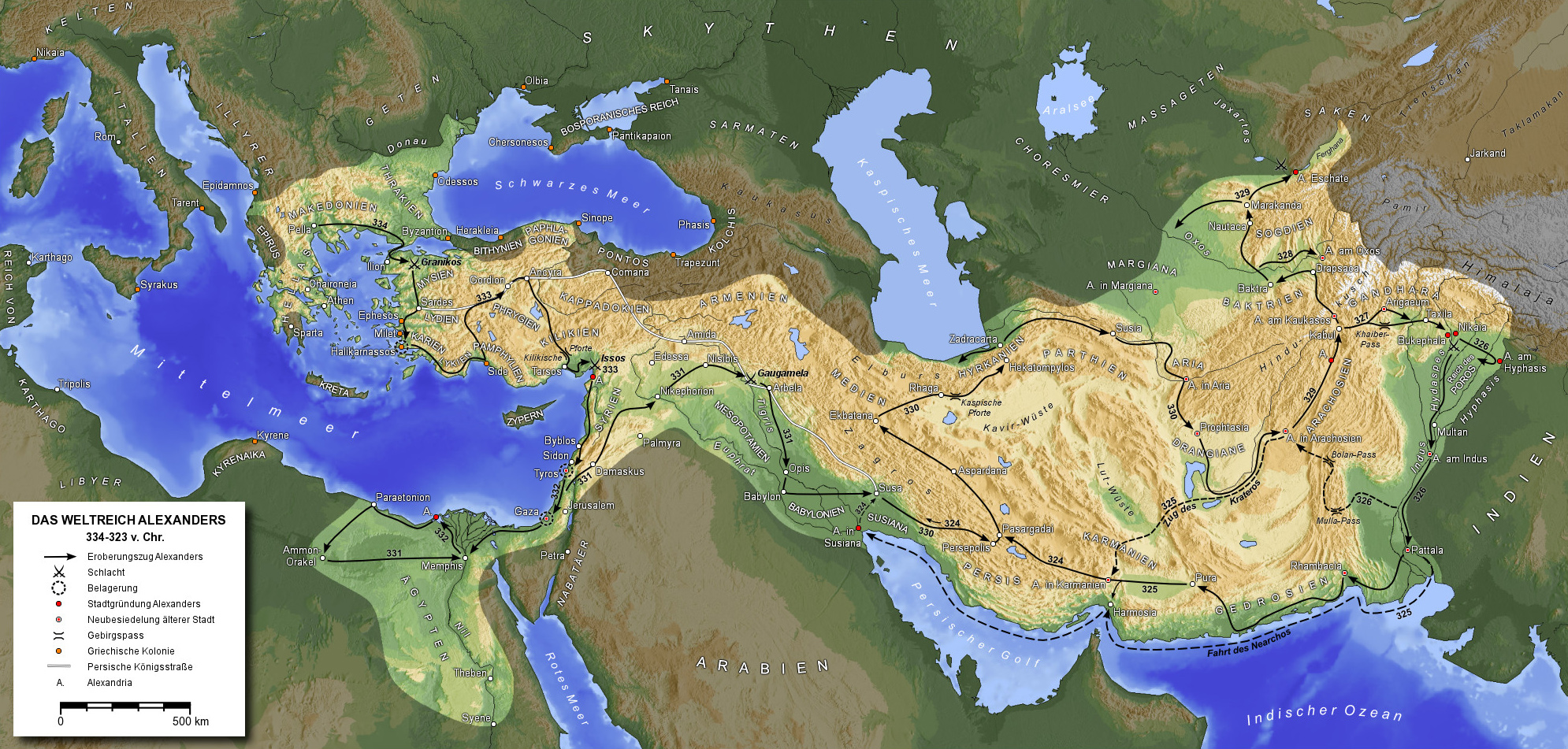
アレクサンドロス3世時のマケドニア王国の最大版図

ヘレニズム時代はアレクサンドロス3世の時代からローマによるプトレマイオス朝エジプト併合までを主に呼び、この呼称を初めて使用したには19世紀のドイツの歴史家、ドロイゼンであった。
この時代を後に牛耳ることとなるマケドニアは当初は異民族のように思われていたが、現在の研究ではマケドニア人もギリシャ人の一派であると考えられている。前7世紀に王国として成立した後、ポリスとはまったく違う形で発展しており、王や貴族が存在していた。マケドニアがギリシャと関係を結ぶのは前5世紀以降であり、アルケラオス1世（在位：前413年–前399年）の時代に首都を移転し、ギリシャ文化の導入を開始した。その後、アルケラオス王が暗殺され、フィリッポス2世（在位：前359年–前336年）が即位するまでの間、マケドニアは停滞期に入るが、フィリッポス2世が即位直後に外敵の侵入による存亡の危機に対処してからは王国は安定し、軍備の拡張を行った。こうして強力な軍隊の保持に成功したマケドニアは徐々にギリシャ北部へ侵食を開始していき、「第三次神聖戦争」への介入を開始した。この介入により、フィリッポスはアンフィクティオニアの主導権を獲得、ギリシャへの影響力を増し、紀元前341年にはトラキア占領に成功した。

#### ギリシャ地域でのマケドニアの勢力の拡大

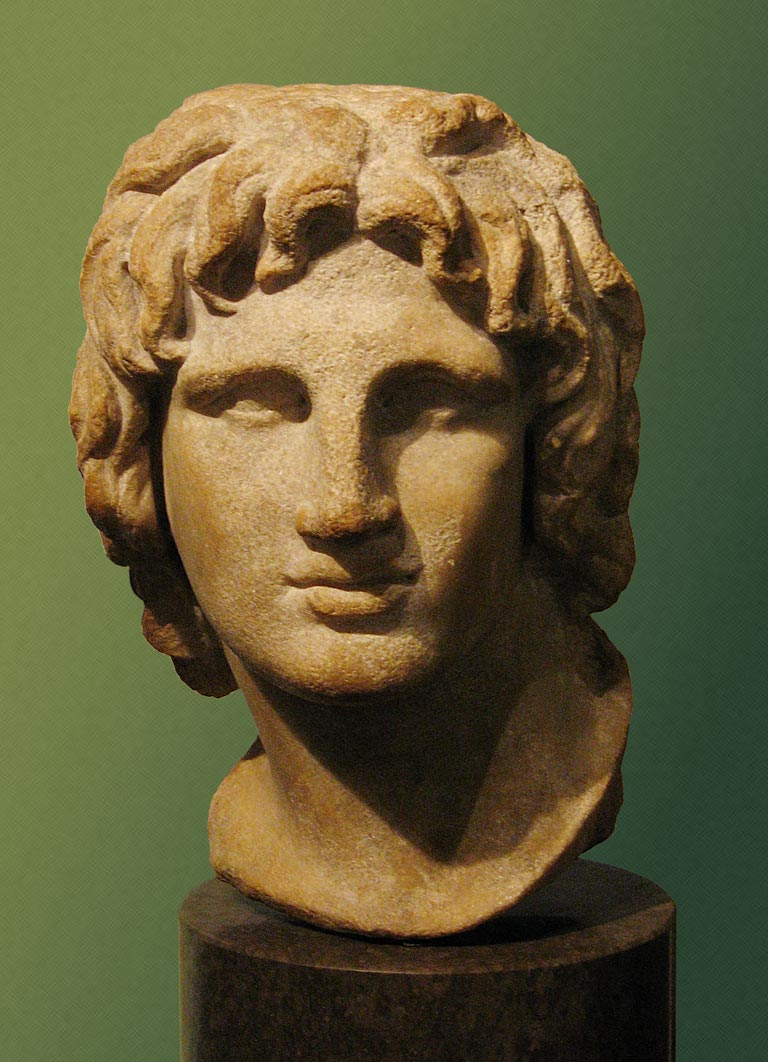
アレクサンドロス3世

これに対し、アテナイ、テーバイは同盟を結び紀元前338年、マケドニア軍と戦ったが、フィリッポス2世はこれに勝利、ギリシャはマケドニア王国に屈することとなった。フィリッポス2世はギリシャ諸都市の代表をコリントスに招集して新たにコリントス同盟（ヘラス同盟）を結び、翌年の会議ではペルシアへの遠征が決定した。しかし、フィリッポスは紀元前336年、暗殺され、その計画は息子のアレクサンドロス3世（アレクサンダー大王）に受け継がれることとなった。
アレクサンドロス3世はギリシャにおける反マケドニア勢力を殲滅した後、コリントス同盟の会議を開き、再度ペルシア遠征を決定した。アレクサンドロス3世はペルシア軍を撃破しながら、シリア、フェニキアを占領、そしてエジプトへ進軍し、アレクサンドリアを築いた。紀元前331年にはガウガメラの戦いにおいてダレイオス3世率いるペルシア軍を撃破、ペルシアの崩壊は決定的となった。そしてアレクサンドロス3世はペルシア首都スサ、ペルセポリスを占領、エクバタナへ進んでペルシア軍の殲滅を確認した後、ペルシア軍討伐が終了したことを確認してコリントス同盟軍の解散を宣言した。
しかし、アレクサンドロス3世はここでギリシャへは戻らず、さらに東へ向かい、バクトリア、ソグディアナを占領、インドへ向かった。インドでも勝利を収めたが、長期に渡る従軍で疲弊しきっていた兵士たちはこれを拒絶、アレクサンドロス3世は帰国の途についた。アレクサンドロス3世はスサに凱旋した後、綱紀粛正など様々な業務を行い、紀元前323年、バビロンに戻り、アラビア半島への遠征を計画したが、彼は熱病で死去することとなった。
ギリシャではマケドニアの軍事力を背景とした平和が訪れており、一部スパルタが叛旗を翻したが、これも敢えなく撃破され、ギリシャにおける反マケドニア勢力は一掃された。しかし、これらの平和もアレクサンドロス3世がインドから帰国の途に着くと状況が変化を告げていた。そしてさらにアレクサンドロス3世が若くして死去するとアテナイを中心とした反マケドニア闘争、「ラミア戦争」が勃発した。だがマケドニアはこれを殲滅、事実上、ギリシャにおけるポリスの独立は終焉を迎え、民主政も消滅することとなった。

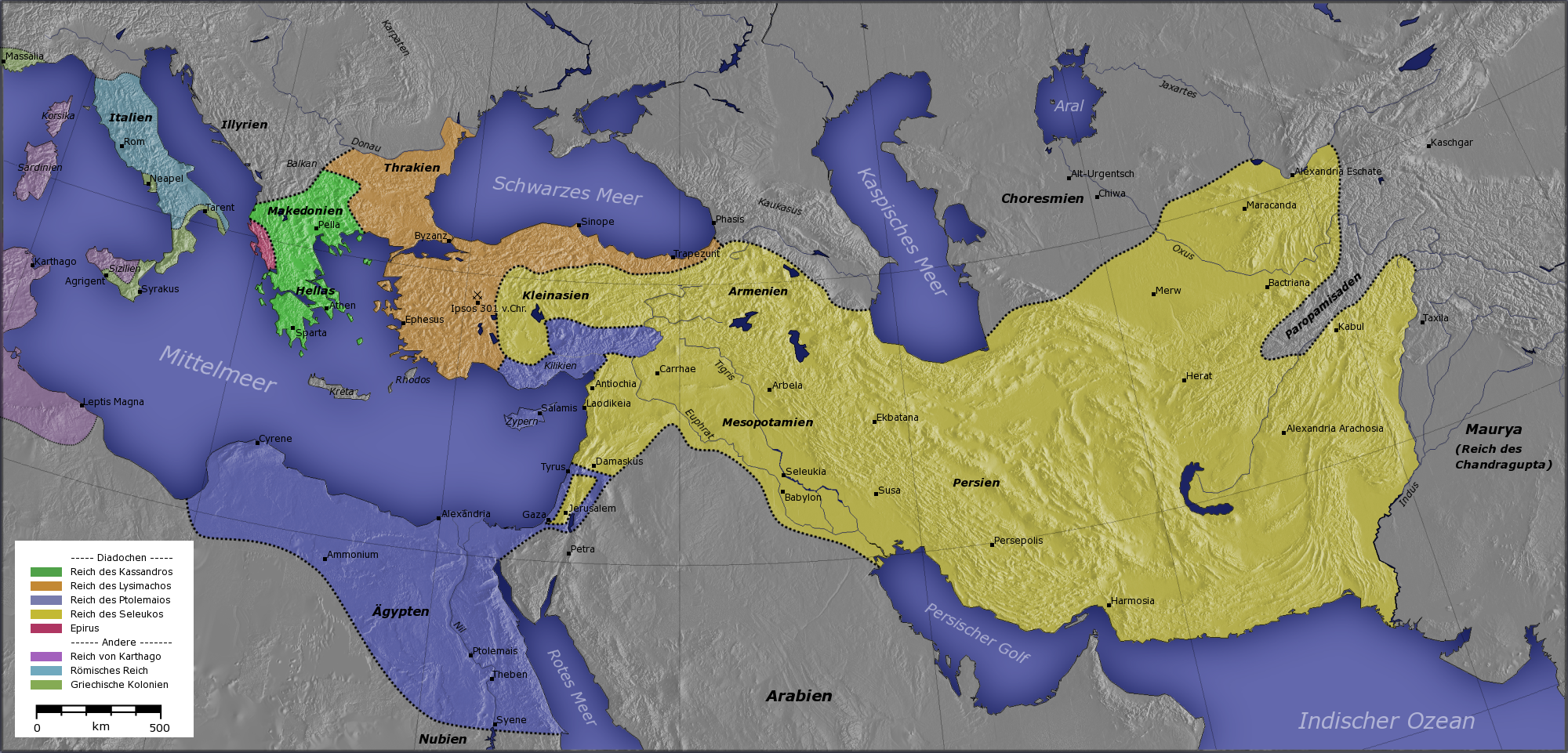
ヘレニズム時代における主要ディアドコイたちの領土:
プトレマイオス1世
カッサンドロス
リュシマコス
セレウコス1世
イピロス
その他の色は以下の通り:
ギリシャ植民市
カルタゴ
ローマ
オレンジ色の箇所は紀元前281年の時点では係争中であり、ペルガモン王国がこの地域の一部を占領した。インド・グリーク朝は表示していない。

この時代は古典期と比べ、亜流の時代として低く見られることがあるが、この時代にアレクサンドロス大王が東征を行ったことにより、ギリシャ文化が東へ広がりを見せることとなった。しかし、ギリシャ本土では地域的な争いが生じたことで、政情は極めて不安定であった。

#### ディアドコイ戦争
アレクサンドロス3世急逝後、後継者による「ディアドコイ（後継者）戦争」が開始された。王位自体は息子のアレクサンドロス4世と異母兄弟のフィリッポス3世（アッリダイオス）が摂政となったペルディッカスと共に共同統治することとなったが、この流れの中でペルディッカスが権力を握ることとなった。そしてペルディッカスはエジプトに侵攻したが、死去する。ペツディッカスの死去後、会議が開かれ争いを行っていた将軍たちの間でアンティパトロスが摂政、アンティゴノスが軍最高司令官の地位に就き、一度は落ち着いた。しかし、アンティパトロスが死去すると風向きは変わり、アンティパトロスの息子カッサンドロスはリュシマコス、アンティノゴス、プトレマイオスと共同してアンティパトロスに後継者に任命されたポリュペルコンに対抗、紀元前318年から激しい争いと化した。その後、カッサンドロスはフィリッポス3世の妃エウリュディケと、ポリュペルコンはアレクサンドロス3世の母、オリュンピアスとそれぞれ協力してさらに抗争が過熱した。オリュンピアスは紀元前317年、フィリッポス3世とエウリュディケの殺害に成功したが、翌年にはカッサンドロスの攻撃を受けて処刑された。ポリュペルコンを撃退したカッサンドロスは今度はアンティゴノスと対立、各後継者たちは協力してアンティゴノスと対立したが、紀元前311年、カッサンドロス、アンティゴノス、プトレマイオス、リュシマコスの間は和平を結んだが、これが王国を4分割することを導くこととなった。翌年、アレクサンドロス4世は殺害され、最終的にはアレクサンドロス3世の一族は殺害され、根絶やしにされることとなった。
王家が断絶したことにより、各ディアドコイたちは王を名乗り始めたが、この中で、アンティノゴスがイプソスの戦いで戦死、王国の分裂は決定的になり、プトレマイオスはエジプト、セレウコスはシリア及びシリア以東、リュシマコスがトラキア及び小アジア、カッサンドロスはマケドニアとそれぞれ王国と構築、ディアドコイ戦争は最終ステージへ向かうこととなった。イプソスの戦いの後、エジプトとシリアはそれぞれ支配が安定したが、マケドニアとギリシャにおいては落ち着かず、争いは続いた。結局、リュシマコスはセレウコスに攻め滅ぼされ、小アジア、トラキアはセレウコス朝シリアの領土に取り込まれた。
リュシマコスの死と共に、防波堤を失ったギリシャ北部はガリア人の侵入を受け、マケドニア、トラキア、テッサリアを襲撃、ギリシャ中部においてアイトリア連邦がこれを撃退、小アジアはセレウコス朝シリアによって撃退されたが、ギリシャは多大な被害を負った。その混乱を利用して、一有力者であるアンティノゴノス・ゴナタスはマケドニアの王になることに成功し、アンティゴノス朝マケドニアが成立、ここにセレウコス朝シリア、プトレマイオス朝エジプト、アンティゴノス朝マケドニアの三強時代を迎えることで、古代オリエント世界は落ち着くこととなった。

#### ポエニ戦争

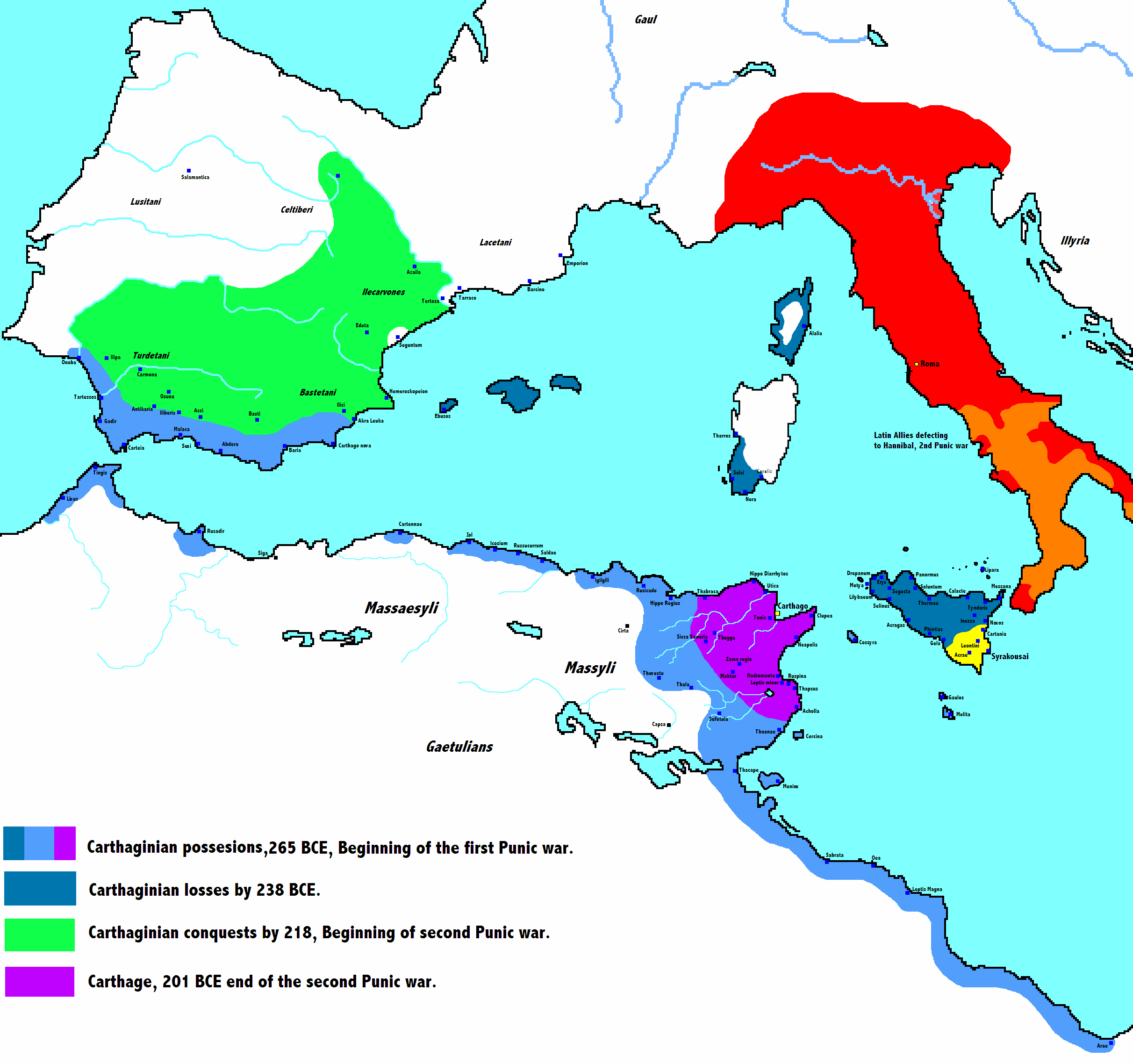
ポエニ戦争時のローマの勢力範囲（赤）

前3世紀、イタリアを統一、さらに第一次ポエニ戦争（紀元前264年-紀元前241年）の勝利で勢いに乗るローマは、紀元前229年に第一次イリュリア戦争に参加し、マケドニアと友好関係を結んでいたイリュリアを撃破、さらに紀元前219年の第二次イリュリア戦争にも勝利を収めたが、これにより直接的ではないが、以降、ローマがギリシャへ接触を持つこととなる。
この時代はマケドニア王国の活躍のためにポリスの影が薄くなるが、基本的に古典期からローマ時代までポリスは維持されていた。しかし、ヘレニズム時代においてその限界は明らかになっており、ポリスという枠を超えて前3世紀頃、ギリシャ最後の勢力としてアエトリア同盟やアカイア同盟が形成され、アケドニア、シリア、ローマらと時には連携し、時には対立しながら重要なファクターと化していた。これらの連邦が形成された地域は主に古典期では後進地と見なされていたギリシャ北西部（アエトリア同盟）、ペロポネソス半島北部（アカイア同盟）である。
紀元前261年、マケドニアはギリシャへ進出して「クレモニデス戦争」に勝利した。
アカイア同盟は過去に作られていた組織を更新して生き残っていたが、後にペロポネソス半島の大半を手中に収めた上で、反マケドニアの姿勢で臨んだ。マケドニアとアカイア同盟との戦いは続き、「デメトリオス戦争」を続けることとなった。
紀元前229年、マケドニア王デメトリオス2世が死去したことにより、マケドニア王国はギリシャへの影響力が弱まることとなったが、ヘラス同盟の結成に成功、さらに親マケドニアと化していたアカイア同盟と連合して対立していたスパルタの撃破に成功した。紀元前220年には「同盟市戦争 (紀元前220年–紀元前217年)」を戦うこととなったが、優勢に事を進め、紀元前217年にナウパクトスで現状維持を旨とする「ナウパクトスの講和」（古希: Ειρήνη της Ναυπάκτου、英: Peace of Naupactus）を結んだ。
紀元前216年、第二次ポエニ戦争中にカルタゴ軍に撃破されたローマを見たマケドニア王フィリッポス5世は西への進出を企んだが、機先を制されローマに敗北、「フォエニケの和約」で和平を結んだ。この動きはローマにマケドニア進出の大義名分を与えることとなった。

#### マケドニア戦争

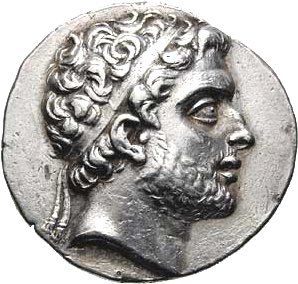
フィリッポス5世

フィリッポス5世率いるマケドニア王国はカルタゴのハンニバル・バルカと同盟を結び、紀元前214年にローマ帝国との第一次マケドニア戦争に巻き込まれた。
アエトリア同盟は、デルフォイのアンフィクティオニア（隣保同盟）の主導権を獲得してギリシャ中心部へ進出し、ローマが進出すると初期は友好関係を結んだ。
前201年、苦難の末に第二次ポエニ戦争に勝利したローマは東への進出を開始、マケドニアがシリアと同盟を組んでプトレマイオス朝への攻撃を行うと、プトレマイオス朝はローマへ支援を要請、ローマはマケドニアへ軍を進めた。第二次マケドニア戦争（前200年 – 前197年）で、アエトリア同盟はローマの勝利に貢献し、マケドニアは大敗北を喫し、ギリシャから撤退した。この時、ローマのギリシャ担当官フラミニヌスは『すべてのギリシャ人の自由』を宣言、ギリシャ人たちはこれを喜んで受け入れたが、これはローマにおける『自由』でしかなかった。
この後、アエトリア同盟もローマと敵対していくことになった。アエトリア同盟などの反ローマ勢力は、シリアと結んで小アジアで「ローマ・シリア戦争」（紀元前191年– 紀元前188年）を開始した。紀元前188年にローマに撃破され「アパメイアの和約」を結んだ。シリアは小アジアを失い、事実上アエトリア同盟は消滅した。
その後しばらく、平穏な時期が続いたが、フィリッポス5世の後を継いだマケドニア最後の王、ペルセウスは積極的に勢力拡大を図ったため、ローマはこれを攻撃し、「第三次マケドニア戦争」（紀元前171年-紀元前168年）が勃発した。 紀元前168年、ピュドナの戦いでアンティゴノス朝マケドニアは滅亡した。
この時代はアレクサンドロス大王死後、極めて混沌としており、プレマイオス朝エジプトやセレウコス朝シリアのようなアレクサンドロス大王の遺産を下にした国や古典期の自治を保とうとする都市国家も存在した。そしてアエトリア同盟やアカイア同盟のような種族を中心とした国家が活躍した時代でもあった。
アカイア同盟は、ローマが進出してペロポネソス半島の統一に成功した。しかしローマの隆盛によって、マケドニア王国とアカイア同盟はローマに打ち負かされ、ローマの版図に組み込まれる。
第四次マケドニア戦争（紀元前150年-紀元前148年）で、マケドニアはこれに敗北し、その2年後の紀元前146年にはマケドニア属州となった。
アカイア同盟も、その中心地コリントスが徹底的に破壊され、その命運を閉じたのである。

#### 文化
ヘレニズム時代は都市文明の時代と呼ばれることもあり、アレクサンドロス大王の後を継いだディアドコイたちは各王国においてギリシャ文化の保護奨励を行い、アレクサンドリアやペルガモンを代表とする各首都において文化活動が行われた。特にプトレマイオス朝エジプトの首都アレクサンドリアにおいては学術研究施設が築かれ、学問の都市としても栄え、幾何学、天文学、地理学、医学などの目覚しい発展を見せた 。
古典時代にポリスを中心として発展していた哲学もストア派やエピクロス派など個人を重視したものへ変化を示したが、この中心地はアテナイであり、この後も学問の中心地として君臨し続けた 。
これらヘレニズム時代に発展したギリシャ文化はローマへ伝播することとなり、ローマ人たちのギリシャ文化への愛着が生まれ、ローマを元とする西欧文化の原点と化すこととなる 。

#### イスラムとの関係
セレウコス朝シリアは当初、インドまでを領土とすることを睨んでいたが、バクトリア、パルティア、ユダヤ人の反乱により果たすことができず、勢力を弱めたため、ユーフラテス川より東でのギリシャ人による支配は終了を告げた。そのため、イスラムとヘレニズム文明との関係は断片的であり、現在も研究されている。中世のイスラム教にはギリシャ哲学が採用されており、キリスト教はその影響を受けているが、イスラム教におけるヘレニズム文明の位置は現在も不明瞭である。

### ローマ帝国時代

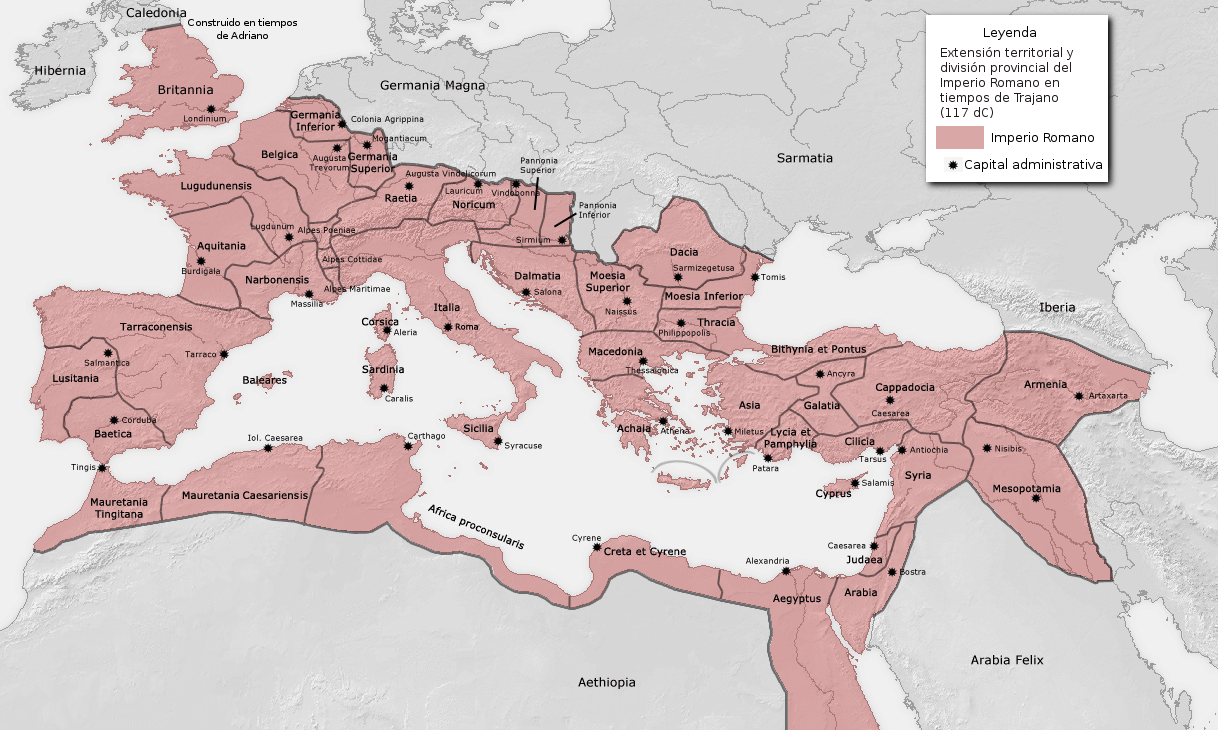
ローマ帝国

前146年にローマがマケドニアを属州としたのを皮切りに、ギリシャはローマの一部と化した。しかし、ローマの手が伸びる中、ギリシャでは小アジアのポントス王国国王ミトリダテス6世は三次に渡るミトリダテス戦争でローマへの編入に抵抗を行い、また、その後も ポンペイウスやカエサルらの争い、オクタヴィアヌスやアントニウスらによる争いに巻き込まれることとなった。
紀元前31年9月、アクティウムの海戦でプトレマイオス朝エジプトがローマに破れると地中海はローマの物と化し、ギリシャもその中に組み込まれることとなった。
紀元前27年、ローマを手中に収めたオクタヴィアヌスは、エーゲ海、アイトリア、アカルナニア、エペイロスの一部とギリシャのほとんどを属州アカイア、クレタは属州キレナイカ、キプロスは小属州へとそれぞれ編成した 。そして、アウグストゥスの治世下、「パクス・ロマーナ」（ローマの平和）により、ヘレニズム時代に力を失いつつあったギリシャは復興を開始した。特にアテナイは文化、商業の町として繁栄し、アウグストゥスはアテネに貨幣鋳造の許可を与え、その結果、作られたアッティカ式新型貨幣が地中海東部において最も使用された通貨の一つとなった。さらにギリシャ人の中にはローマ市民権を与えられた者も見え、ギリシャ諸都市においてグレコ・ローマンと呼ぶに相応しい制度、言語、宗教においてギリシャとローマらそれぞれの文化が融合したものが現れた。皇帝ネロはギリシャ文化を愛し、四大祭典全ての協議に参加した。

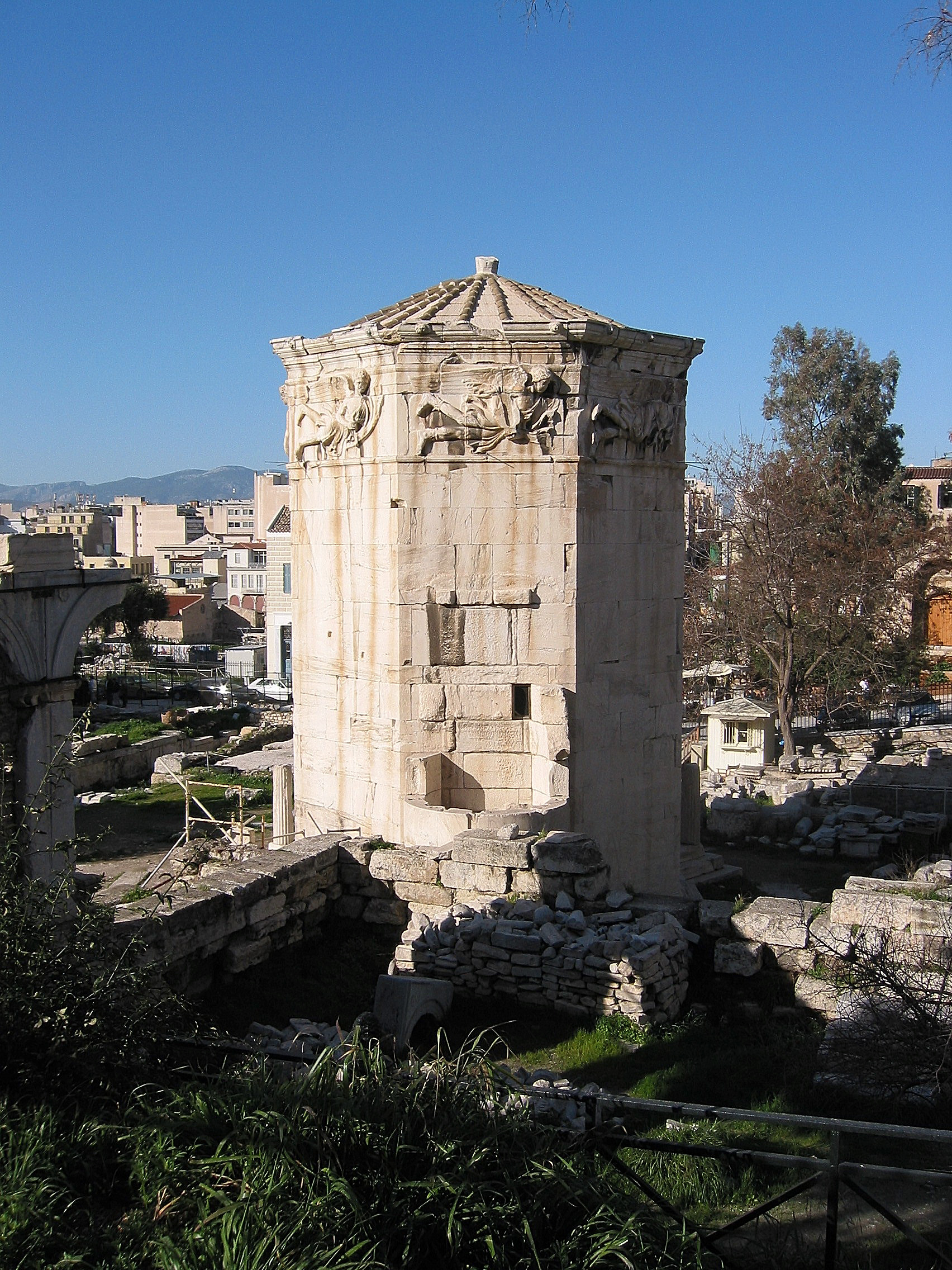
風の塔

ギリシャ各地の調査により、ヘレニズム時代を通じて激減した人口がローマ時代には増加していたと考えられている。特に2世紀のローマ皇帝ハドリアヌスはギリシャ、東方を愛好しており、アテナイなどの都市は表面的ながら輝きを取り戻していた。また、ギリシャ人の中には執政官に就任したものも存在する。
ローマ皇帝の中でもハドリアヌスは「アカイア中興の祖」と呼ばれるほどギリシャへの愛好を示し、この時代に最大の神殿であるゼウス神殿、オリュンピエイオンも完成した。この時代に形成されたものは次世代のビザンツ帝国時代に続く文化要素が芽生えた時代であり、また、49年にはアクロポリス西のアレイオス・パゴスの丘においてパウロがキリスト教の伝道を初めて行った。しかし、伝統的な神を信じていたギリシャ人らには受け入れられることなく、2世紀の間に迫害や殉教が多数発生した。

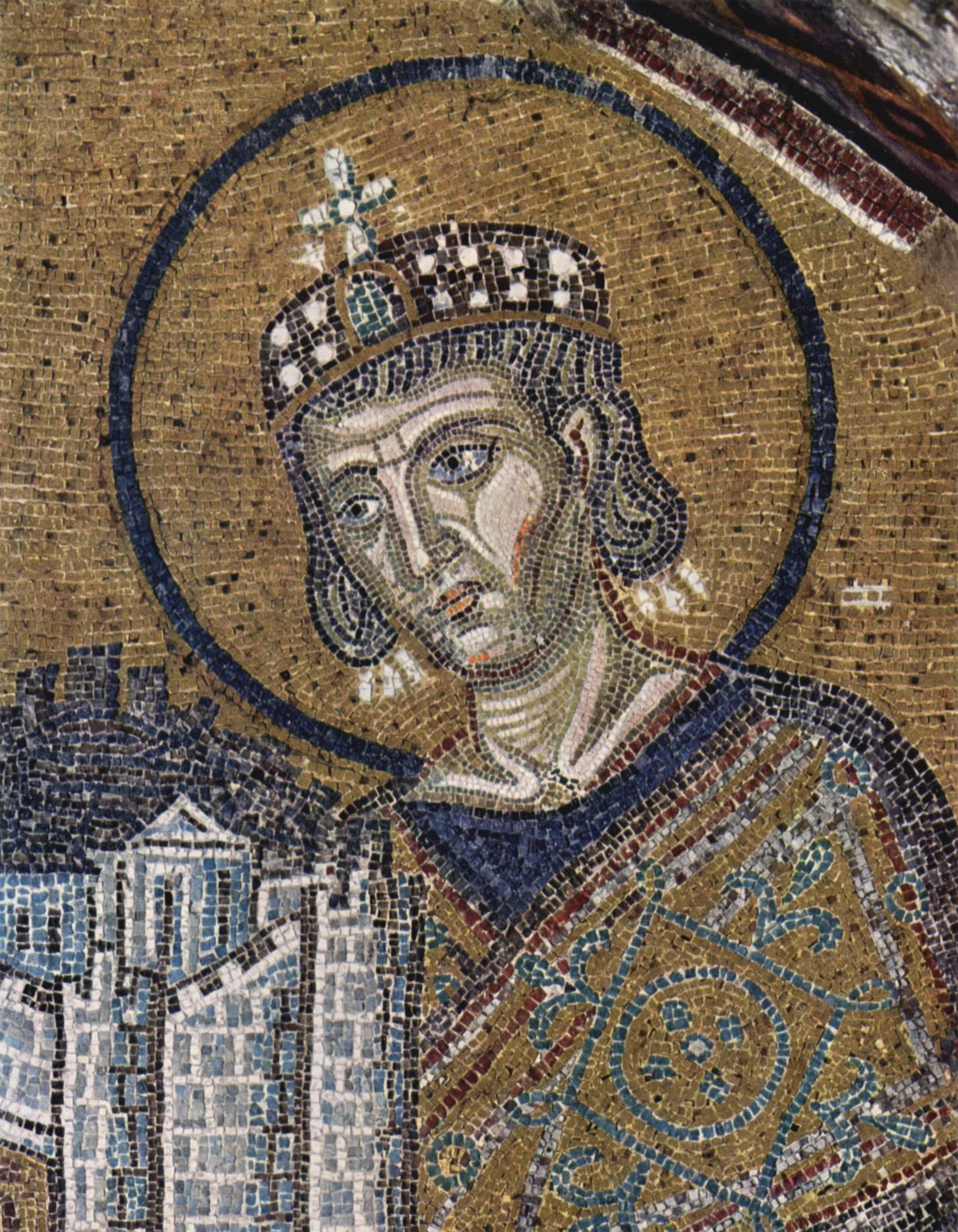
コンスタンティヌス1世

また、皇帝コンスタンティヌス1世はボスポラス海峡に新たな都市コンスタンティノポリスを築き、単一のローマ帝国最後の皇帝テオドシウス1世はこの町に長期にわたって住み続け、分裂後、コンスタンティノポリスはビザンツ帝国の首都となる。このコンスタンティノポリスは元々ビザンティオンという殖民市であり、ギリシャの影響下であったため、この都市を首都としたビザンツ帝国はギリシャ文化の影響を強く受けることとなる。

#### キリスト教との関係
キリスト教は当初、迫害を受けローマ帝国初期のキリスト教は迫害と殉教の時期であった。しかし、帝国が東西に分けられ、皇帝を僭称する者が現れ帝国が混乱の極みに至り、これらを排除してコンスタンティヌス1世が即位すると事情が変化した。コンスタンティヌス1世はキリスト教の保護を行い、313年、「ミラノ勅令」を発布、さらに帝国を統一した後の325年には「第1ニカイア公会議」を開催した。さらにコンスタンティヌス1世は首都をコンスタンティノープルへ遷都し、ギリシャ人が主体のビザンツ帝国が生まれた。

### 東ローマ（ビザンツ）帝国時代

東ローマ（ビザンツ）帝国の版図の変遷

395年、ローマ帝国は東西に分裂し、ギリシャは東ローマ帝国（コンスタンティノープルの旧称ビュザンティオンから後世「ビザンツ帝国」・「ビザンティン帝国」と呼ばれる。正式国号は「ローマ帝国」のまま）の勢力範囲に収まった。ビザンツ帝国はコンスタンティノープルを首都としたことや6世紀に奪回したラテン語圏の西方領土が7世紀に入ってからイスラーム帝国の侵攻などによって失われ、ギリシャ語圏のみが領土の大半となったために文化的にギリシャ化し始め、7世紀には帝国の公用語はギリシャ語となった。ビザンツ帝国の公用語がギリシャ語になって以来、事実上、ビザンツ帝国はギリシャ人の国家となった。ビザンツ帝国は西ローマ帝国のようなゲルマン民族の大移動による影響は最小限で済んだが、6世紀以降、スラブ民族の侵入と定住、9世紀にはアラブ人の侵入、10世紀後半のブルガリア人の攻撃など、初期においては内憂外患に悩まされた。しかし11世紀初頭、皇帝バシレイオス2世の元、ビザンツ帝国が東ヨーロッパを平定すると、東方キリスト教文化が各所に至ることとなり、テッサロニキのアギア・ソフィア聖堂やアテネ近郊のダフニ修道院でこの一端が残っている。

#### ビザンツ帝国の勢力縮小
しかし、この平穏な時代も続かず、ノルマン人の侵入やセルジューク朝の侵入がビザンツ帝国を蝕み始めた。特に、セルジューク朝の登場により、皇帝アレクシオス1世はローマ教皇ウルバヌス2世へ支援を求め、その結果、十字軍が派遣された。しかし、この十字軍の派遣はビザンツ帝国をさらに蝕むことになり、第4回十字軍に至ってはコンスタンティノープルが十字軍に占領されて略奪を受けた上に、その周辺にラテン系諸公国が生まれ、ビザンツ帝国はその勢力を弱めることとなった。
13世紀半ば、コンスタンティノープルの奪還に成功するが、セルジューク朝に代わって台頭してきたオスマン帝国の侵入に悩まされることとなる。1453年、コンスタンティノープルの陥落により、ビザンツ帝国は止めを刺され、ギリシャ人勢力はオスマン帝国の勢力範囲に取り込まれることとなる。

#### キリスト教との関係
国教となったキリスト教は徐々にギリシャ文化と融合を始めていた。2世紀頃に始まった「第二ソフィスト」と呼ばれるギリシャ文学活動の中で進んでおり、参加者の中にはキリスト教徒ではないにも拘らず、ローマ皇帝に仕えたものや、キリスト教徒でもこの影響を受けたものも存在する。しかし既にテオドシウス1世によりオリュンピア競技が393年に廃止され、さらにアテナイのアカデメイア（プラトンが創設した学校）も存続を許されていたが、529年、ユスティニアヌス1世の時代にキリスト教徒以外が教育を行うことを禁止、アカデメイアも閉鎖された。これらの事件によりギリシャ文化活動が衰退したわけではなく、6世紀のスラブ人の侵入、7世紀のアラブ人の侵入によって衰退したものであるが、451年の「カルケドン公会議」により、キリスト教の教会組織の原点が確立、正統教義が確立され、異端が排除されていった。

#### 異民族の侵入
5世紀中頃、スラブ民族の侵入が開始され、クトリグール人（ブルガール人の一部族と考えられている）らはコンスタンティノープルまで侵入し、その一部はテルモピレーに至った。ユスティニアス帝はこれを退けたが、その後、モンゴル系のアヴァール人の侵入が開始、580年代には両民族の侵入の規模が拡大し、城壁などが整っていないギリシャ南部の都市は略奪を受けた。そのため、ビザンツ帝国はフランク王国と同盟を結んでこれを排除、アヴァール人との和平には成功してその勢力を退けることができたが、スラブ人は定住を開始していた。さらにフォーカス帝、ヘラクレイオス帝の時代にはギリシャのほぼ全域にスラブ人が侵入を開始した。こうしてギリシャのスラブ化が進むことになった。さらにこれら侵入、定住と共に多くの都市は放棄され、9世紀まで復興することはなく、それまでの「ポリス」は「カストロン」（城砦）と呼ばれるようになった。これは異民族の侵入のためにこれまでの商業都市としての性格を捨て要塞都市と化したことが考えられ、これまで商業都市として活動を見せていたテッサロニキにおいても貨幣鋳造が行われず、商業活動の後退が見られる 。

#### スラヴ人侵入とギリシャ化
バルカン半島は5世紀にかけてスラブ人の大規模な侵入を受けた。史料では7世紀から8世紀のギリシャは「スクラヴィニア」（スラブ地域）と呼ばれ、10世紀にはコンスタンティノス7世の著作物『テマについて』には『スラヴ化され、野蛮になってしまった』と述べられている。しかし、これをもってギリシャ全域がスラヴ化されたわけではなく、ギリシャにおいてスラヴ系の地名はテッサリアやペロポネソス西部には多く存在するがアッティカやペロポネソス東部では少ない。また、『モネンパシア年代史』には『ペロポネソス半島東部･･･（中略）･･･スラヴ人がいなかった』とあり、アテネやテッサロニキはその領域を狭めながらも健在であった。そしてこの狭められた領域に住むギリシャ人たちの存在が当時、国家、文字、高度な宗教を持たないスラブ人へ影響を及ぼす条件を備えている状態であった。現在、ギリシャにおいて発見されるスラブ系の遺物は少ないが、これはスラヴ人が急速にギリシャ化したことが考えられている。
このことを端的に示しているのがベルブーンドスの事件である。彼はスラブ系民族で蜂起の企みの廉（かど）で捕縛されたが、ベルブーンドスはギリシャ語を話し、ギリシャ人と同じ服装をしていたため、すぐに脱出できたという。さらに彼が再度捕縛されて処刑されたことにより、スラブ民族の一部が蜂起してテッサロニキを包囲したが、テッサロニキでは友好関係にあったスラヴ民族から食料を供給してもらったとされている。

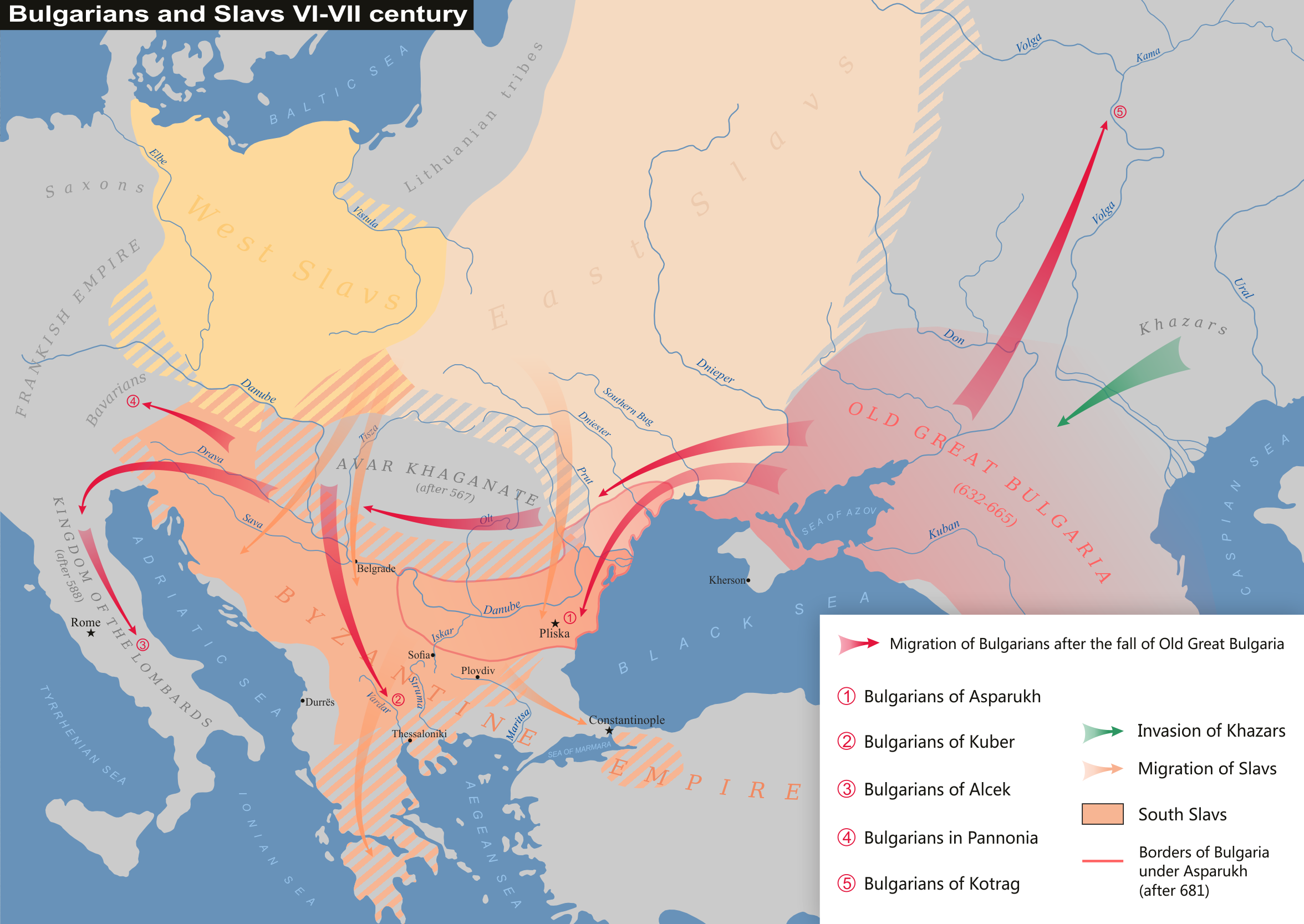
ブルガリア人とスラブ民族の進出

このことからスラブ民族のギリシャ化が進んでおり、一部スラヴ人とは友好関係が進んでいたと考えられる。スラヴ人のギリシャ化、キリスト教化が進むのは9世紀以降、アラブ人との関係改善や国内支配の確立などの条件が揃ってからの話である。
さらにビザンツ帝国はアラブ人のウマイヤ朝の攻撃により存亡の危機が迫り、この対処を優先させたため、バルカン半島やギリシャの大部分がスラヴ人、特にブルガリアはビザンツ帝国への侵入を受け、ヴァルナまで達するなどしてその領域を拡大していた。そのため、初期には散発的に遠征を行ったが、アラブ人の侵入が落ち着きを見せた頃にギリシャ人植民市を形成していくという形を取った。そしてスラヴ人たちを捕虜とした後、アラブ人との戦いに彼らを投入した。8世紀以降はブルガリア王国との戦いが始まりを告げる。その後、『スラヴ人からギリシャを救った皇帝』ニケフォロス1世が登場し、ギリシャの大部分を回復、さらにギリシャ人の植民を行いスラヴ人のギリシャ化と混血が進むこととなった。

#### ビザンツ帝国の衰退と第4回十字軍
ブルガリア王国は既にビザンツ帝国により占領されていたが、1086年、ブルガリアにおいて大規模な反乱が勃発した。ビザンツ帝国はこれを鎮圧しようとしたが、結局、その独立を認めざるを得なくなり、さらに時の皇帝、アレクシオス3世の従兄弟、マヌエル・カミュツェスはギリシャ北部で独立政権を立ててテッサリアを占領したために、アッティカ地方が失われ、さらにペロポネソス半島でも独立政権が樹立され、ビザンツ帝国内は混乱の極みに至った。さらに悪名高い第4回十字軍がコンスタンティノープルへ襲来、ペロポネソスの独立政権の担い手、レオーン・スグーロスはテーバイを占領してテッサリアまで勢力を伸ばした。1204年4月13日、コンスタンティノープルは陥落、ビザンツ帝国の落日が開始された。

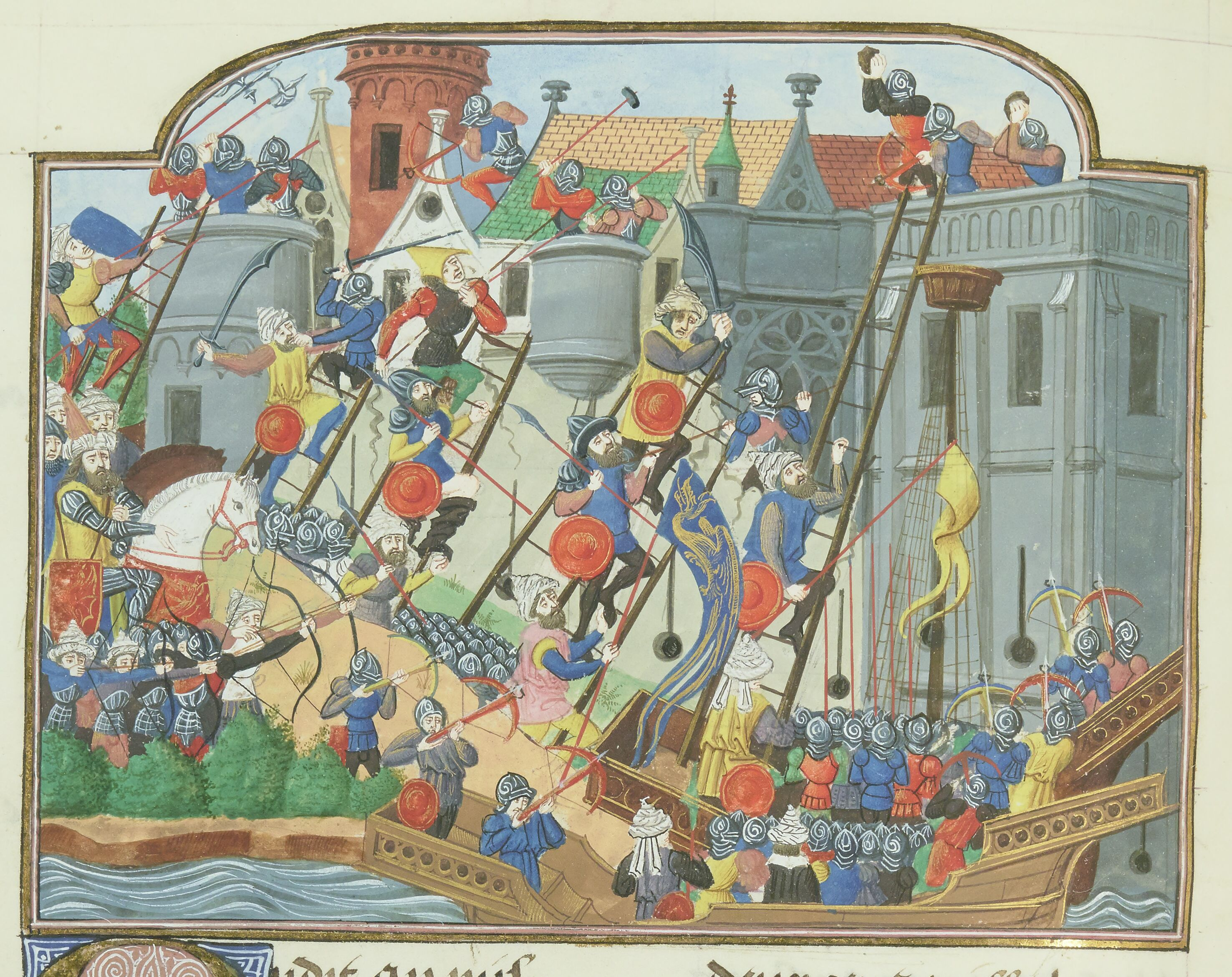
コンスタンティノープルを包囲する第4回十字軍

十字軍とその後ろ盾であったヴェネツィアはビザンツ帝国を分割し、ラテン帝国、ヴェネツィア領、十字軍に参加した諸侯の領地となった。ギリシャ各地にテッサロニキ王国、アテネ公国、アカイア公国といった十字軍国家が建設され、スグーロスも撃破された。ラテン帝国、テッサロニキ王国は北方で復活したブルガリア帝国の脅威が常に存在したが、ギリシャ南部のアテネ、アカイア両公国はブルガリアに脅かされることも無く支配体制を確実なものとしていた。さらに旧ビザンツ帝国領土にはビザンツの貴族による亡命政権も誕生し、ニカイア帝国、エピロス専制侯国が樹立された。後にエペイロス専制公国はブルガリアに敗北したため、一地方勢力にすぎなかったが、ニカイア帝国はバルカン半島へ手を伸ばし強国と化した。ニカイア帝国はラテン帝国を包囲、さらに1261年にコンスタンティノープルの奪還に成功、ラテン帝国は滅亡、ここにビザンツ帝国が復活を遂げた。
ギリシャにおいてはペロポネソス半島の半分が復活したビザンツ帝国領となり、アカイア公国、アテネ公国、ヴェネツィア領の島嶼などは健在であった。その後、ビザンツ帝国はテッサリアを占領、エペイロスも併合してギリシャ北中部を自国とし、1340年の時点で現在のギリシャに等しい領土を占有していた。しかし、ビザンツ帝国内では内紛が生じ、セルビア帝国の成立もその脅威を拡大するなど、混迷を深めた。

#### オスマン帝国の襲来
13世紀末に成立したオスマン帝国は小アジアのビザンツ帝国を占領、14世紀に入ると海を越えてバルカン半島の攻略を開始した。これに対抗できるはずであったブルガリア帝国やセルビア帝国も弱体化しており、1393年に第二次ブルガリア帝国を攻め滅ぼすと、翌年にはコンスタンティノープルを包囲、ペロポネソス半島にまで手を伸ばした。オスマン帝国の攻勢はスルタンバヤズィト1世がティムールによって捕虜とされ、オスマン帝国が分裂状態に陥ったことで一時止んだものの、1422年、復活を遂げたオスマン帝国は再び侵略の手を伸ばし、1449年にはテッサロニキが占領され、最終的に1453年、コンスタンティノープルが陥落した。最後に残ったミストラも1460年に降伏し、一部の島嶼を除くギリシャはオスマン帝国領土と化した。

### オスマン帝国時代

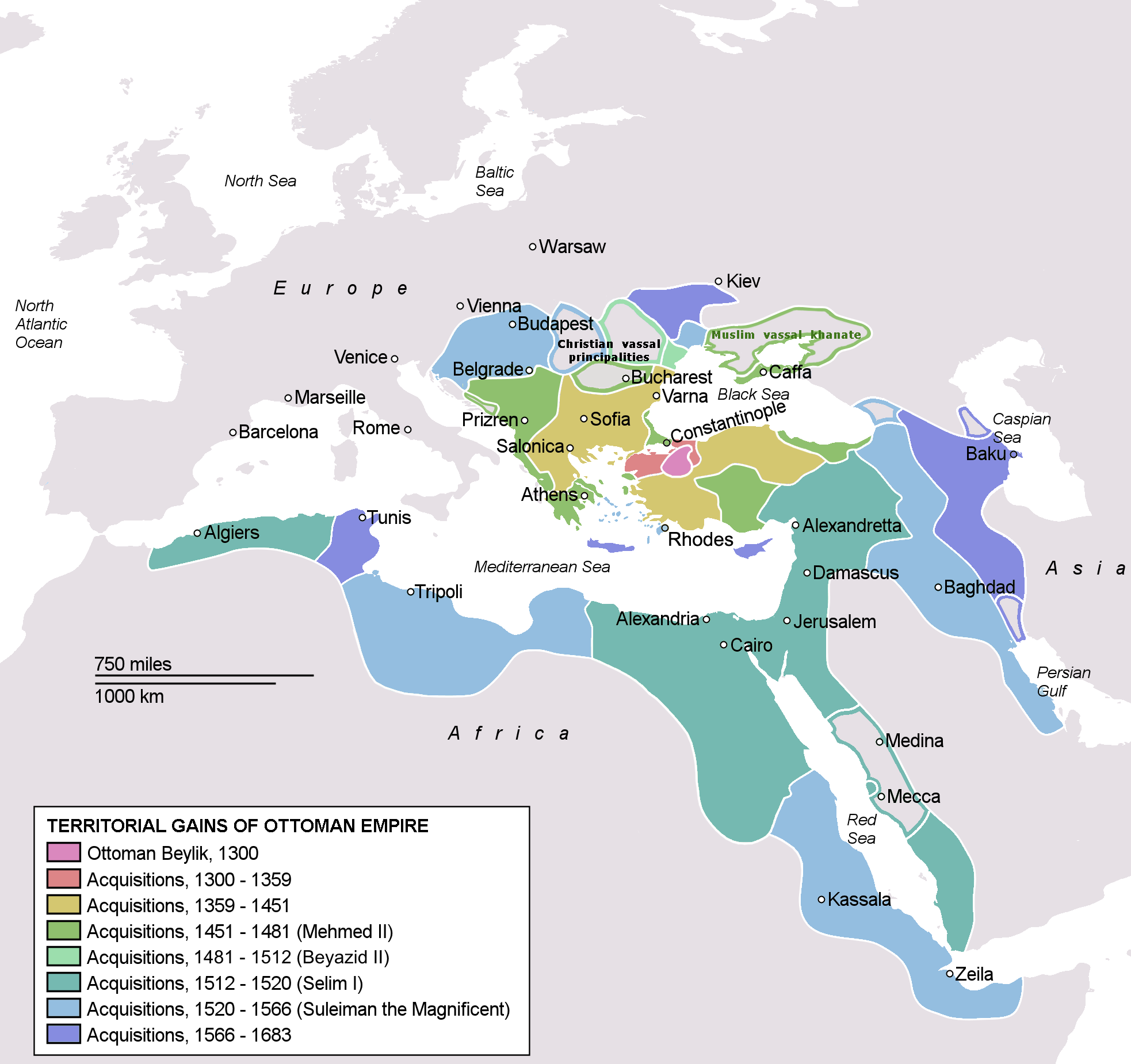
オスマン帝国

オスマン帝国による支配はギリシャの中でも最も暗い時代「トゥルコクラティア」すなわち「トルコによる支配」とされているが、トルコ人による支配が苛酷だったわけではなく、信教の自由など最低限の自由は保障されており、ある意味「パクス・オトマニカ」（オスマン帝国による平和）の時代でもあったが、このトルコによる支配下であるということは現在のギリシャ人たちに暗い時代であるという印象を抱かせている。これは「クレフテス」（一匹狼の山賊）に対する共感となっており、クレフテスは主に裕福なトルコ人を襲ったが、これが正義の味方と化したものであった。
オスマン帝国下では正教徒はひとつのミッレトにまとめられ、ギリシャ人、ブルガリア人、セルビア人、ルーマニア人、アルバニア人らだけではなく、アラビア語を話す者、トルコ語を話す者ら全てが正教徒とされ、コンスタンティノープルを頂点とする正教会の元におかれた。そしてこの正教会における聖職者の上位をギリシャ人が勤めることが多く、ギリシャ人以外の正教徒に対するギリシャ化も生じた。これにアルバニア人がオスマン帝国へアルバニア語の使用を求めたが、ギリシャ人が多数を占める正教徒は当局に要請してこれを禁止させるなどの行為も行った。なお、聖職者を除いた一般人らの中にもオスマン帝国で重要な位置を占めたものに「フォナリオテス」が存在しており、これらの人々はギリシャ独立戦争が始まるまでその地位を占有した。

#### オスマン帝国におけるギリシャ人

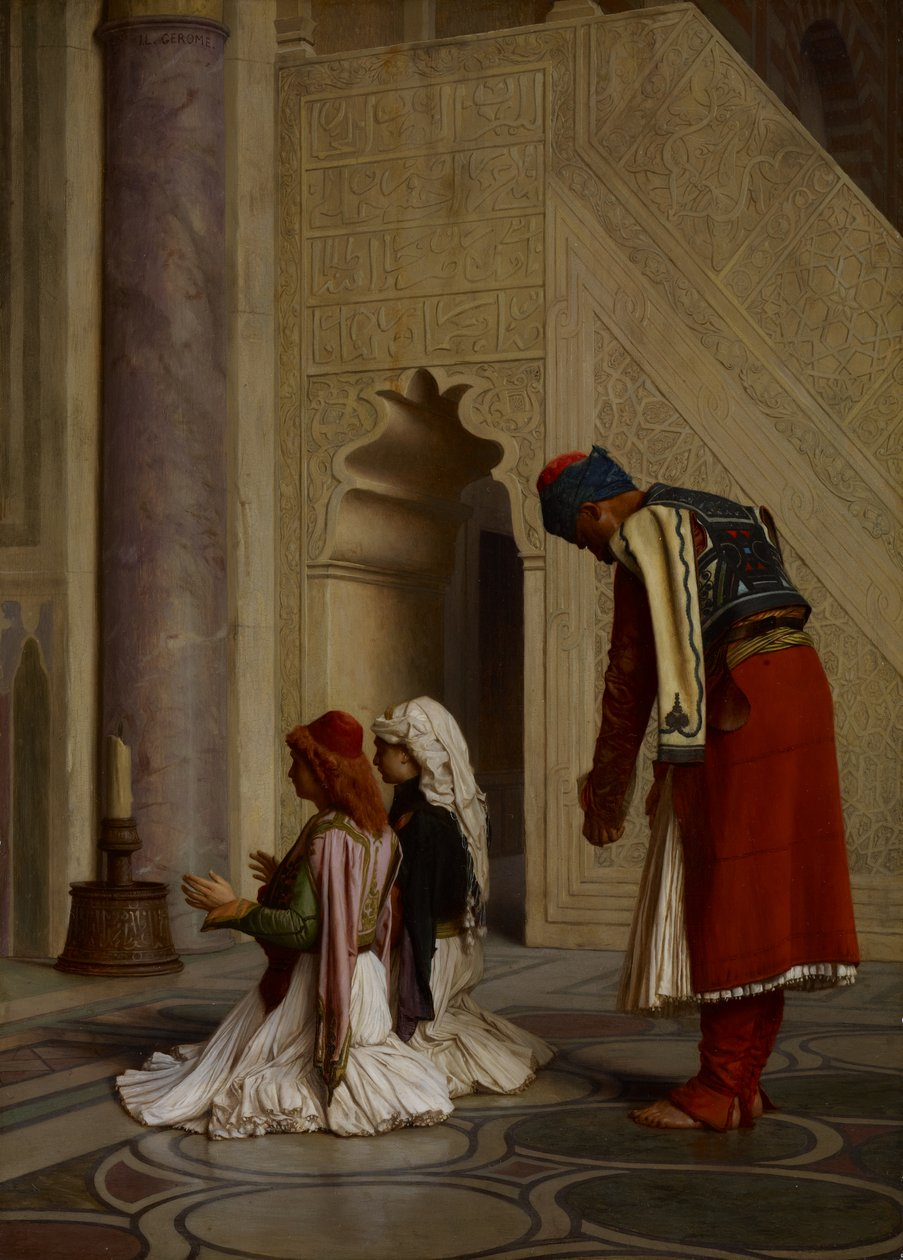
『モスクの若きギリシャ人』、ジャン＝レオン・ジェローム（1865年）

オスマン帝国ではギリシャ人は「レアヤー」の身分に置かれた。これは支配される側を意味しており、納税義務を負う被支配者身分のほとんどがこれに含まれていた。ギリシャ人の一部は支配者層である「アスケリ」身分に所属していたが、これは正教会の上位身分とフォナリオティスらで占められていた。しかし一部補助軍事を担っていたギリシャ人は「アスケリ」と「レアヤー」の間に所属、これは「マルトロス」と呼ばれ、オスマン帝国の辺境の防衛を任された。そして彼らはギリシャ独立戦争の際には独立軍の一部を形成することとなった。なお「レアヤー」の中から土地を獲得したことにより地主化していったものは「ゴジャ・バシュ」と呼ばれる層を形成、私的な武装力を持つこともあった。

#### 独立の気運
ギリシャ人たちの中で広範囲に散らばったギリシャ人の中で商業活動を営む者が存在したが、彼らはヨーロッパにおける18世紀後半以降の「フィルヘレニズム」（親ギリシャ主義）と啓蒙思想にであった。そしてフィルヘレニズムの人々は、異民族にギリシャが支配されている状況を一種の「病気」と捉え、この解放が責務と考える人々も存在した。そしてこの考え方はオスマン帝国内のギリシャ人にも影響を及ぼし、ギリシャ学校では古代ギリシャ語、古代ギリシャ史などが教育され、ヨーロッパに頒布していた『古代ギリシャ史』もギリシャ語に翻訳された。このような風潮の中、1770年2月にはペロポネソス半島でギリシャ人による蜂起が発生、すぐさま鎮圧された。これが独立を目指したものかどうかは不明であるが、ギリシャ人地主がエカテリーナ2世の元、南下政策を行っていたロシア帝国と連絡を取っており、これを否定することもできない。
この当時、オスマン帝国が弱体化しつつあったことと、イギリス・フランス・ロシアの列強三国がオスマン帝国における覇権を巡って争う（東方問題）状況に至っており、1774年のキュチュク・カイナルジャ条約により、ロシア保護下となったギリシャ商人の活動が活発化、さらに1800年、イオニア七島連邦国が短期間ながらも建国されたことにより、政治的権利が与えられたこともギリシャ人が独立を目指す要因となった。

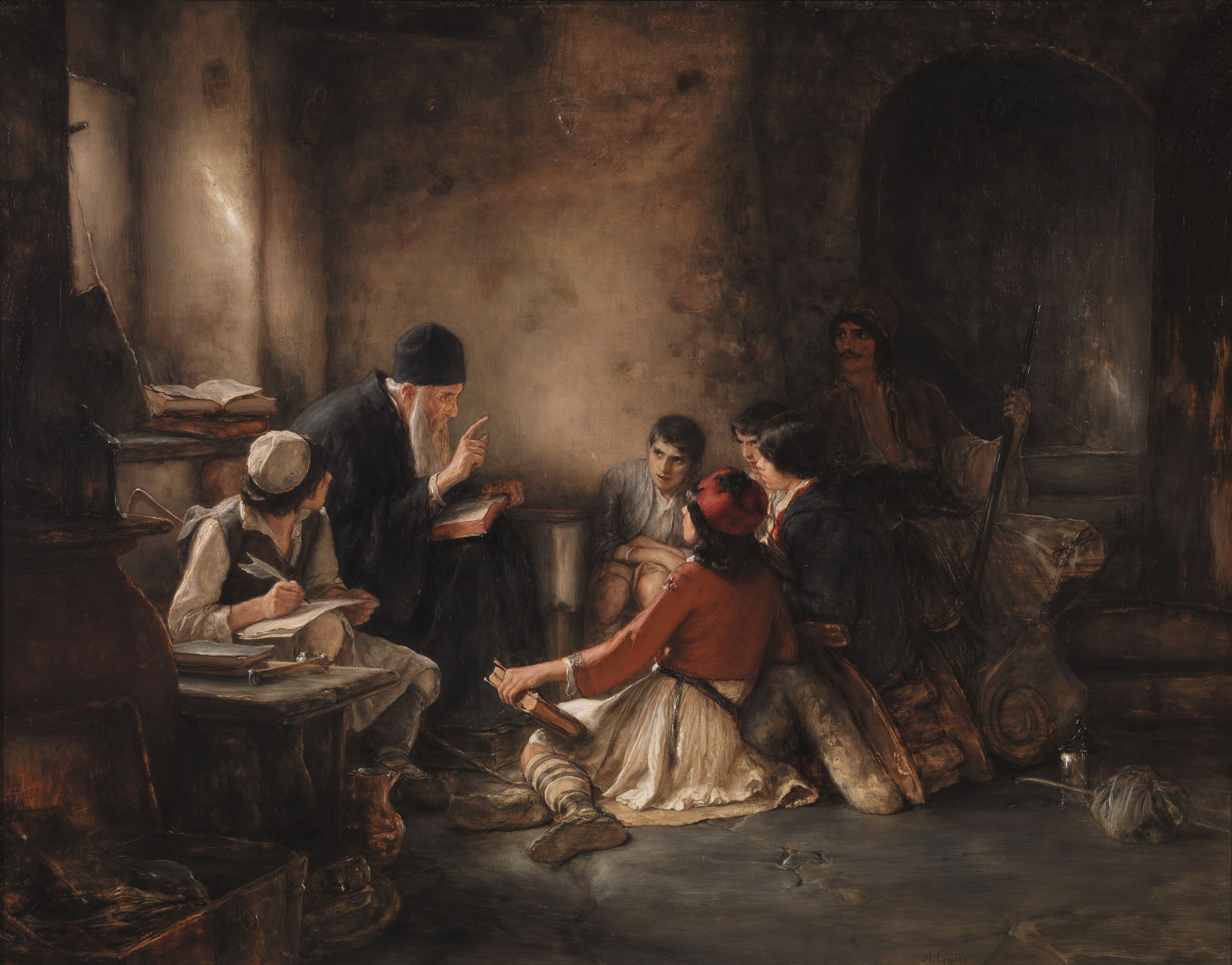
地下学校、ニコラス・ギジ（en）

18世紀末、ウィーンにおいてリガス・ヴェレスティンリスは秘密結社を結成、『ルメリ、小アジア、エーゲ海諸島、ワラキア・モルドヴァの人々による新政治体制』を著し、バルカン半島における共和国の建国を目指したが、彼はオスマン帝国に逮捕され絞首刑に処された。さらにロシア帝国では「フィリキ・エテリア」が結成され、オスマン帝国下のギリシャ人、イオニア諸島、ロシア、西部ヨーロッパ、中央ヨーロッパのギリシャ人らが参加した。エテリアの目的はギリシャ民族の解放であり、目指すところは不明確ではあったが、ロシア帝国が同じ東方正教を信じていたことや露土戦争によりオスマン帝国と戦っていたことからエテリアはロシアの支持があると噂されたため、多くの人々が参加した。

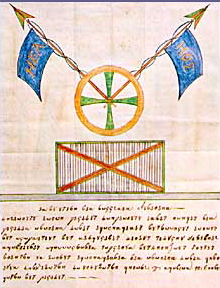
フィリキ・エテリアの紋章

エテリアはロシアに接近して援助を得ようとして、ロシア皇帝アレクサンドル1世の外務次官でイオニア七島連邦国にもかかわっていたギリシャ人、イオアニス・カポディストリアスにエテリアの総司令官に就任を要請したが、カポディストリアスはこれは失敗に終わると睨んでいたため断った。結局、総司令官にはフォナリオテスのギリシャ人、アレクサンドロス・イプシランチが就任した。1820年4月、イプシランチが総司令官に就任するとギリシャ解放計画が立てられ始め、1821年3月、イプシランチはオスマン帝国国境プルート川を渡河、ここにギリシャ独立戦争が開始された。なお、ギリシャ独立記念日はこの日ではなく、パトラ府主教のゲルマノスが聖ラヴラ修道院で決起の旗を揚げた1821年3月25日になっているが、それ以前にも各地で革命勢力が活動を行っていた。

### 独立
この後、ギリシャは独立を勝ち取ることとなるが、これはギリシャ人が中心となって勝ち取ったものではなく、結局、オスマン帝国に対するヨーロッパ列強諸国の思惑から生まれたものであった。

### 近代

#### 第一次共和政

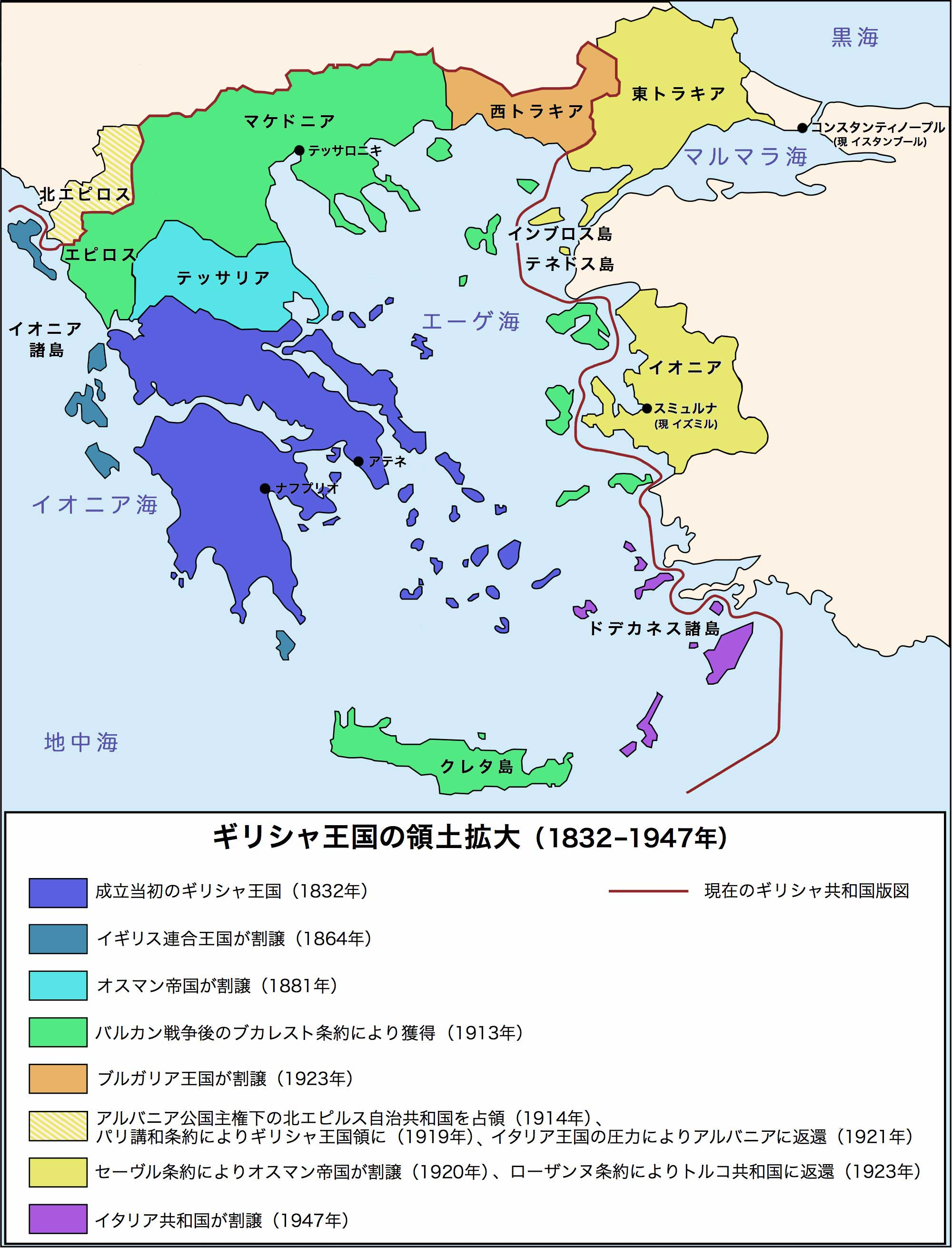
ギリシャ領土の変遷:
1832年、独立時のギリシャ領
1864年、イギリスより割譲された地域
1881年、オスマン帝国より割譲された地域
1913年、バルカン戦争後に得た地域
1923年、ブルガリアより割譲された地域
1920年、セーヴル条約により割譲されることになっていたが、1923年、ローザンヌ条約で失った地域
1947年、イタリアより割譲された地域

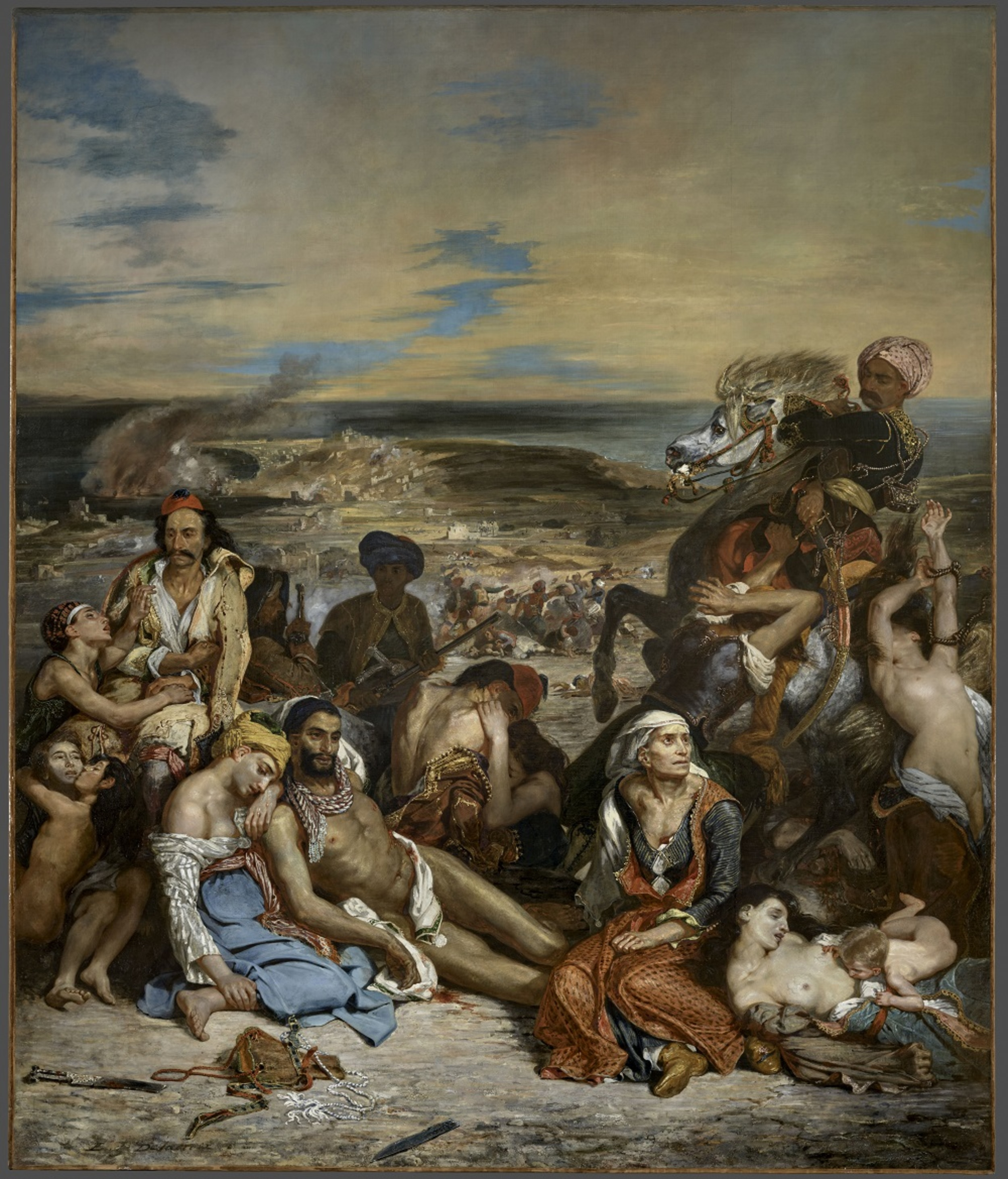
『キオス島の虐殺』、ウジェーヌ・ドラクロワ

1821年3月6日、アレクサンドロス・イプシランチ率いるフィリキ・エテリアの部隊はプルート川を渡り、ここにギリシャ独立のための戦いが始まった 。イプシランチの部隊は6月に全滅するが、ギリシャ各地では独立の気運が高まり、各地で蜂起が発生、特にペロポネソス半島の蜂起軍はギリシャ独立戦争の主力部隊と化すこととなる。 当初、ヨーロッパ列強国はこれに冷淡な態度をとっており、ギリシャ全体が独立を望んでいたわけではなく、ギリシャ国内も三つの政府がそれぞれ樹立された。この状況を打開するために1822年1月には第1回国民会議も開かれ、臨時政府が発足した。しかし、これも一枚岩ではなく、内戦が2度にわたって発生（1823年11月から1824年、1824年11月から1824年12月）、臨時政府はイギリスへ支援を求めた。
その後、オスマン帝国の反撃により、ギリシャ軍は危機を迎えたが、ここに至りヨーロッパ列強（イギリス、フランス、ロシア）が介入を開始、風向きは変わり始めた。そこでギリシャ国内では第3回国民議会が開催され、憲法を制定、初代大統領にロシア官僚であるイオアニス・カポディストリアス伯爵が選出された。それでもギリシャの独立をオスマン帝国は認めなかったが、1827年10月20日のナヴァリノの海戦に敗北したことにより、態度を軟化、ギリシャの独立がここに決定された。
しかし、その最中、大統領カポデイストリアスは恨みを買ったギリシャ独立戦争時の指導者によって暗殺され、さらに列強三国はギリシャを王政にすることを決定した。1833年2月、ギリシャ王に選ばれたバイエルン王国のオソン1世は仮首都、ナフプリオンへ到着、ここにギリシャ王国が成立した。

#### 初期王国時代

##### ヴィッテルスバッハ家
オソン1世が即位したことにより、ギリシャ王国は列強三国（イギリス・フランス・ロシア）の保護下ながら独立を達成した。初期においてはオソン1世が未成年であったことから摂政らが政治を司ったが、バイエルン出身であることからギリシャ人よりもバイエルン人らが重用された。また、財政も不安定であり、列強三国から60億フランの借款を保証された上で活動していたが、これでも足りない状態であった。

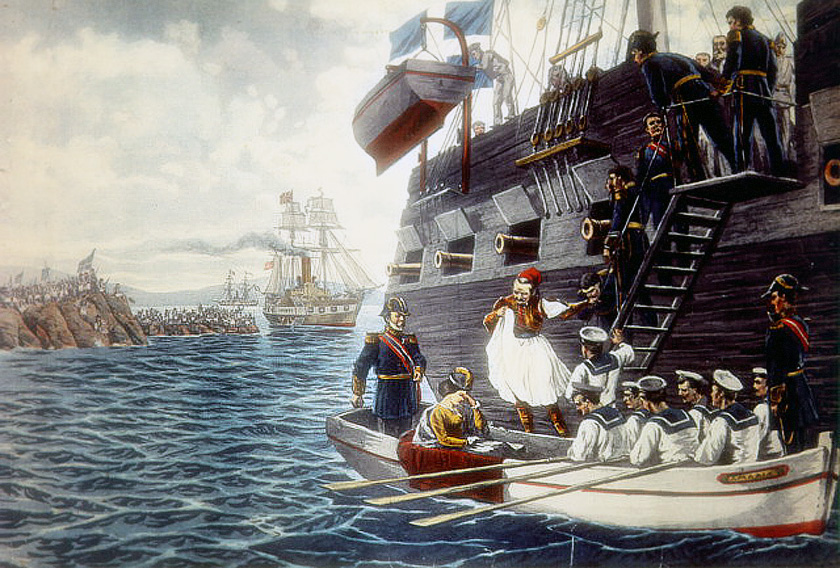
追放されるオソン1世

結局、ギリシャ王国の整備にギリシャ人はほとんど排除されている状態はオソン1世が成人して親政を行う状態になっても変わることはなかった。
1843年9月、ギリシャ独立戦争で活躍した軍人、政治家数人らによりクーデターが起こされ、1844年3月には憲法が制定、バイエルン人が排除されることとなった。立憲制を拒もうとするオソン1世の態度に対し、1862年10月、アテネで再度、クーデターが発生、さらに列強三国も自国の利益からこれを支持、オソン1世は退位せざるを得なくなり、故郷バイエルンへ返された。

##### グリュックスブルク家

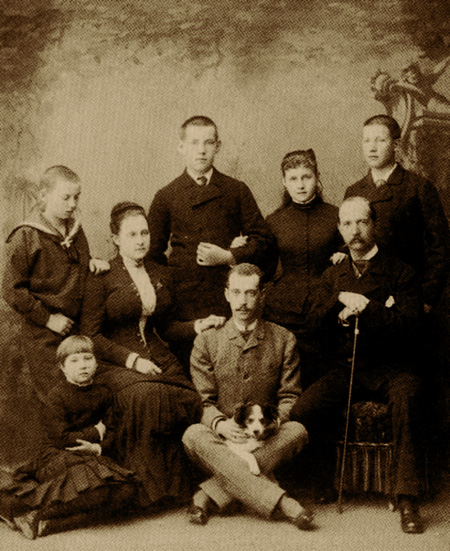
ゲオルギオス1世と家族

オソン1世退位後、イギリス・フランス・ロシアの三国は次の王にデンマーク王クリスチャン9世の次男ゲオルクを選定した。1863年、ゲオルクはギリシャにおいてゲオルギオス1世として即位し、イギリスからイオニア諸島の割譲を受けた。1864年に新憲法が制定されたが、これには国民に主権があることとなり、王権は著しい制限を受けた上で政治改革が行われた。
初期においては政局が安定しなかったが、ディリヤンニスとトリクピスらの率いる二大政党時代を迎え、安定に向かった。この時期の1896年4月には第1回近代オリンピックが開催され、ギリシャが西欧国家の一員であることを欧米に示した。しかし、ギリシャ国内においてイギリス人とイタリア人観光客が殺害される事件が発生、このため、ギリシャは「半野蛮な国」と評され、莫大な賠償金を払ったにもかかわらず、匪賊の鎮圧を行えなかったギリシャの評判は低下した。さらに1893年、ギリシャは国家破産を宣言、1897年のオスマン帝国との戦争でも敗北したことにより、ただでさえ経済基盤の弱いギリシャはさらに借款を重ねたため、列強国らの介入を許すこととなった。そして、1898年には債権者代表で作られた委員会の監視下に置かれることになった 。
一方、クレタ島はオスマン帝国の統治下に置かれていたが、ギリシャへの併合を求め1866年、蜂起が発生するなど不穏な空気が流れていた。1888年、クレタ議会において急進派が多数を占めたことにより、オスマン帝国はこれに派兵、急進派たちはギリシャへの併合を求めて革命議会を設立、ギリシャへの併合を目指した。1896年5月、オスマン帝国軍がキリスト教徒を虐殺したことにより、アテネの民族協会はクレタへ派兵、さらにギリシャ海軍も艦隊を向かわせたが、ヨーロッパ列強の圧力に屈した。翌年2月にクレタを占領することを意図してゲオルギオス1世がクレタへ派兵したが、列強国がクレタを封鎖したためにこれは断念された。しかしギリシャの匪賊らが非正規軍としてギリシャ北部のオスマン帝国との国境周辺へ集結、一触即発状態と化した 。

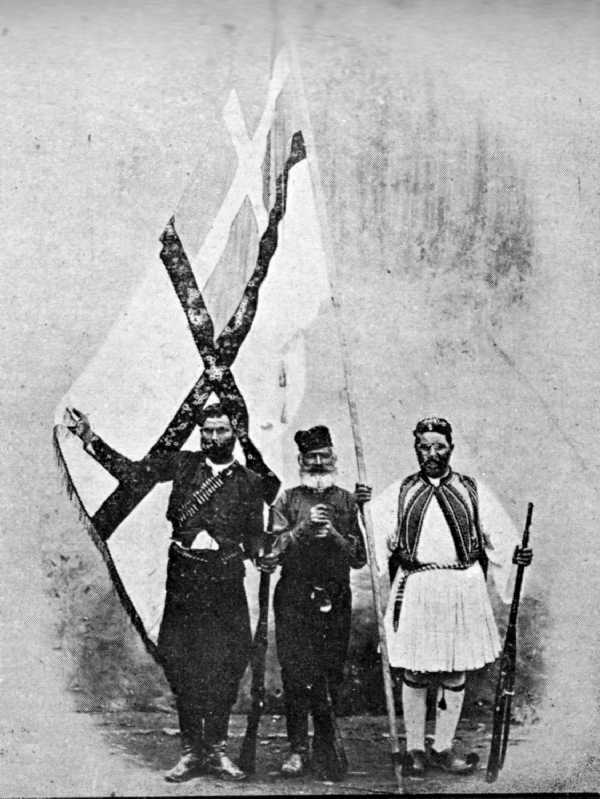
クレタ島の旗、1898年

4月になると両国の間で戦闘が発生したがギリシャは僅か30日で敗北した。しかし、これらの騒乱から列強国はクレタに自治を与えることが決定、さらに1898年にはゲオルギオス1世の第二子、ゲオルギオス公がクレタ総督に着任、司法顧問にその後ギリシャ政界に名を轟かすこととなるエレフセリオス・ヴェニゼロスが着任した。後に、ヴェニゼロスとゲオルギオス公との対立が表面化したことにより、ヴェニゼロスは総督の交代とギリシャへの併合を主張して革命宣言を行ったが、国際監視委員会の介入により、改革されることが決定、新たな総督としてザイミスがギリシャから送られた 。さらに1908年、オスマン帝国で青年トルコ人革命が発生したことにより、クレタ島はギリシャへの併合を宣言したが、これは列強三国の圧力のために、断念された。
さらにマケドニアでもセルビア、ルーマニア、ブルガリアの各国が1878年のベルリン会議によって独立を承認されたことにより係争地域と化し、各国はマケドニアに民族学校を設立するなど、民族意識の向上を図り、自国に有利な条件を作り出そうとしていた。特にギリシャはブルガリアと対立することとなった 。

#### クーデターの発生

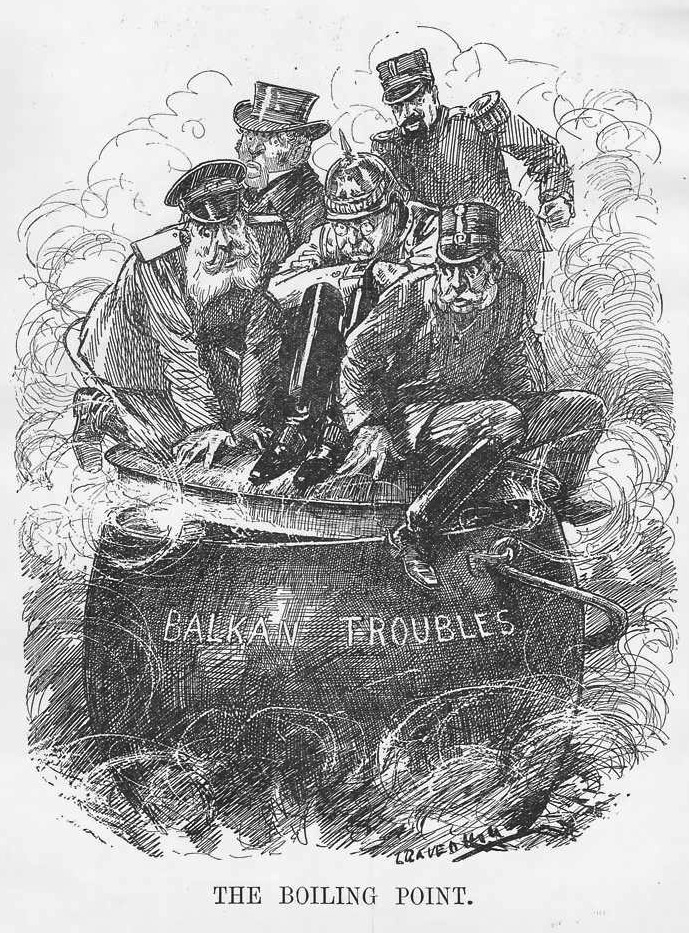
当時の風刺画、バルカン半島の爆発に怯える列強国ら

1908年のクレタ島併合失敗により、1909年8月14日から15日にかけてアテネ守備隊がクーデターを決行、これにより新政府が軍主導ではない状態で結成されたが、軍と議会が対立、このためクレタ島で辣腕を振るっていたエレフセリオス・ヴェニゼロスが呼び出され、内閣も更迭などを含むこの政局の打開を開始した。後に選挙が行われたことによりヴェニゼロス率いる自由党が圧勝、これにより憲法改正、政治改革、軍改革が行われ、さらにフランスからの更なる借款を得ることに成功、ギリシャ経済は安定化を迎えた。

##### 第一次バルカン戦争
1912年10月、モンテネグロがオスマン帝国に宣戦布告、第一次バルカン戦争が勃発したことにより、セルビア・ブルガリア・ギリシャらはモンテネグロと同盟関係を結んでいたことにより参戦した。1913年3月18日、ゲオルギオス1世がテッサロニキで社会主義者en:Alexandros Schinasにより暗殺された。1913年5月30日にロンドン和平条約が結ばれたことにより、オスマン帝国領が分割されたが、ギリシャはマケドニアを巡ってブルガリアと対立、1913年6月16日にブルガリア軍と交戦状態に入り、ここに第二次バルカン戦争が開始された。ギリシャはこの戦争でも勝利し、ブカレスト講和条約により、カヴァラをさらに獲得することとなった。しかし、この一時の平穏も1914年6月にサラエボ事件が原因で第一次世界大戦が勃発したことにより破られた。ギリシャは初期においては同盟を結んでいたセルビアとの関係や国王コンスタンディノス1世がドイツ皇帝ヴィルヘルム2世の義弟であったことから、中立の立場をとったが、1914年秋以降、オスマン帝国やブルガリアが中央同盟国側で参戦したことにより、連合国の圧力は高まるばかりであった。そのため、ヴェニゼロスは連合軍への参戦を目指したが、親ドイツ派である国王や軍参謀本部との対立が深まり、ヴェニゼロスは首相を解任された。このため、あくまでも連合軍側での参戦を考えていたヴェニゼロスは連合国の支援を受けた上でテッサロニキに臨時政府を樹立、ギリシャは二つに分かれることとなった。しかし、ヴェニゼロスの要請を受けた連合軍の作戦により、ギリシャは経済封鎖され、さらに王党派は連合軍の攻撃にさらされた。このため、国王派は敗北、コンスタンディノス1世も亡命した。ヴェニゼロスはアテネに戻り、王党派の追放を行ったが、これはこの後も長く続くヴェニゼロス派と王党派の対立を決定的なものにしていた。結局、ギリシャは連合国側に所属することとなり、第一次世界大戦が終結するまでテッサロニキにおいて中央同盟軍側と戦うこととなる。

###### パリ講和会議
パリ講和会議において、ギリシャは小アジアやトラキア東部、イピロス北部を要求した上で、これを確実にするため小アジアへ軍を送ったが、トルコのムスタファ・ケマルは弱気なオスマン帝国に代わりアンカラに革命政権を樹立し、ケマルがギリシャ軍への攻撃を開始するとギリシャ軍はこれに敗北し小アジアから撤退した。この小アジアへの派兵の最中に国王コンスタンディノス1世が復位してヴェニゼロス派の粛清を行っていたが、この敗北によりヴェニゼロス派の勢いが増すこととなり、1922年9月、軍のヴェニゼロス派将校、ニコラオス・プラスティラスがクーデターを敢行、国王は退位、ゲオルギオス2世が後を継いだ。しかし1924年4月の国民投票により王制が拒否されたため、すぐに亡命することとなり、 ここに第二共和政が確立することとなった。

#### 第二共和政時代
1923年7月、ローザンヌ条約により、ギリシャはドデカネス諸島、インプロス、テネドスを除くエーゲ海島嶼を手に入れたが、これによりトルコ領内のキリスト教徒、ギリシャ領内のイスラム教徒の交換（ギリシャとトルコの住民交換）が行われた。この交換には民族を基準としたものではなく、宗教を基準としたもので、問題点は多かったが、この交換でギリシャに移住した人々はヴェニゼロスの支持基盤となる。そのため、亡命していたヴェニゼロスは帰国したが、国内の混乱を収めることができず、結局、1925年6月24日セオドロス・パンガロス (将軍)将軍によるクーデターが勃発した。しかし、パンガロスは外交政策に失敗、まもなく失脚した。この混乱した政局は収まることなく、1935年3月1日にはニコラオス・プラスティラス（en:Nikolaos Plastiras）による1935年ギリシャクーデター未遂事件（en:1935 Greek coup attempt）が起こった。6月9日1935年ギリシャ議会選挙（en:1935 Greek parliamentary election）。10月10日にはゲオルギオス・コンディリス（en:Georgios Kondylis）によるクーデターが起こり、11月11日に軍政下の選挙で王党派のパナギス・ツァルダリスが政権を奪取したことにより1935年ギリシャ王政に関する国民投票（en:1935 Greek monarchy referendum）が行われ、共和政の廃止と王制の復活が決定、国王としてゲオルギオス2世が復位、第二共和制は瓦解した。

#### 王国時代（八月四日体制）
復位したゲオルギオス2世は1936年1月に再選挙を行ったが、ヴェニゼロス派、反ヴェニゼロス派の勢力が拮抗することとなり、僅かな議席しか持たない共産党がキャスティングボートを握り、政局は完全に行き詰った。このため、ゲオルギオス2世は極右政党の党首、イオアニス・メタクサスを首相に任命、事態の収拾を図った。メタクサスは労働運動を無理やりに押さえ込むなどして強引に政局打開を図った。共産党はこれにゼネストで対抗しようとしたが、1936年8月4日、これを口実にクーデターを敢行、メタクサスによる独裁体制、八月四日体制が確立した。メタクサスの行動に対して民衆はこれまでの混乱から見てみぬ振りをした。唯一の反抗的行動はヴェニゼロスの故郷、クレタ島で発生した暴動のみであったが、メタクサスはクレタ島に戒厳令を敷いてこれを押さえ込んだ。

##### イタリアの脅迫

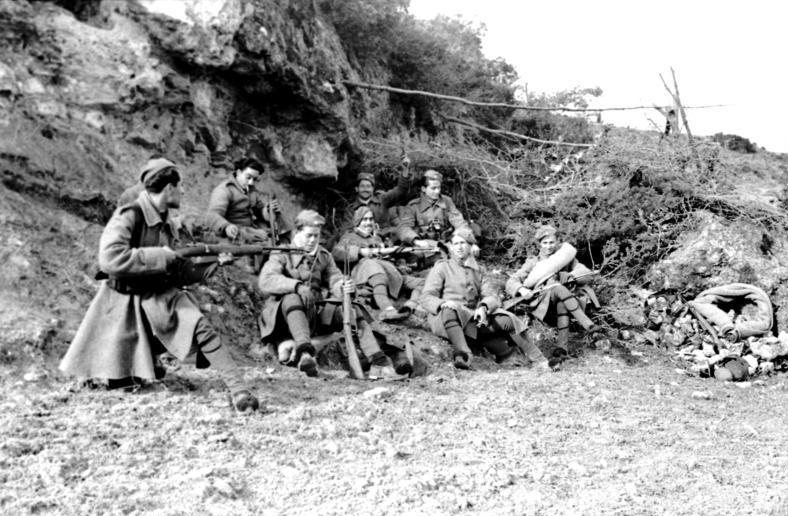
枢軸軍と戦うギリシャ兵

当時、ナチス・ドイツ台頭によりヨーロッパの風向きは怪しくなり、メタクサスは中立を維持することにより切り抜けようとしていたが、イタリアのアルバニア侵攻が発生、さらにイタリアはギリシャへのイタリア軍の駐留と枢軸側への参加を通告した。1940年10月28日、メタクサスがこれを拒否したため、イタリア軍はアルバニアとの国境を越えてギリシャへの侵攻を開始した。メタクサスはイギリスへの支援を要請、さらにギリシャ軍はこれを押し戻し、一旦はアルバニアまで攻め込んだが、1941年4月6日、この事態を重く見たナチス・ドイツはギリシャへ宣戦布告。ドイツ国防軍などがブルガリア国境を越えてギリシャに侵入（ギリシャの戦い）し、ギリシャ軍・イギリス連邦軍は各所で撃破された。その最中、メタクサスは病死、さらに後を継いだアレクサンドロス・コリジスも戦局が悪化する中で自殺した。1941年4月27日、ドイツ軍がアテネに入城したことにより、国王、およびコリジスの後を継いだ首相エマヌエル・ツデロスらはクレタ島へ撤退したが、さらにクレタ島の戦いにおいてギリシャ・イギリス連邦軍らは撃破され、国王、ツデロスらはカイロへと亡命した。
そしてギリシャはドイツ・イタリア・ブルガリアらによって三分割占領され、苦難の日々を送ることとなる。

#### 枢軸国による占領

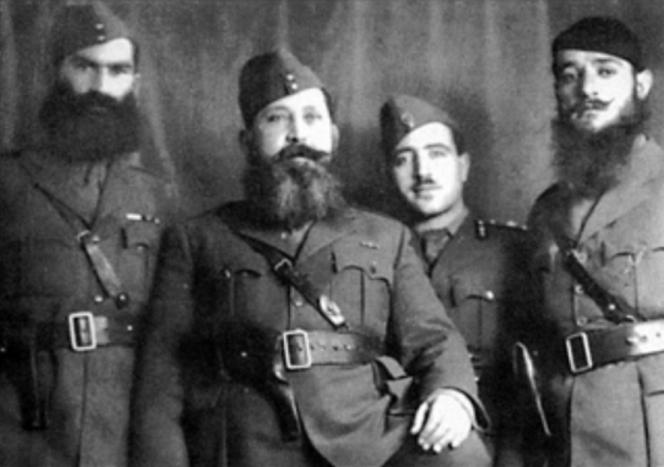
EDESの指導者、ナポレオン・ゼルバス

第二次世界大戦において分割されたギリシャはその占領にかかる経費を枢軸国らに請求されたことにより、財政が破綻、極度のインフレ状態に陥った。1941年から42年にかけての冬には大飢饉が発生した上、ホロコーストも行われ、テッサロニキでは伝統あるユダヤ人コミュニティが壊滅した。このような状況の中、ギリシャ人たちは抵抗組織を形成し始め、各地で抵抗運動が開始された。その中には右派である「国民民主連盟」(EDES)、「国民社会解放運動」(EKKA) や左派である「民族解放戦線」(EAM)、その武装勢力「民族人民解放軍」(ELAS) らなどが主な組織として組織化された。イギリスはギリシャが独立して以来、ギリシャの保護者を自任していたが、カイロへ亡命していた国王らを中心とした亡命政府の支援を行いながらも左派であるEAMを利用して作戦の遂行を考えていた。特にEAMはギリシャ共産党が主導で設立されていたため、イギリスはEAMの勢力拡大を阻止しなければならなかった。
EAMはこの動きを察知したため、戦後のギリシャを牛耳るための活動を開始、EDESへの攻撃を行ったが、これはドイツ軍が攻撃を行ったことと、イギリスの仲介により断念された。この出来事はギリシャ国内に暗い影を落とすこととなった。1944年9月以降、イギリス軍の上陸とナチス・ドイツの敗色が濃くなっていたが、ELASは蜂起してドイツ軍を窮地に追いやったため、ドイツ軍はギリシャより撤退、ギリシャは解放された。しかし、共産主義者の台頭を望まないイギリスは戦前の君主制支持者を中心とした軍の編成に着手したため、EAM支持者らが1944年12月3日、アテネで抗議集会を開催したが、流血の事態に発展、さらに翌日、ELAS主導でのゼネストが宣言されたため、アテネ駐在のイギリス軍とELASの間で専横が発展した。この時、イギリス軍はアテネの確保に成功したが、この十二月事件を契機にギリシャは内戦へ突入することになる。

### 現代

#### 第二次世界大戦後

##### ギリシャ内戦
ギリシャでの内戦にイギリスは介入、1945年2月2日にヴァルギザ協定によりEAMの懐柔に乗り出し、共産党の合法化やELASの武装解除が同意された。しかし、十二月事件の市街戦における受難を忘れる事なく、また、共産主義の伸張を望まないイギリスはこれを無視してEAMおよび共産党への弾圧を行ったため、ヴァルキザ協定は無力化した。

###### 共産党の非合法化による混乱
さらに王党派による白色テロによってギリシャ国内が混乱している状態で1946年3月に総選挙を強行（en:1946 Greek parliamentary election）、この選挙で王党派が圧勝したことにより、王党派のコンスタンチノス・ツァルダリスを首班とする政権が発足した。十二月事件以降、勢力が半減していた共産党は北部山岳地域で蜂起して小規模な武装抵抗を行っていたが、ツァルダリスは強気の姿勢で臨み、1945年9月の国民投票で国王の復帰を決定、さらに1947年には共産党を非合法化した。1947年9月に、アメリカ合衆国が介入し、強行姿勢を崩さなかったツァルダリスが解任され、自由主義者のテミストクリス・ソフリスが首相に就任した。
共産党は非合法化に対し武装闘争を開始、1947年12月23日に「ギリシャ民主軍(共産主義者民主主義軍)」を設立。
12月24日には、共産党が「自由ギリシャ臨時政府」を樹立した。
1949年1月29日、政府は先の戦争の英雄、アレクサンドロス・パパゴスを総司令官に任命して共産党の武装闘争鎮圧に対処。
一方、共産党は後ろ盾であったユーゴスラビアがコミンフォルムから追放されたことや、ゲリラに所属していた少数民族の問題からさらに戦力が低下、1949年8月までに左派勢力は一掃され、1949年10月、共産党は武装闘争の中断を宣言、ここにギリシャ内戦は終結した 。
ソフリスは懐柔作戦を駆使して4000人の武装ゲリラの武装解除に成功した。

##### 内戦終了後
内戦終了後、ギリシャは冷戦構造の中、地中海東部におけるアメリカ合衆国の最重要地域と化した。そのため、ギリシャにはアメリカ合衆国の介入が発生、さらに内戦で力をつけた軍、王室が絡み合うことで政治への介入が発生することとなった。1950年の朝鮮戦争にギリシャ軍は派兵を行い、翌年には北大西洋条約機構(NATO) に加入、さらに左派を排除したことにより、アメリカ合衆国のコントロール下におかれていた。さらに軍も内戦を通じて政府ではなく、王室に忠誠を誓っており、このため国王の発言力が増すこととなった。1950年、戒厳令が解除されたことにより総選挙が行われたが、第一党を得た右派ではなく、議席数で多数を得た中道政党による連立政権側も安定多数を保持することができなかった。翌年、再選挙が行われたがここで右派が第一党を奪取したがやはり安定多数を得ることはできず、政局はさらに混乱することになった。しかし、ここで右派政権の成立を望むアメリカ合衆国が介入、選挙改革が行われたことにより、右派国民結集党が安定多数を確保、右派政権が成立した 。1952年、NATOに加盟。

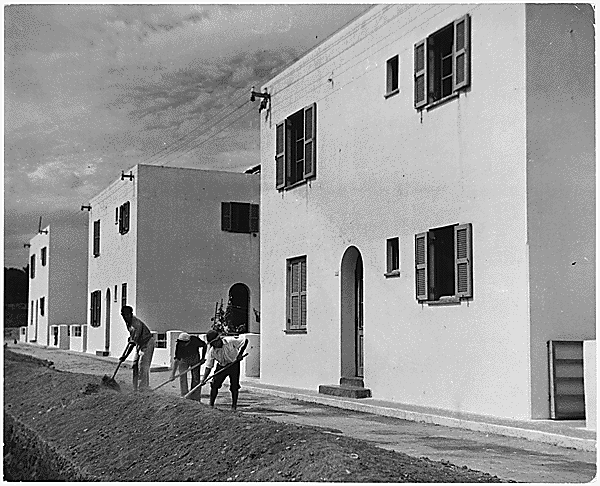
アメリカ合衆国のマーシャル・プランにより復興を開始したギリシャ

首相となった第二次世界大戦の英雄、パパゴスは経済的混乱の収拾に成功、さらに親米路線をとることにより、政局も安定を見せた。パパゴスの死後、コンスタンディノス・カラマンリスが国王により首相に任命され、さらなる辣腕を振るうことによりギリシャは経済的発展を見せた。しかし、1958年の選挙において共産党系の政党、左翼民主連合が第二党になったことにより、1961年の選挙ではありとあらゆる手段をとって左翼勢力へ選挙妨害等の圧力がかけられた。そのため、この選挙は「暴力と欺瞞の選挙」と呼ばれたが、中道連合が第二党に躍進した。この選挙妨害により、中道連合と左派は民主的選挙を求めデモ等を行った。1963年5月27日にテッサロニキでベトナム戦争の反戦集会の最中に、民主左翼同盟党首グリゴリス・ランブラキスが暗殺され、政局はさらに悪化することとなった 。
1963年7月、コンスタンディノス・カラマンリスが、親ナチス的な発言を行なうフリデリキ王妃との関係が悪化すると、パウロス国王が公然と政治介入を行い、首相を解任される。11月の選挙で中道右派のカラマンリスが破れ、中道連合が政権を担うことになった。さらに中道連合は左翼民主連合の支持を得た上で翌1964年2月の選挙に絶対多数を得た。さらに、首相となったゲオルギオス・パパンドレウが内戦期の政治犯の釈放に着手、さらに東側諸国との関係改善に着手したため、アメリカ合衆国政府は警戒を示し、軍内部の右派勢力も行動を開始した 。

#### 軍事政権
この穏健すぎるパパンドレウの政局運営は結局、アメリカ合衆国政府や軍、王室の介入により短命に終わった。そのため、国王はカネロプロスに選挙の管理を委ねたが、1967年4月21日、軍のスティリアノス・パッタコス准将、ゲオルギオス・パパドプロス大佐、ニコラオス・マカレゾス大佐らの主導による軍事クーデターが発生した。このクーデターを「1967年4月21日革命」と称した彼らは自らに都合の良い政府を構築したことにより、一度は政界から身を引いたが、12月13日に国王コンスタンディノス2世による逆クーデターが仕掛けられると自ら政局の運営を開始、パパドプロスが首相に就任した。これらに対して国民は消極的な抵抗を示したのがほとんどで、目立った行動は発生しなかった。さらにアメリカ合衆国（ジョンソン政権）はパパドプロスの軍事政権がコントロール可能と踏んだため、早々と承認を行った。

##### 反発の拡大
1973年、世界的なオイルショックによりギリシャでもインフレ率が上昇し、反体制活動の活発化や海軍水兵の蜂起などの社会不安が発生した。特に学生たちはアテネ大学法学部を占拠するなど、目立った行動も起こり始めた。そのためパパドプロスは国王コンスタンディノス2世が亡命先から海軍の蜂起の指示をしたということで「大統領制議会制度共和国宣言」を行い、王制の廃止を宣言、自らは対立候補のいない大統領選に出馬し、大統領に就任した。しかし、11月17日に民主化を求める学生らによる大規模なデモが発生、11月23日にアテネ工科大学（英: Athens Polytechnic）を占拠したが（アテネ工科大学の反乱、en:Athens Polytechnic uprising）、軍に蹴散らされ死者まで発生する事態に至った。11月25日、強硬派のディミトリオス・イオアニディス准将による無血クーデターのためにパパドプロスは解任され、実質イオアニディスによる政権に移行した。
1974年7月20日のトルコのキプロス侵攻で失策を犯したためキプロス紛争が悪化すると、軍内部でも独裁制の解消と民主主義への復帰が決定、元首相コンスタンディノス・カラマンリスがその指導者に選ばれた。
1974年7月24日、亡命先のフランスから帰国したカラマンリスが首相就任の宣誓を行い、軍事独裁制に終止符が打たれた。1974年8月14日、ギリシャがトルコによる北キプロス占領への抗議からNATO軍から離脱することを発表した。

### 現在
1974年11月17日のギリシャ議会選挙（en:Greek legislative election, 1974）で、コンスタンディノス・カラマンリス率いる新民主主義党が単独過半数を大きく越える地滑り的大勝をした。
1981年10月18日の議会選挙（en:Greek legislative election, 1981）で、アンドレアス・パパンドレウ率いる全ギリシャ社会主義運動（PASOK）が48.07%を獲得し、第一党となった。1985年6月2日の議会選挙（en:Greek legislative election, 1985）でも、アンドレアス・パパンドレウ率いる全ギリシャ社会主義運動が45.8%の得票で第一党となった。1987年3月、ギリシャ・トルコ間でSismik incident（1987年のエーゲ海危機、en:1987 Aegean crisis）と呼ばれるエーゲ海紛争（en:Aegean dispute）が起こった。1988年夏、クレタ銀行（en:Bank of Crete (1980–1999)）横領スキャンダル（ジョージ・コスコタス、Koskotasスキャンダル）への関与が取り沙汰され、アンドレアス・パパンドレウへの人気に陰りが生じた。翌年の二度に渡る選挙（en:June 1989 Greek parliamentary election、en:November 1989 Greek parliamentary election）の結果、46.2%を獲得した新民主主義党が第一党となった。しかし、組閣が出来ずにさらに選挙（en:1990 Greek parliamentary election）が行なわれ、1990年4月11日にコンスタンディノス・ミツォタキスが首相に就任した。同年、NATO軍に再加入した。1993年10月10日の議会選挙（en:1993 Greek parliamentary election）で全ギリシャ社会主義運動が46.8%で第一党に返り咲いた。
1999年8月17日にトルコでイズミット地震 (1999年)、1999年9月7日にギリシャでアテネ地震（en:1999 Athens earthquake）が発生する中で、ギリシャ・トルコ地震外交（en:Greek–Turkish earthquake diplomacy）と呼ばれる外交で急速に希土関係が好転した。また、国内政治も、内戦や軍事政権時代を引きずる旧世代から新世代への新陳代謝が進み、2004年のアテネオリンピックが新時代の到来を象徴するイベントと受け止められていた。
2007年のアメリカでのサブプライム住宅ローン危機に端を発する2008年9月のリーマン・ショックでは、ギリシャが2010年欧州ソブリン危機を招く発信源となった。
2009年10月4日のギリシャ議会選挙（en:2009 Greek parliamentary election）で、全ギリシャ社会主義運動が第一党となり、10月6日にゲオルギオス・アンドレアス・パパンドレウが新首相に就任すると、財政赤字の粉飾を公表し、2010年にはギリシャの財政危機がたちまち欧州ソブリン危機へと広がっていった。ギリシャの財政危機は一層厳しくなり、2011年にはアントニス・サマラス新政権（新民主主義党）が誕生した。
2012年5月ギリシャ議会総選挙では連立政権の枠組みが決まらず再選挙となり、2012年6月ギリシャ議会総選挙は事実上の国民投票となったが、その結果、緊縮財政政策とユーロ圏残留が決定した。国民の不満を代弁した極右政党の黄金の夜明けが6.9%の得票率で18議席を獲得して躍進したのも注目された。
2012年7月25日、ロンドンオリンピック (2012年)の陸上女子三段跳びのパラスケビ・パパフリストゥがTwitter上で人種差別的な発言をして大会を追放された。背景にはアフリカからの移民の増大や、ギリシャ国内でウエストナイル熱による死者が出たことなどがあった。後に、彼女は謝罪声明を発表した。